# Fachwerkhaus

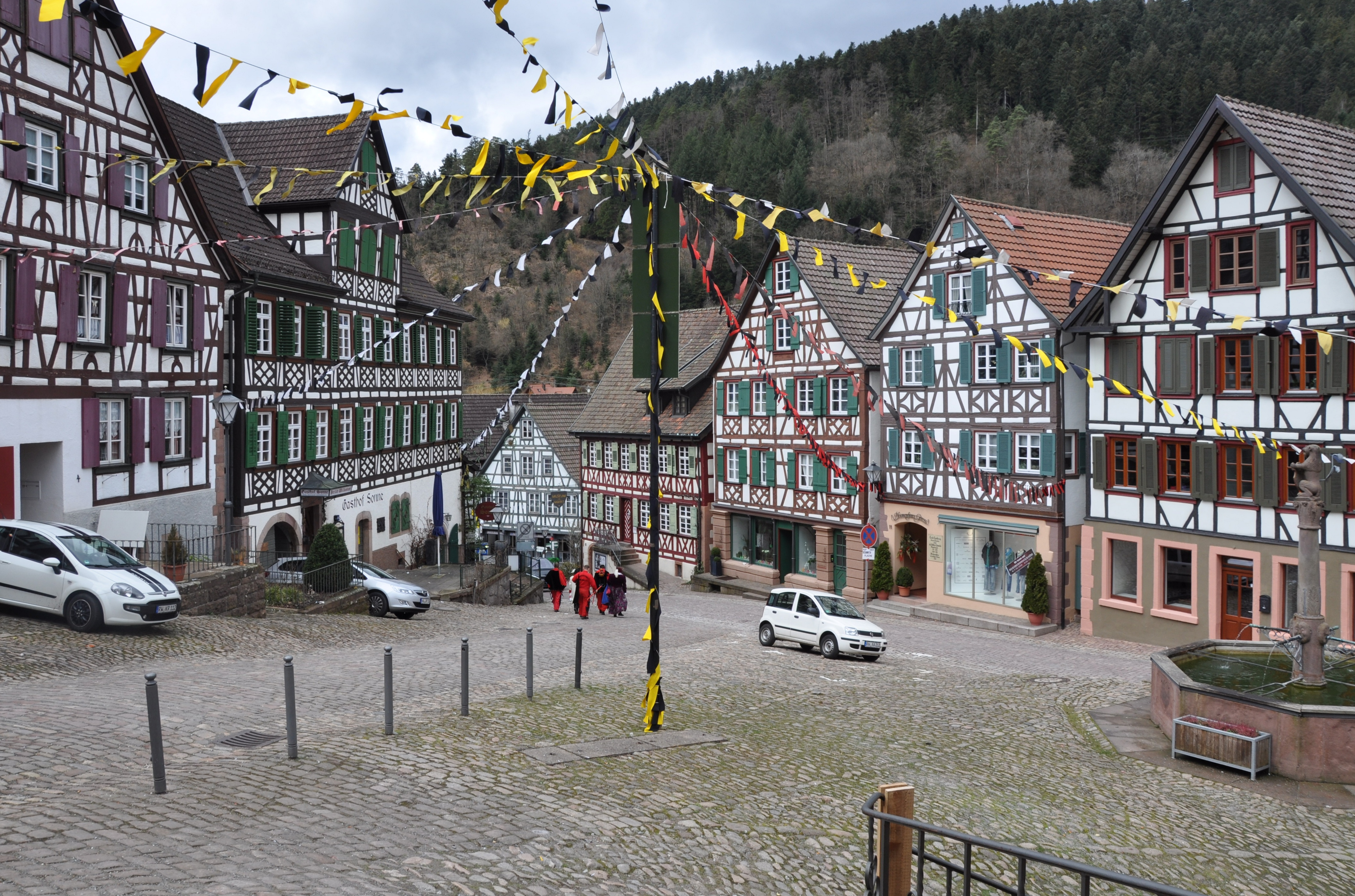
Fachwerkhäuser in Schiltach im Schwarzwald, an der Deutschen Fachwerkstraße

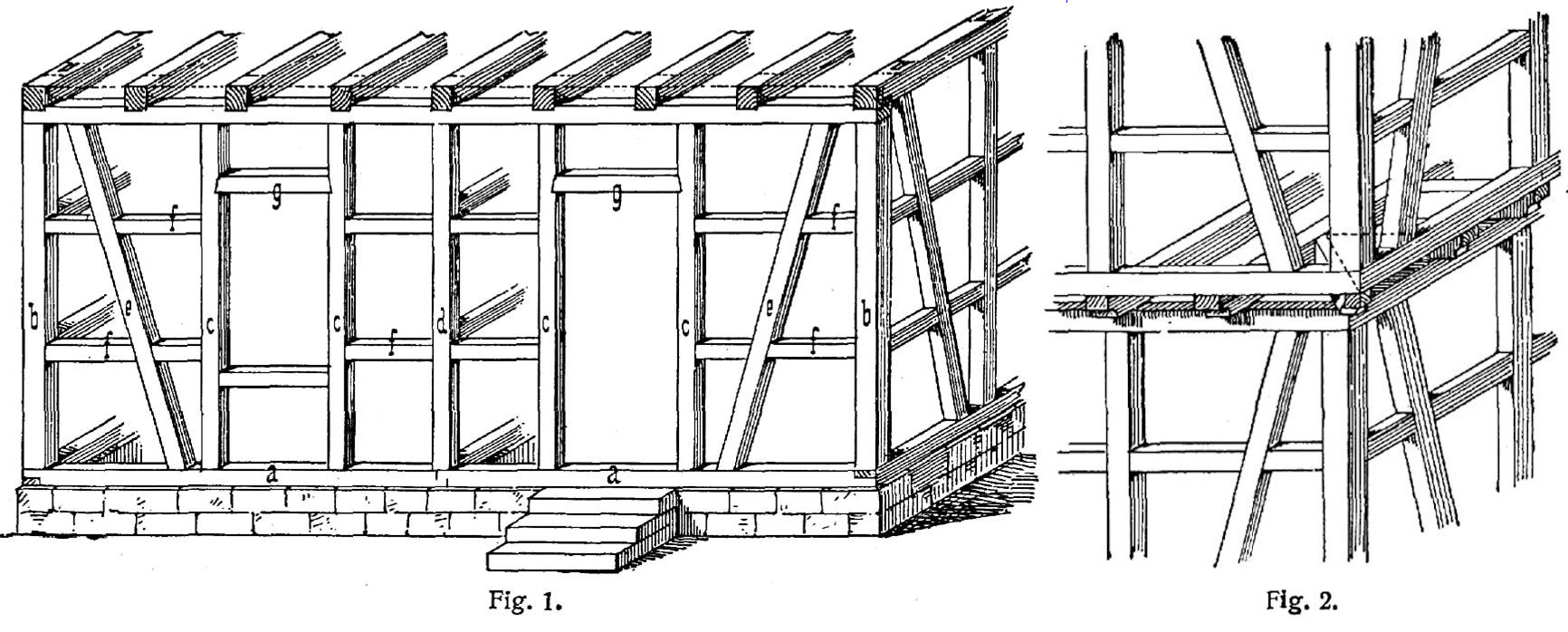
Fachwerkbegriffe nach Otto Lueger (1906):
Fig. 1: Standard-Fachwerk mit a) Wandschwelle, b) Eckpfosten, c) Fenster- oder Türpfosten, d) Zwischen- oder Bundpfosten, e) wandhohen Streben, f) Riegel, g) Sturz. Der auf den Pfosten der vorderen Seite ruhende Rähmbalken (auch: Pfette) ist nicht gekennzeichnet.
Fig. 2: Fachwerkgebäude, dessen allseitig vorkragendes Obergeschoss auf vorspringenden Balkenköpfen ruht. Der diagonale Eckstichbalken und die seitlich darauf folgenden Stichbalken (auch Sucher) werden innenseitig mit dem ersten Deckenbalken verbunden, um nicht durch die Auflast abzukippen.

Das Fachwerkhaus (in der Schweiz Riegelhaus) ist die in Deutschland und weiten Teilen der Schweiz bekannteste Verwendung von Holzfachwerk im Hochbau. Es ist ein Skelettbau aus Holz, bei dem die Zwischenräume (Gefache) mit einem mit Lehm verputzten Holzgeflecht oder mit Mauerwerk ausgefüllt sind und die horizontale Aussteifung (zum Beispiel, um der Windbelastung standzuhalten) mittels schräg eingebauter Streben erfolgen kann. Als Bauholz wurde – mit Ausnahme der Spätzeit dieser Bauweise – Rundholz mittels Axt, Breitbeil und Dechsel zu einstieligen Balken mit quadratischem Querschnitt behauen. Die Bauhölzer wurden zimmermannsmäßig verbunden, unter weitestgehendem Verzicht metallischer Verbindungsmittel wie Nägel oder Schrauben.
Aus der frühgeschichtlichen Pfostenbauweise entwickelte sich das Fachwerkhaus zunächst zum Firstsäulen- und Firstsäulenständerhaus. Statt auf einer Schwelle aufzuliegen, waren die Wandpfosten hier zunächst vielfach noch im Erdreich eingegraben.
Über die Firstständerbauweise entwickelte sich schließlich der Stockwerkbau, der bis in das 19. Jahrhundert eine der vorherrschenden Bauweisen blieb und in Mitteleuropa nördlich der Alpen bis nach England verbreitet war. In der Spätzeit dieser Bauweise kam im Alpenraum das damit verwandte Bundwerk auf. Als der moderne Nachfolger der Fachwerkbauweise kann die Holzrahmenbauweise gesehen werden.

## Begriff
Der Begriff Fachwerk ist seit dem 17. Jahrhundert belegt. Fach und Gefach sind die Bezeichnungen für die durch die tragenden Balken gebildeten Zwischenräume, und -werk ist das zugehörige Kollektivum. 

## Konstruktion

### Planung
Ursprünglich fertigte der Zimmermann, der oft auch gleichzeitig Baumeister war, einen Aufriss oder eine Aufschnürung direkt auf dem Werkboden, später auf einer Holzfläche, dem Reißboden. Heute wird die Konstruktion häufig vom Fachmann mit einer Abbundsoftware entworfen und im Abbundzentrum ausgeführt.

### Bauteile

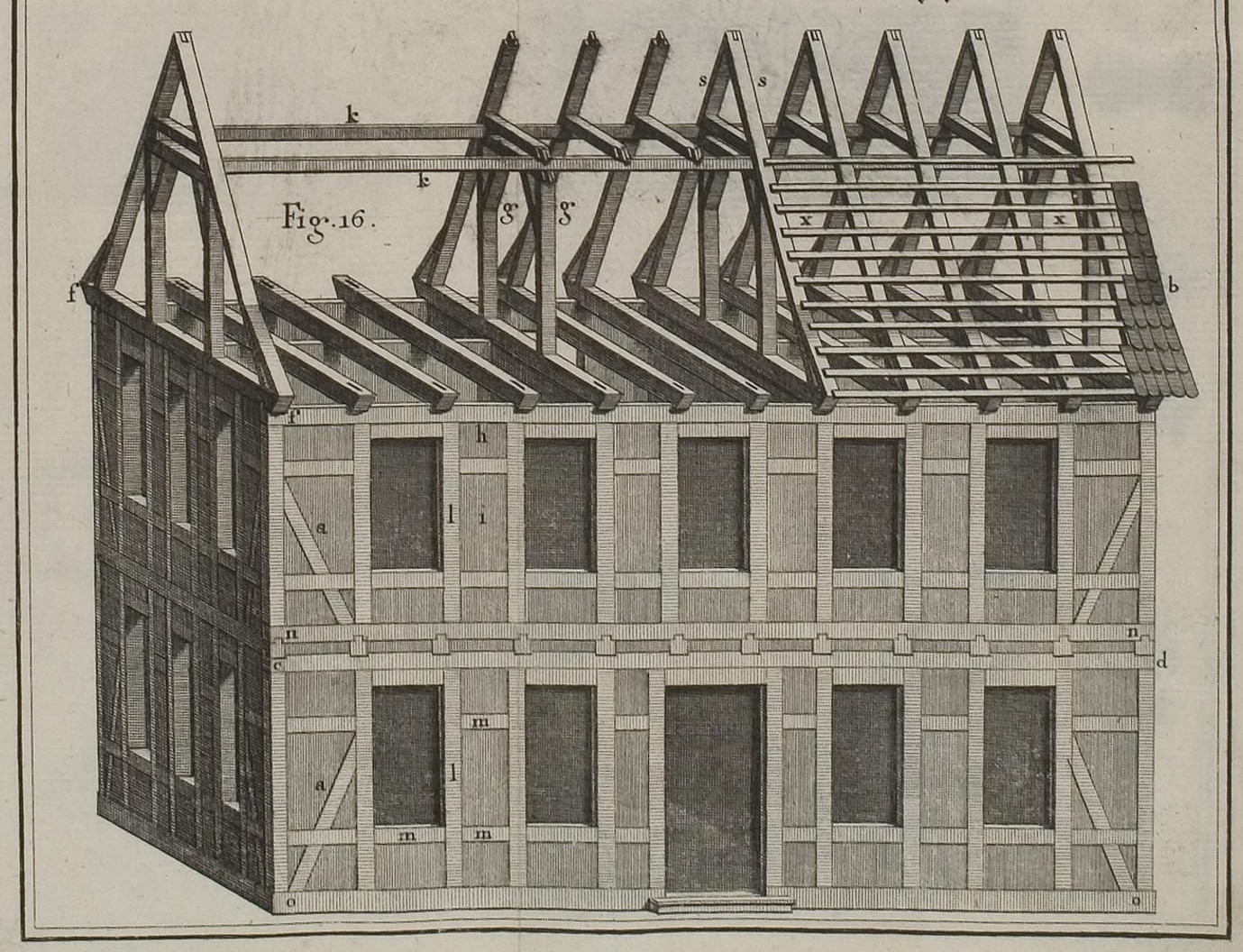
Barocke Begriffe der Fachwerk- und Dachkonstruktion am stilisierten Beispiel eines Stockwerkbaus mit doppelt stehendem Stuhl, wortgetreu zitiert nach Johann Friedrich Penther (1744): a Band Contrevent, b Couverture a claire voye, c-d Blatstücke, c-d-o Ständerwerck, f Dach-Balcken, g Dachstuhl, Dachstuhl-Säulen, h-i Fach, k Fetten, l Poteau, m Riegel, n-o Sabliere, o Schwellen, r Spann-Riegel, s Sparren, x Latte.

Die vertikalen Hölzer werden als Pfosten, Stiel, Stütze, Stab oder Ständer, die leicht schräg stehenden als Strebe oder Schwertung bezeichnet, die horizontalen als Schwelle, Rähm, Riegel oder Pfette. Im Winkel von meist 45 Grad verlaufende Hölzer zur Querstabilisierung nennt man Bänder oder Bug, sie verbinden die senkrecht stehenden Ständer mit Schwelle oder Rähm. Streben sind oft symmetrisch angeordnet und sollen auftretende seitliche Kräfte abfangen.
Die behauenen Hölzer haben typischerweise einen Querschnitt von etwa 10 × 10 Zentimeter bis etwa 18 × 18 Zentimeter.

Aufeinandertreffende Teile bilden Holzverbindungen, die oft verzapft und mit Holznägeln gesichert sind. Ein Holznagel besteht aus einem langen, vierkantigen, am Ende zugespitzten Schaft und kann einen verdickt ausgebildeten Kopf besitzen. Die häufigste Holzart bei Holznägeln ist Eiche. Die kraftschlüssige Verbindung des Holznagels wurde durch das Verkeilen der Schaftkanten in dem kleiner gebohrten Loch des Gegenholzes hergestellt.
Die Fachwerkhölzer werden beim Zuschnitt (Abbinden) mit Abbundzeichen versehen, um sie nach dem Transport zum Bauplatz schnell und richtig wieder zusammensetzen zu können.
Auch können Fachwerkkonstruktionen abgebaut und wieder aufgebaut sowie einzelne Teile ersetzt werden (Modulbauweise).

### Materialien

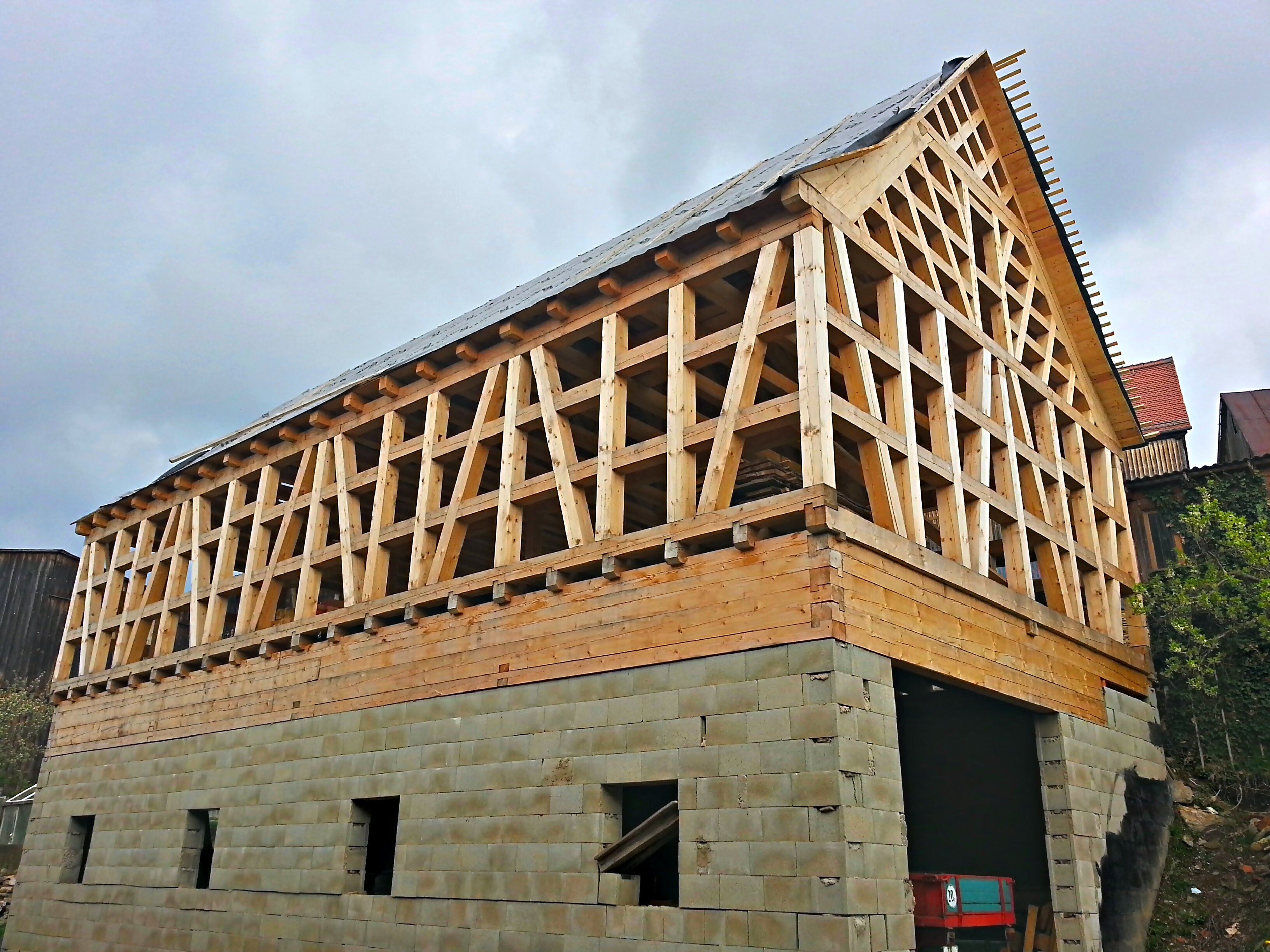
Neubau, Typ des Egerländer Fachwerkhauses, mit vielen Streben

Als Holzarten werden zumeist Stieleiche oder Traubeneiche, in nadelholzreichen Gebieten Tanne verwendet, da sie witterungsbeständig sind und Fäulnis widerstehen – konstruktiven Holzschutz vorausgesetzt. Welch hohes Alter solche Hölzer erreichen können, darauf wird im Kapitel Geschichte eingegangen.
Zum Ausfüllen der Zwischenräume (der Gefache) gibt es verschiedene Möglichkeiten:
- Flechtwerk mit Lehmbewurf (Klaiben), das Geflecht ist aus festen Hölzern (Lehmstaken), zusätzlich auch aus biegsamen Ruten (Fachgerten), beispielsweise aus Weidenholz.
- Lehmwickel mit Kalk- oder Lehmputz.
- Ausmauerung mit Backsteinen, Bruchstein oder Lehmbausteinen und gegebenenfalls verputzt.
- Ausladhölzer, kurze, kantig behauene Holzklötze, die in den Fächern waagerecht übereinandergelegt sind. Die Fugen sind mit einer Mischung aus Moos und Kuhmist gedichtet (Oberharz).[8]

Ausfachungen
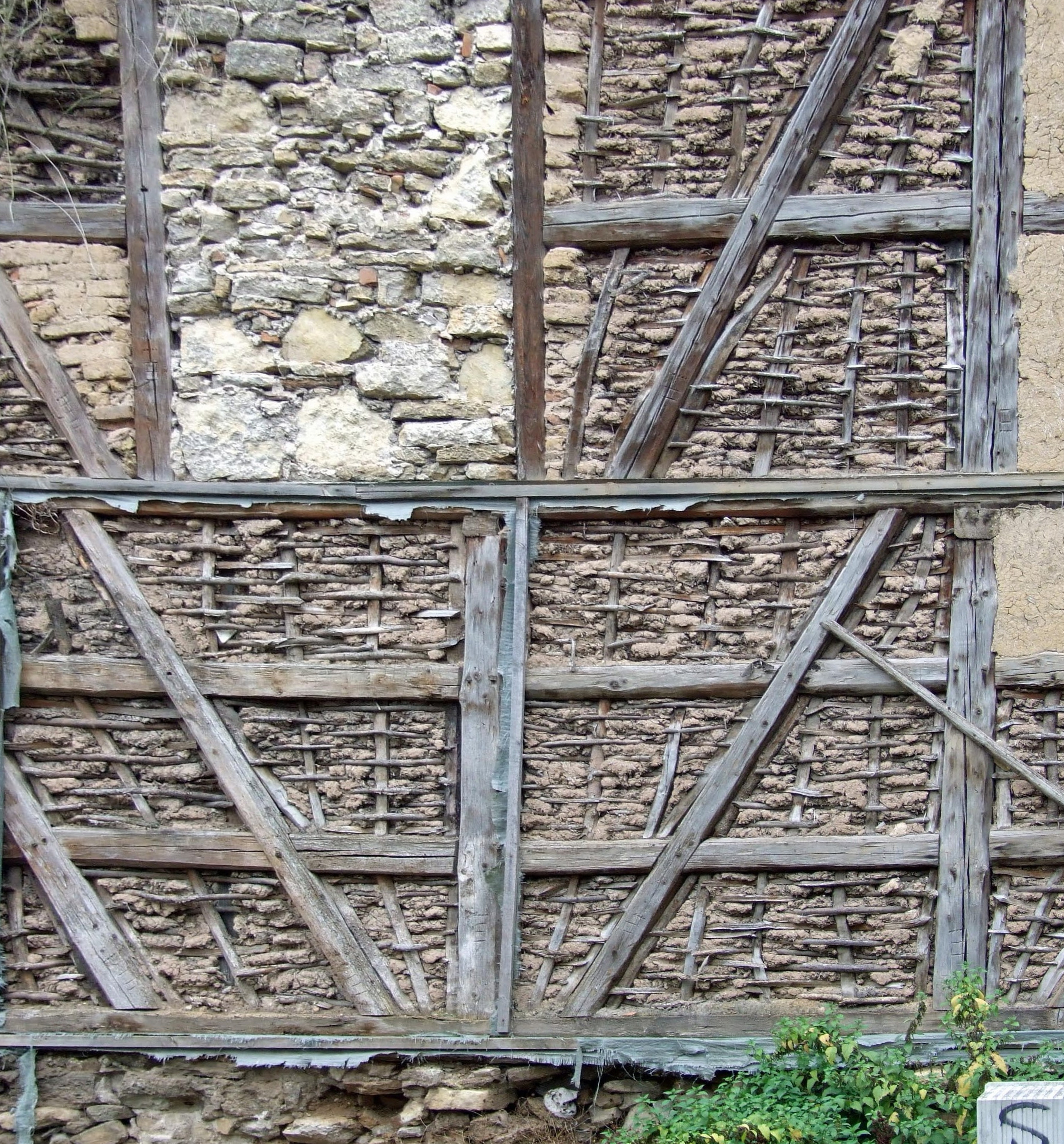
Gefache mit Holzgeflecht und Lehmbewurf sowie Ausfachung mit Steinen in Meiningen, ursprünglicher Lehmputz abgefallen
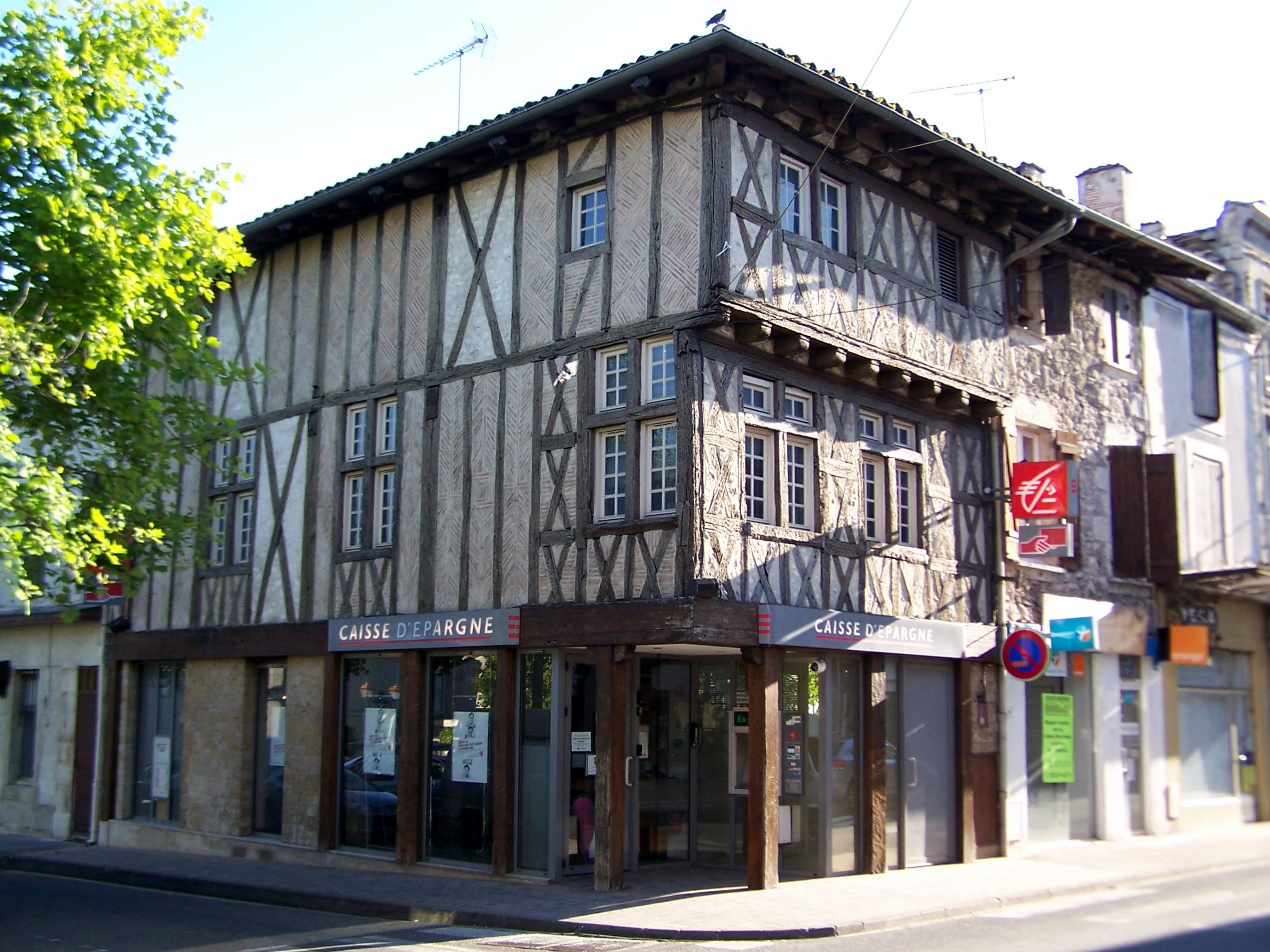
Stadthaus in Casteljaloux, Lot-et-Garonne, SW Frankreich
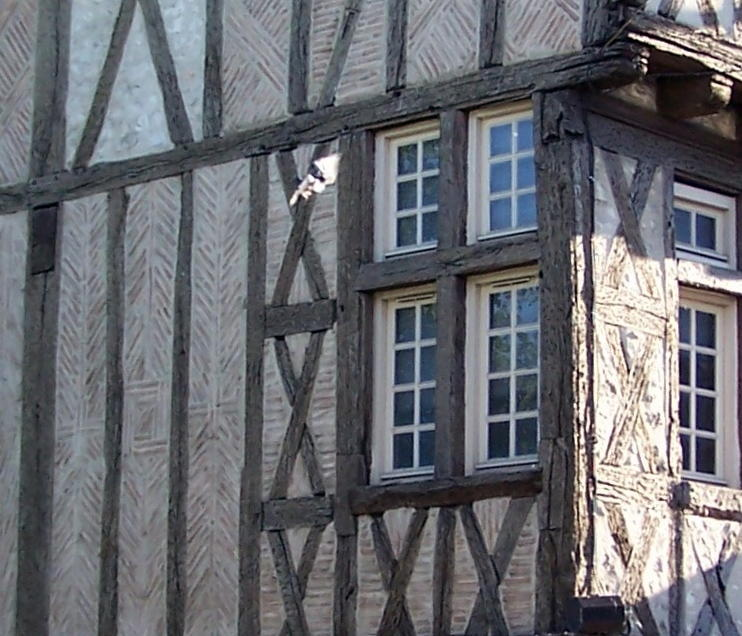
Casteljaloux, Detail: Ausfachung mit ornamental gesetzten „römisch“ flachen Ziegeln.

### Schmuckformen im Fachwerk
Die künstlerische Ausgestaltung von Fachwerkhäusern ist je nach Region und Erbauungszeit unterschiedlich stark ausgeprägt. Als Schmuck kommen insbesondere die Anordnung der tragenden und aussteifenden Balken, das Einfügen von zusätzlichen, statisch nicht wirksamen Hölzern als Schmuckelemente, das Gestalten von Hölzern durch Schnitzwerk und Bemalung sowie die farbliche Fassung der Gefache oder die Anordnung der Klinker zur Anwendung. Die verwendeten Schmuckformen variieren regional und zeitlich sehr stark und tragen teilweise auch unterschiedliche Bezeichnungen.
Heute nimmt man an, dass viele der ehemals verwendeten Schmuckformen in direkter Beziehung zum Erbauer standen. Einige der verwendeten Schmuckelemente durften nur von alten Handwerksmeistern ausgeführt und errichtet werden.

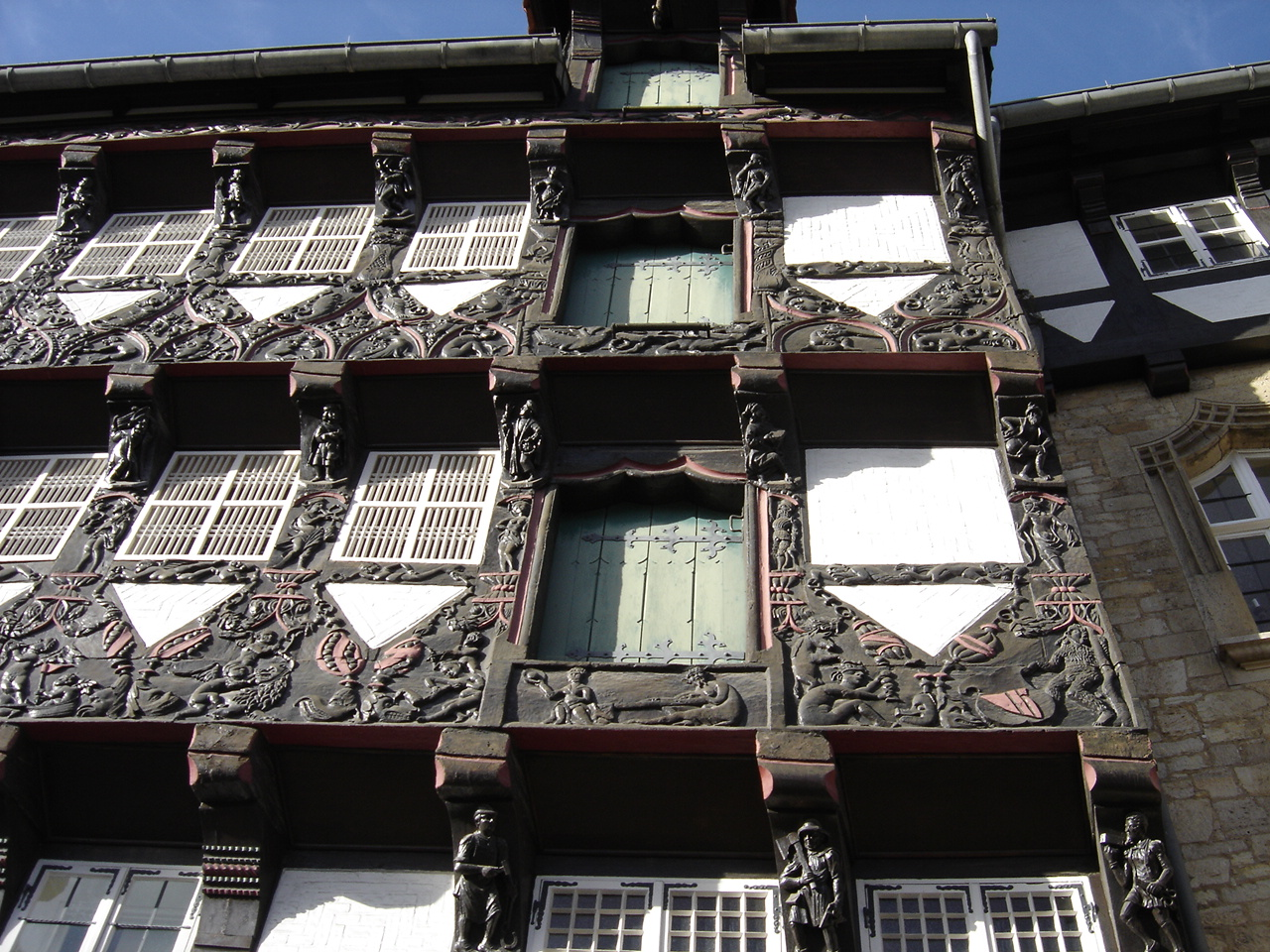
Knaggen am Hunebergschen Haus, Braunschweig, 1524, im 20. Jh. an den Burgplatz umgesetzt

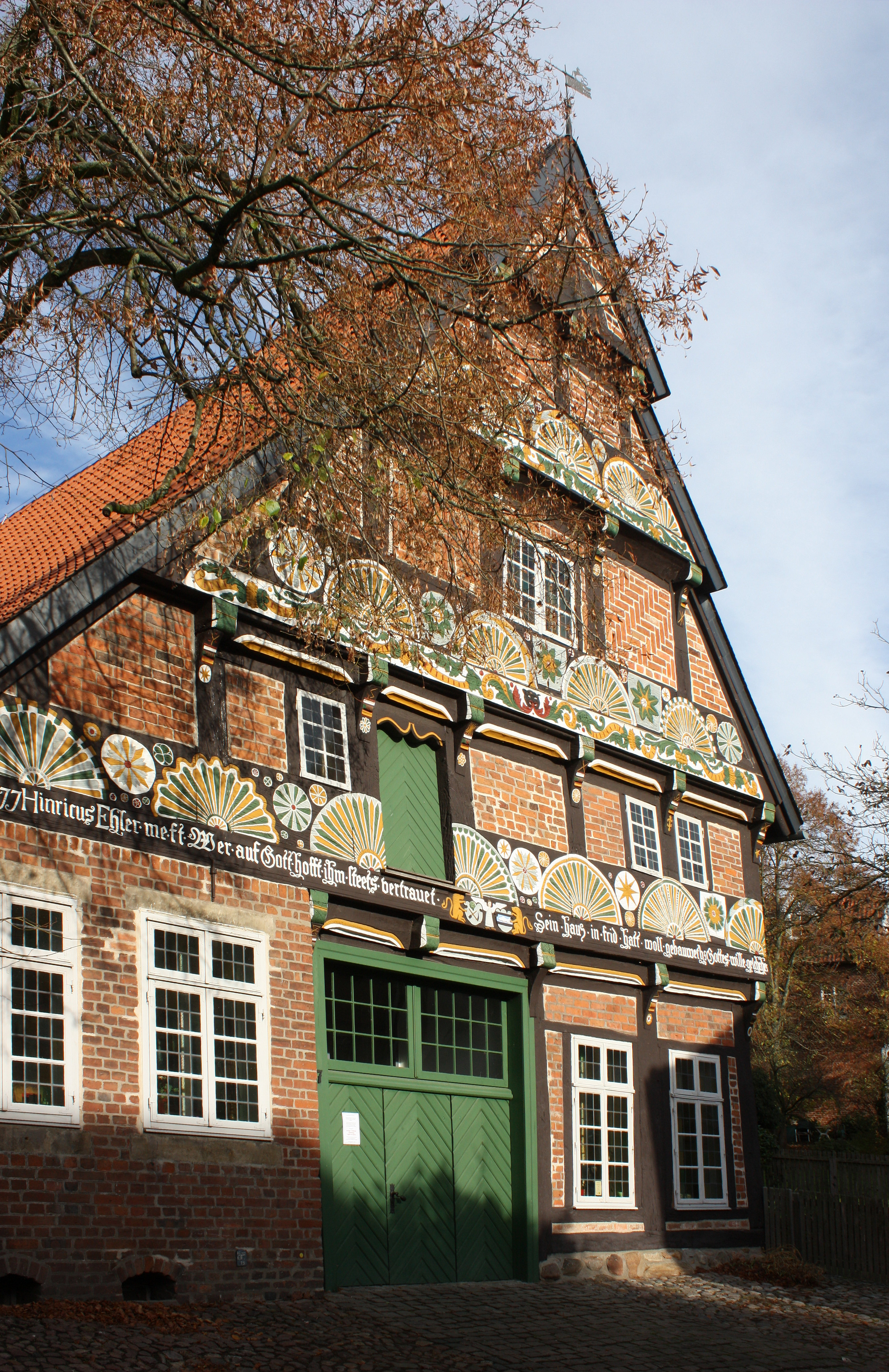
Fächerrosetten am Dielenhaus Strukturstr. 7, Verden (Aller), 1577

Beim Fachwerkbau gibt es unter anderem folgende Schmuckformen:
- Andreaskreuz
- Balkenkopf
- Bundwerk
- Bügel- oder Trapezfries (etwa 1500–1540)
- Doppelstrebe
- Diamantband (als Steigerung des Kettenfrieses)
- Inschriften (zum Beispiel „Nisi Dominus Frustra; Psalm 127“)
- Fächerrosette (etwa 1535–1560)
- Figurenfries
- Ketten- oder Bandfries (etwa 1550–1670)
- Knaggen (die Konsolen) verziert mit Heiligenfiguren, Roll- und Volutenformen oder Kerben (zum Beispiel Huneborstelsches Haus oder Haus Ritter Sankt Georg in Braunschweig)
- Kreuzfries
- Laubstab (etwa 1520–1550)
- Mann, eine Form des Strebenkreuzes in diversen Varianten, auch Wilder Mann genannt
- Pyramidenbalkenkopf
- Schiffskehle
- Stiel mit Fußbändern
- Sonnenscheibe (aus der steinernen Renaissancearchitektur; Braunschweig 1533 – Bad Salzuflen 1633)
- Schrägkreuzfries
- Treppenfries (Halberstadt Ratskeller 1461, Kriegsverlust – Braunschweig 1526), Beispiel: Haus Ritter Sankt Georg in Braunschweig
- Tauband (wie ein Tau gedrehter Zierstab mit rundem Querschnitt – Bad Wildungen: Haus Rebenstock)

Eine in der Holzfachwerk-Architektur des 19. Jahrhunderts weit verbreitete Sonderform des Zierfachwerks ist Technisches Fachwerk (auch Technizistisches Fachwerk), das sich durch Rasterfachwerk, gefaste Hölzer und zurückliegende Sichtziegelgefache auszeichnet.

Schmuckformen im Fachwerk
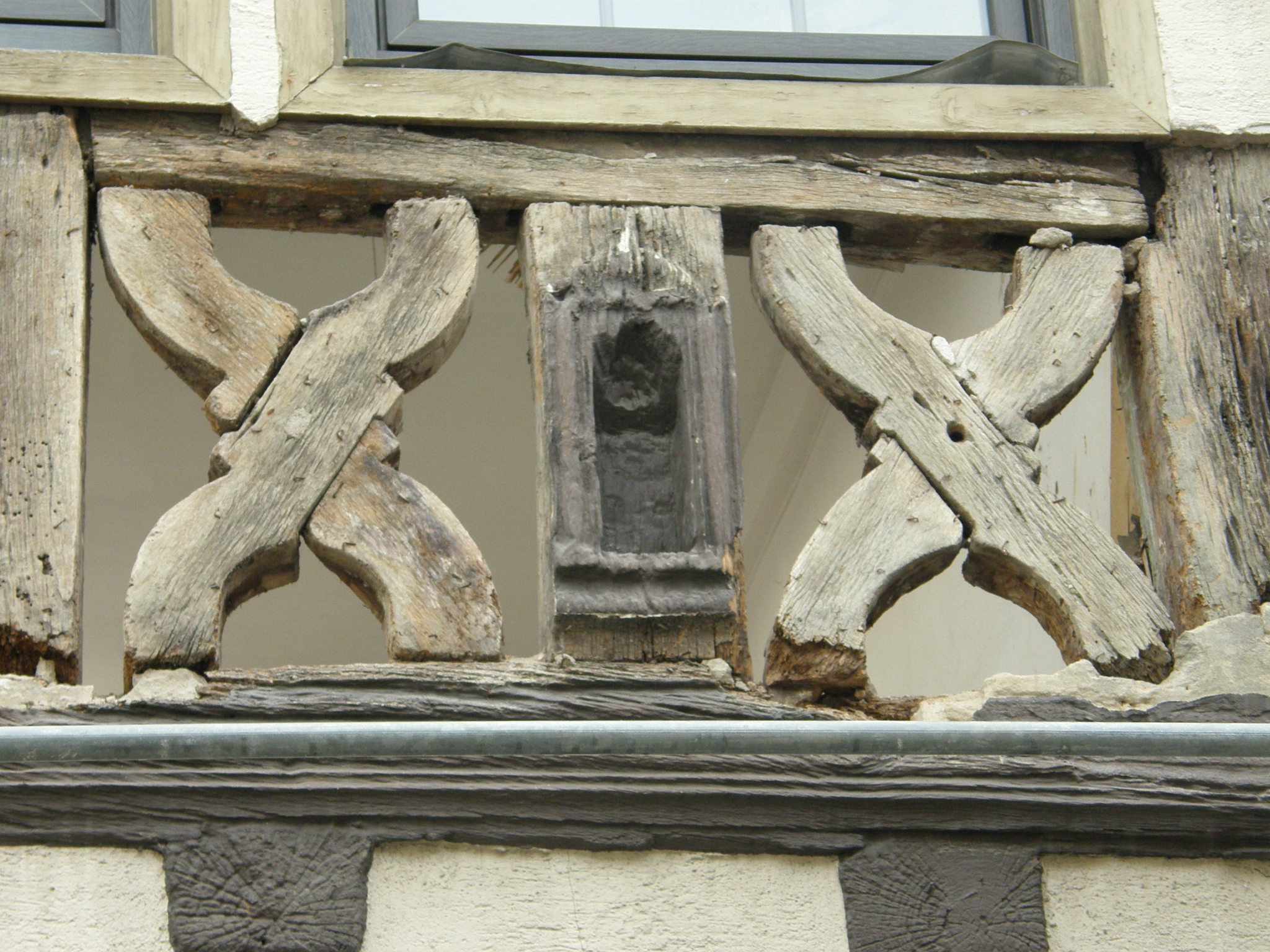
Andreaskreuze in der geschweiften Form neben einer Heiligennische im Holzbalken, Gefache fehlen
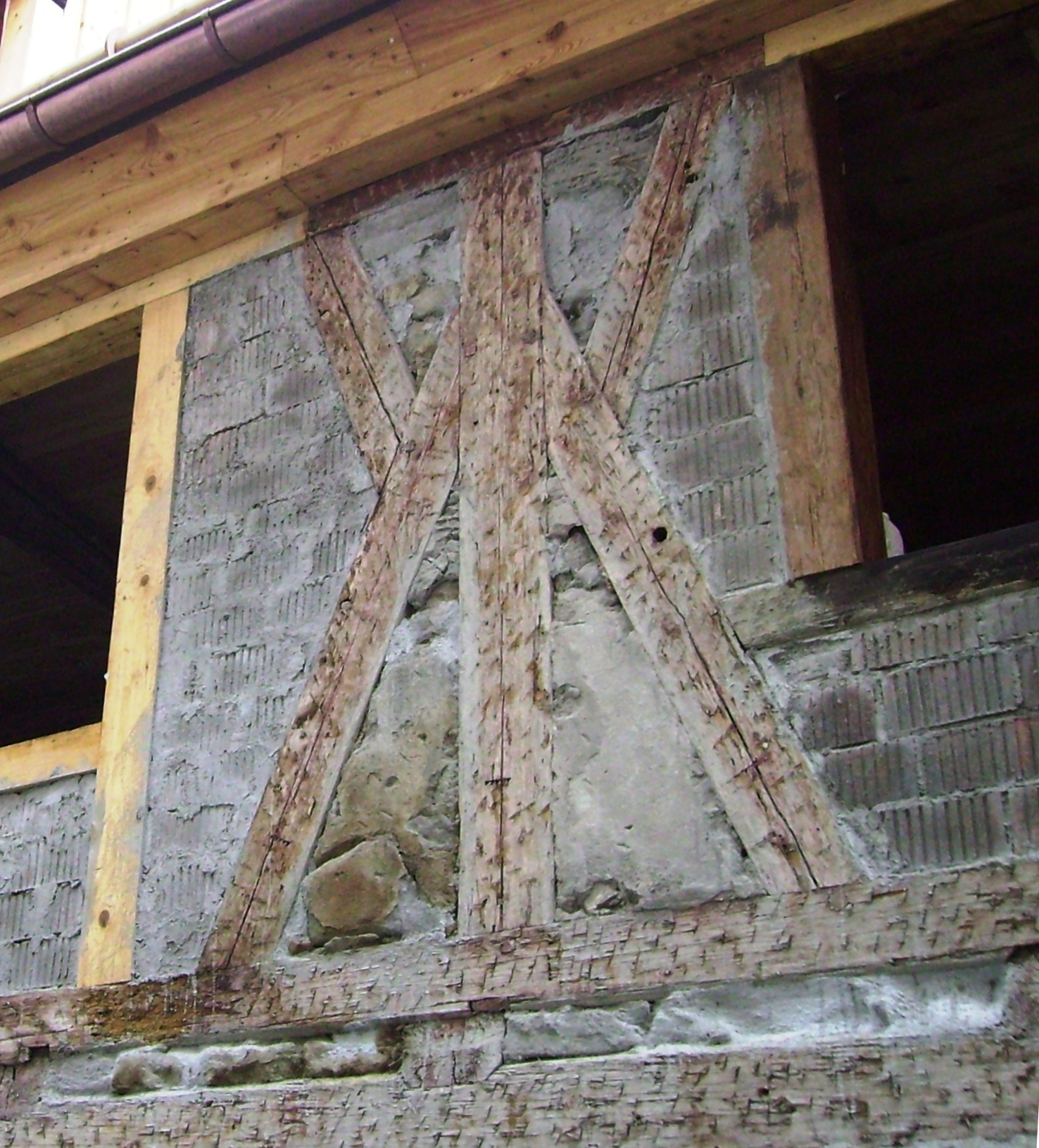
„Wilder Mann“ an Sanierungsobjekt in Lauf
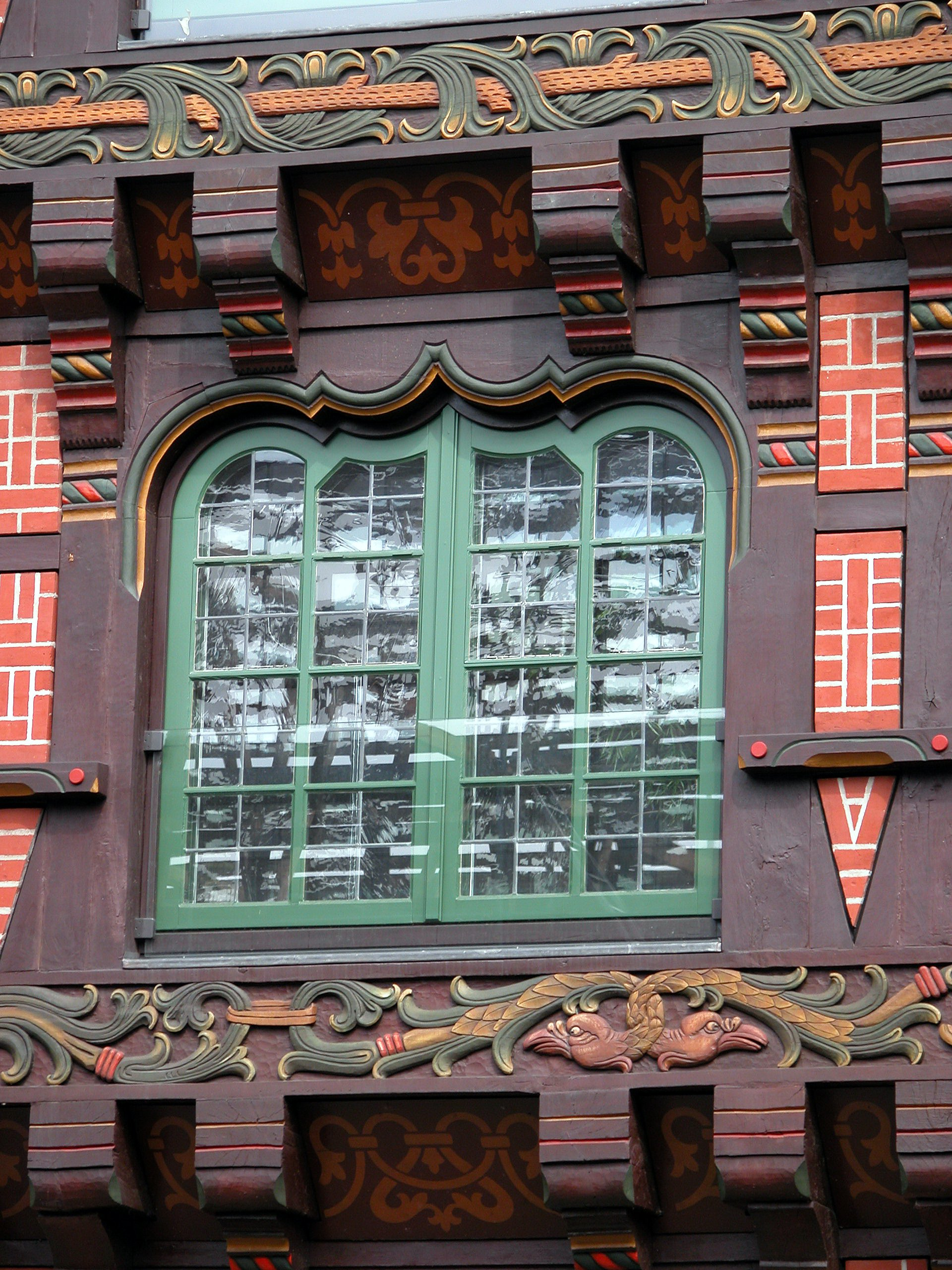
Figurenfries an der Alten Waage (Braunschweig)
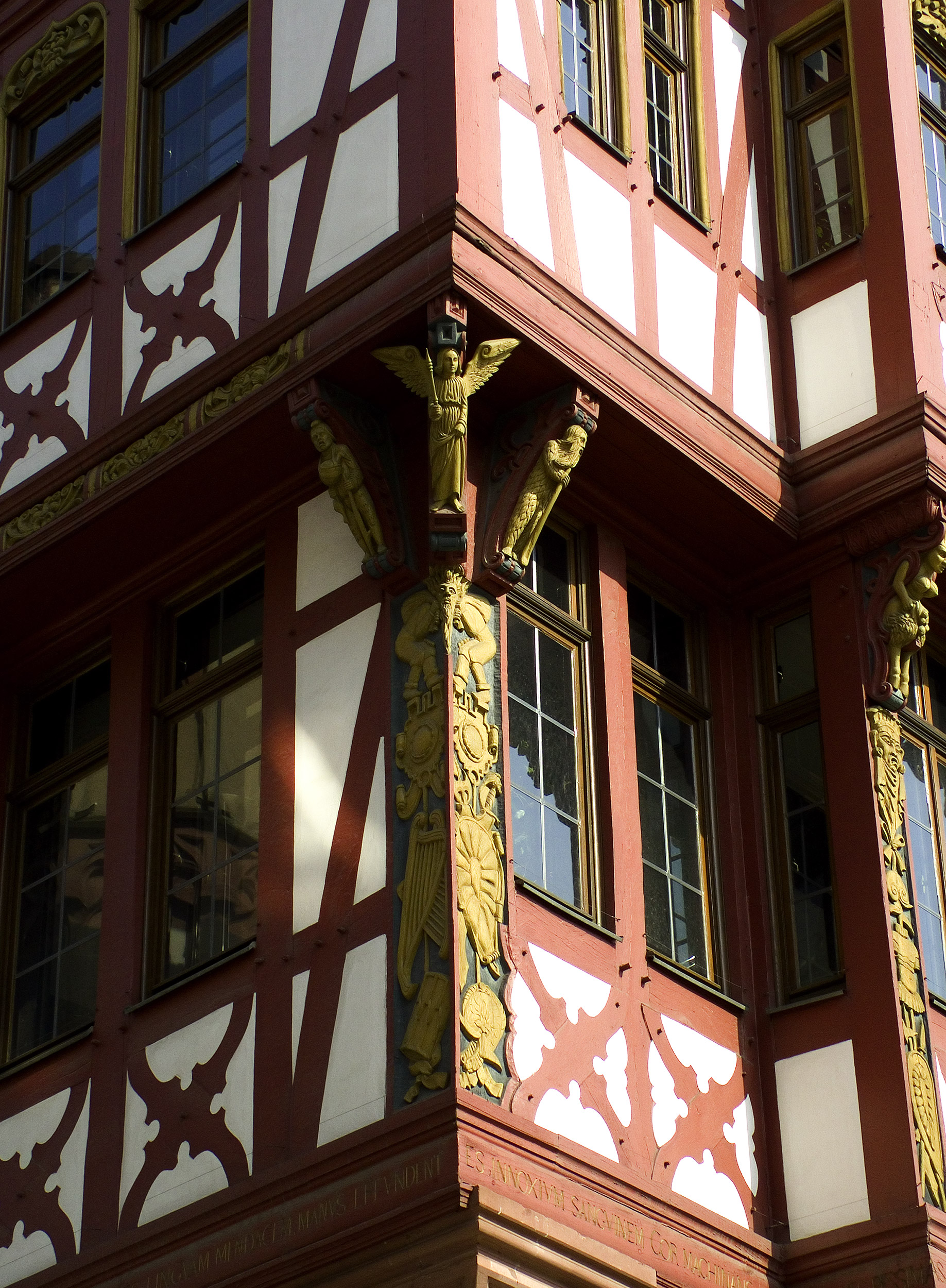
Großer Engel-Eckständer am Römerberg (Frankfurt am Main)

## Geschichte

### Neolithikum
Für die Michelsberger Kultur des Jungneolithikums wurden Fundamente von Häusern gefunden, die in Schwellbalken-Holzfachwerktechnik gebaut wurden.

### Antike

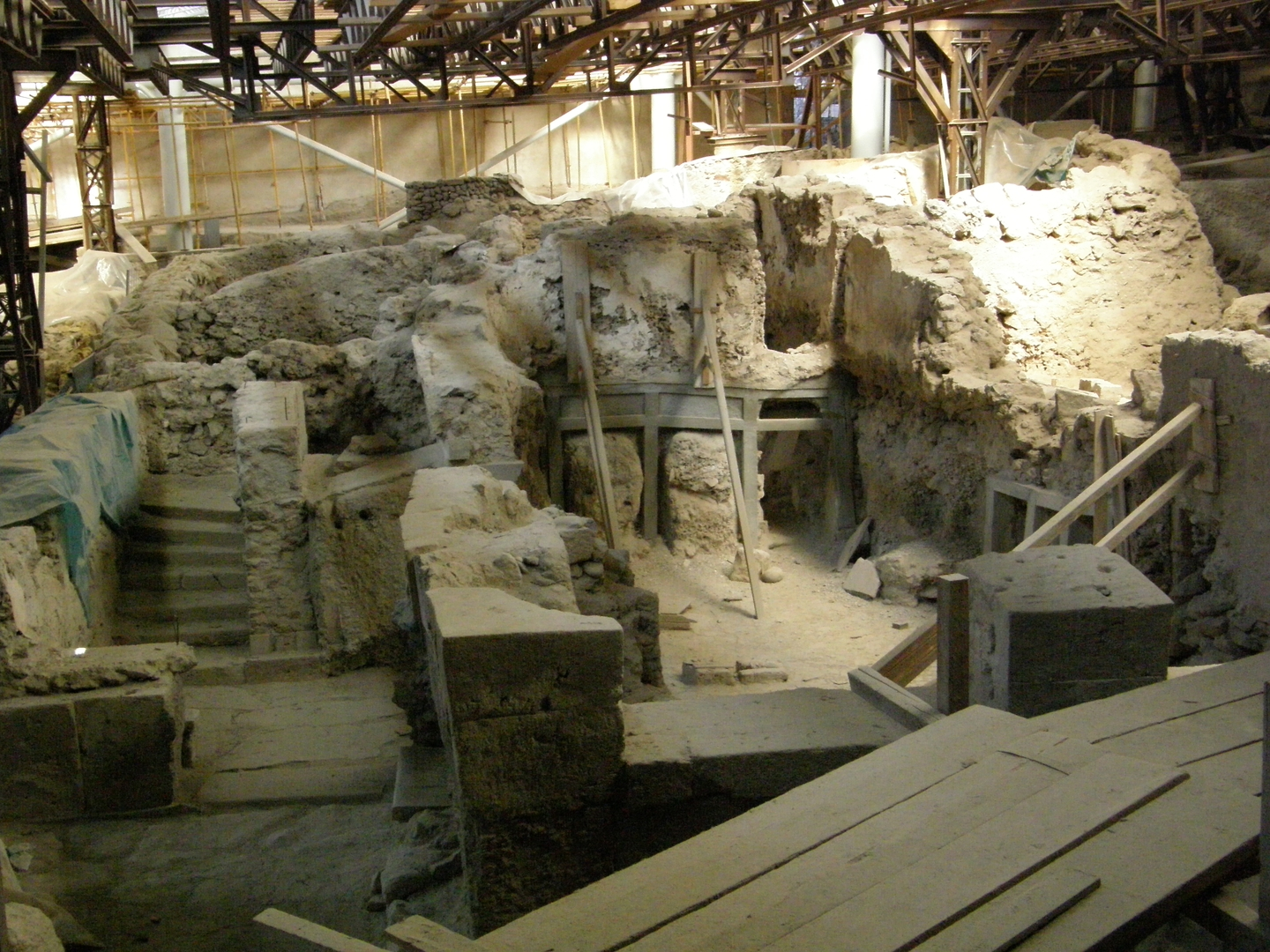
Holzrahmenkonstruktion minoischen Typs, etwa 1700 v. Chr., Akrotiri auf Santorin

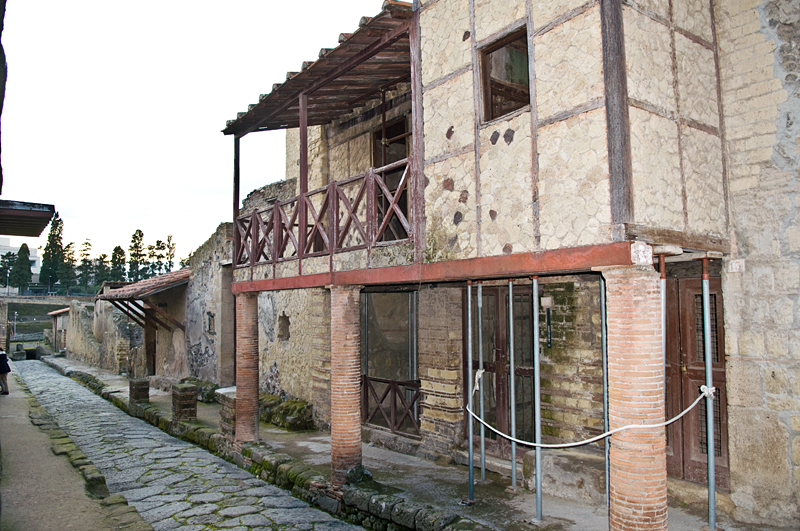
Antikes Haus in Herculaneum mit Fachwerkelementen

Der römische Architekt und Architekturtheoretiker Vitruv erwähnte um 33 vor Christus in seinem Werk De Architectura die Fachwerkbauweise, allerdings wegen der Brennbarkeit in negativen Zusammenhang mit dem Ausruf „Craticii vero velim quidem ne inventi essent“ („Fachwerk, wünschte ich, wäre nie erfunden worden“).
Antike Fachwerkbefunde sind überliefert: In der im Jahre 79 vom Vesuv verschütteten antiken römischen Stadt Herculaneum ist ein Gebäude erhalten, welches teilweise in Fachwerkbauweise (lateinisch: Opus Craticium) errichtet wurde. Auch das sogenannte römische Streifenhaus des 1. Jahrhunderts wurde bereits in Fachwerktechnik errichtet.
Im Römermuseum Schwarzenacker ist eine Fachwerkwand der Zeit ca. 100–275 n. Chr. rekonstruiert worden.
Fachwerkbauten sind auch aus den holzreichen Gegenden des ehemaligen Osmanischen Reiches von Bulgarien bis Syrien bekannt.

### Mittelalter
In Deutschland lassen sich zwei Arten der Verzimmerung unterscheiden: Zum einen der ältere mittelalterliche Ständerbau (auch Geschossbau oder Säulenbau genannt), bei dem die Wandständer von der Schwelle bis zum Traufrähm durchgehen, und zum anderen der jüngere Stockwerksbau, bei dem jedes Stockwerk als in sich geschlossenes Modul hergestellt wurde. Auslöser dieser Weiterentwicklung war vermutlich Holzmangel im Umfeld wachsender Städte. Doch auch der Wunsch nach höheren Gebäuden oder kürzeren Bauhölzern, die leichter zu verarbeiten und zu transportieren sind, könnte die Entstehung des Stockwerkbaus gefördert haben. Das älteste bekannte Beispiel ist das Bäckerhaus in Eppingen in der Altstadtstraße 36 aus dem Jahre 1412. Hier kommt es bis etwa 1620 oft vor, dass das obere Stockwerk etwas über das untere Stockwerk hervorragt.

### 13. bis 14. Jahrhundert

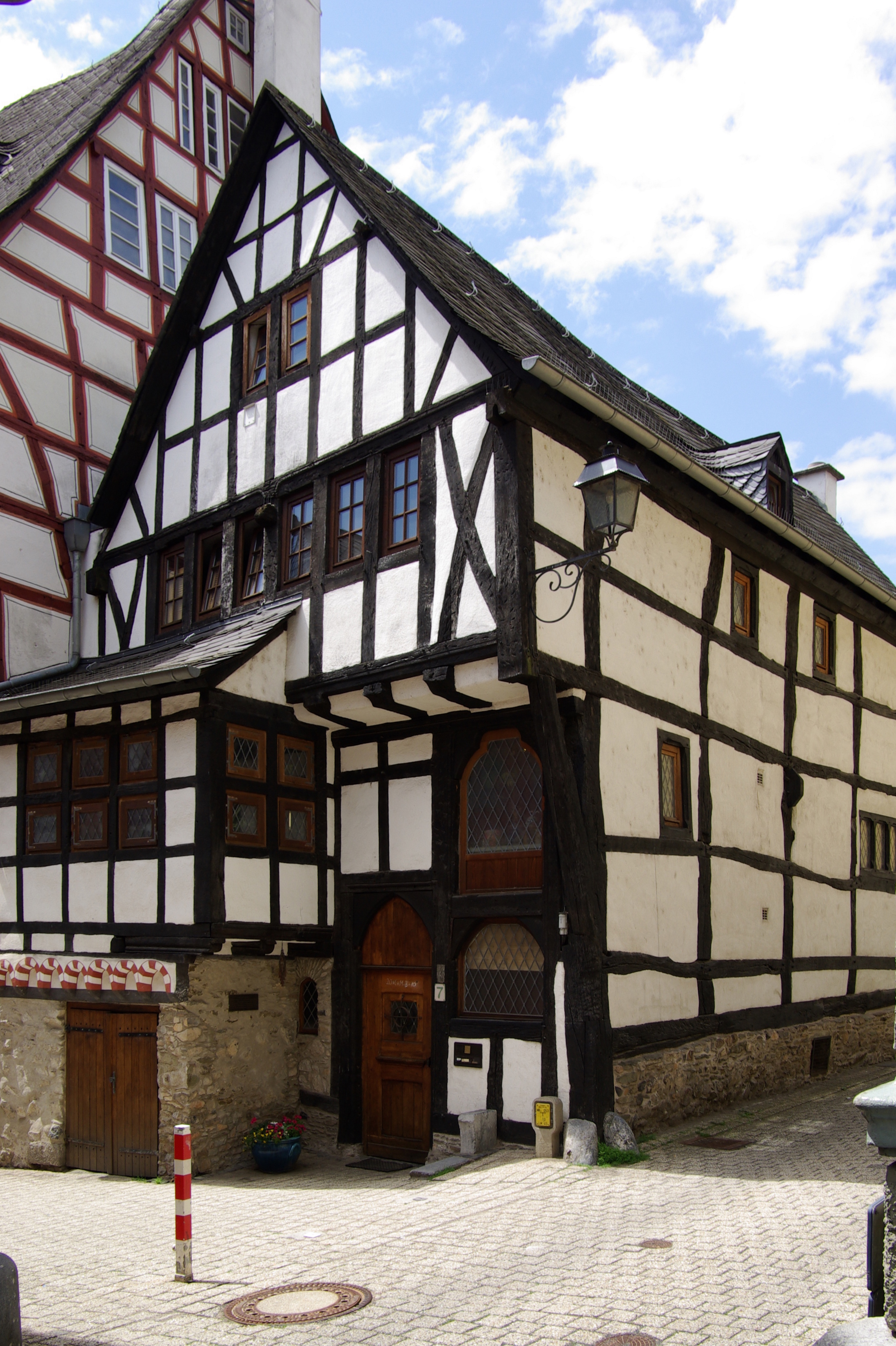
Bergstraße 7, Limburg, Traufseite 1291 (d)

Bis in die 1970er Jahre konnte das Alter der Fachwerkbauten nur anhand der konstruktiven und der stilistischen Merkmale geschätzt werden. Mithilfe der Dendrochronologie kann das Alter der Fachwerkbauten sehr exakt bestimmt werden. Eine solche Untersuchung hatte 1984 ergeben, dass das älteste Fachwerkhaus der damaligen Bundesrepublik Deutschland im Jahre 1276 in der Innenstadt von Göttingen errichtet wurde. Inzwischen ist dieser Rekord durch zwei Häuser in Esslingen am Neckar gebrochen: Durch die Heugasse 3 von 1262/63 und die Webergasse 8 von 1266/1267. Diese Rekorde könnten auf Dauer Bestand haben, da in die Mitte des 13. Jahrhunderts der Übergang von der Pfosten- zur Ständerbauweise fällt. Die Altstädte von Esslingen, Göttingen und Limburg an der Lahn enthalten besonders viele alte Fachwerkhäuser aus dem 13. und 14. Jahrhundert; in Limburg sind alleine sechs Fachwerkhäuser aus den Jahren 1289 bis 1296 bekannt. Sie alle stammen aus dem direkten Wiederaufbau nach dem Stadtbrand von 1289. Dies bedeutet auch, dass es keine noch älteren Häuser in Limburg mehr gibt und damit auch keine Kandidaten mehr für einen neuen deutschen Altersrekord. Wohl sind noch weitere Funde in Rekordnähe möglich wie in Erfurt und Ingelfingen (Schmiedgasse 15), beide aus dem Jahre 1295. Da aber der Wechsel vom Pfosten- zum Ständerbau erst im 13. Jahrhundert geschah, ist nach Grossmann (1985) Fachwerk vor 1200 nicht mehr zu erwarten.
Immer wieder tauchen Falschmeldungen über neue Rekorde auf, wie der Höllenhof in Quedlinburg. Dabei handelt es sich aber um Steingebäude mit hölzernen Fußböden und Dachstühlen von 1215 beziehungsweise 1230. Das Mittelgebäude hat zur Straße hin ein Fachwerkobergeschoss von 1301, welches das älteste Fachwerk in der Stadt ist, sogar älter als das bekannte Haus Wordgasse 3 von 1346.

### 15. Jahrhundert

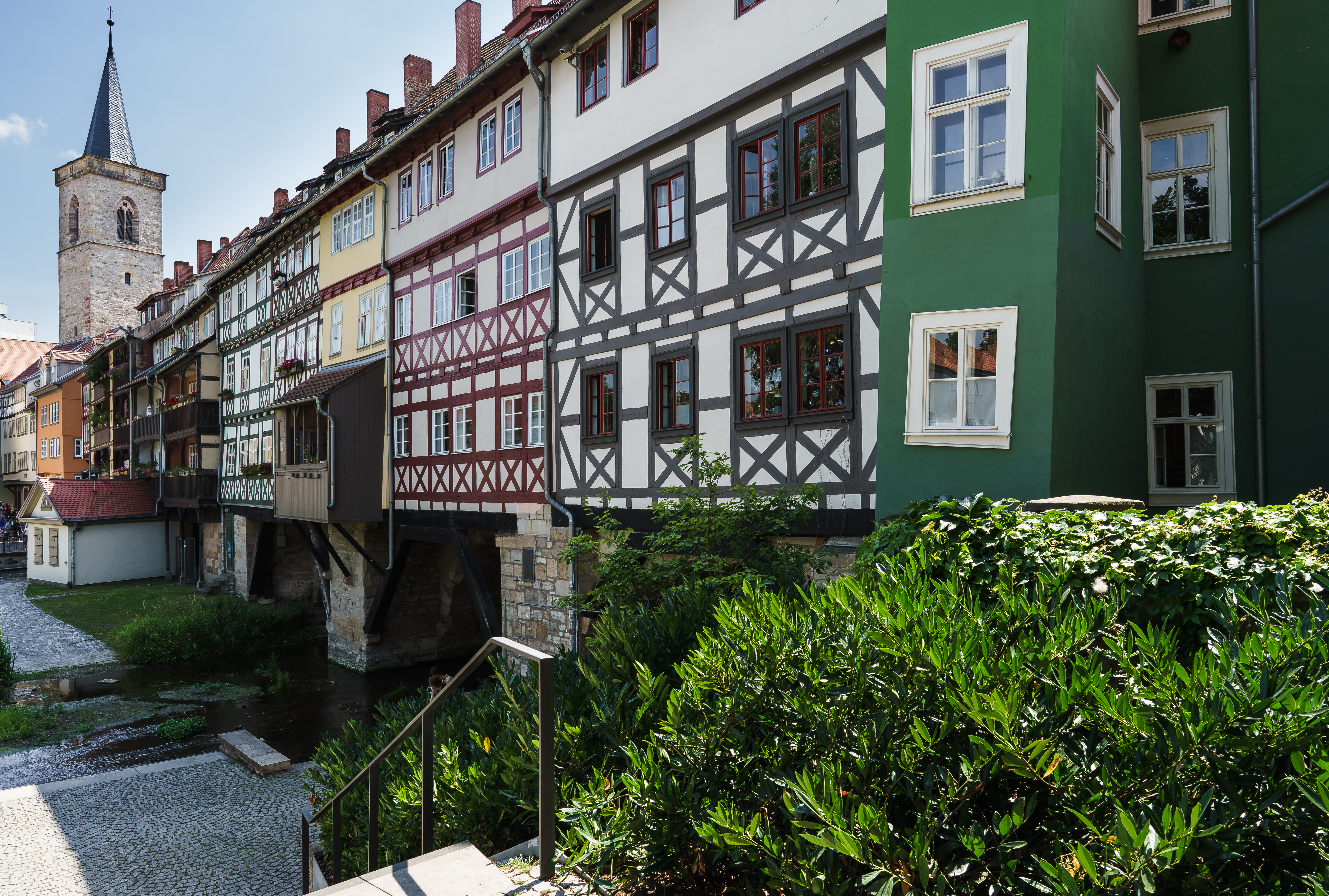
Krämerbrücke in Erfurt, geschlossene Brückenbebauung mit Fachwerkhäusern, in der heutigen Form errichtet nach einem Stadtbrand 1472

Besonders in der Anordnung der schrägen Hölzer kam es seit dem 15. Jahrhundert zu schmuckartigen Gestaltungen. Gestaltungsmöglichkeiten boten darüber hinaus geschnitzte Reliefs, Muster oder Inschriften. In Deutschland werden drei Stilgruppen unterschieden:
- Alemannisches Fachwerk ist vor allem im südwestdeutschen Raum, der Schweiz und dem Elsass zu finden.
- Fränkisches Fachwerk ist überwiegend in Franken, Thüringen, Hessen, Nordrhein-Westfalen und Rheinland-Pfalz vertreten durch das Ernhaus.
- Niedersächsisches Fachwerk mit sächsischem Ursprung kommt vor allem im norddeutschen Raum zwischen den Niederlanden und Ostpreußen in Form des (niederdeutschen) Fachhallenhauses (Niedersachsenhaus) vor. Fachwerk-Bauernhöfe des Typs „Hallenhaus“ sind heute noch häufig in der gesamten Norddeutschen Tiefebene anzutreffen.[17]

Die Verbreitungsgrenzen zwischen den Haupttypen waren fließend. So findet sich etwa in Paulinzella, einem Ortsteil von Rottenbach, der Zinzboden des ehemaligen Klosters, der im 15. Jahrhundert mit alemannischem Fachwerk errichtet wurde.
Darum wird diese Fachbegriffe der älteren Bauforschung, die Fachwerkhäuser vor allem regionaltypisch differenzierten und dabei außer Acht ließ, dass zum Beispiel der Typus des alemannischen Fachwerks auch außerhalb Schwabens gebräuchlich war und die Unterscheidung zum sogenannten Fränkischen Fachwerk Schwächen aufweist. Man spricht daher im 21. Jahrhundert meist von oberdeutschem Fachwerk und differenziert eher chronologisch in Entwicklungsphasen.

### 16. Jahrhundert

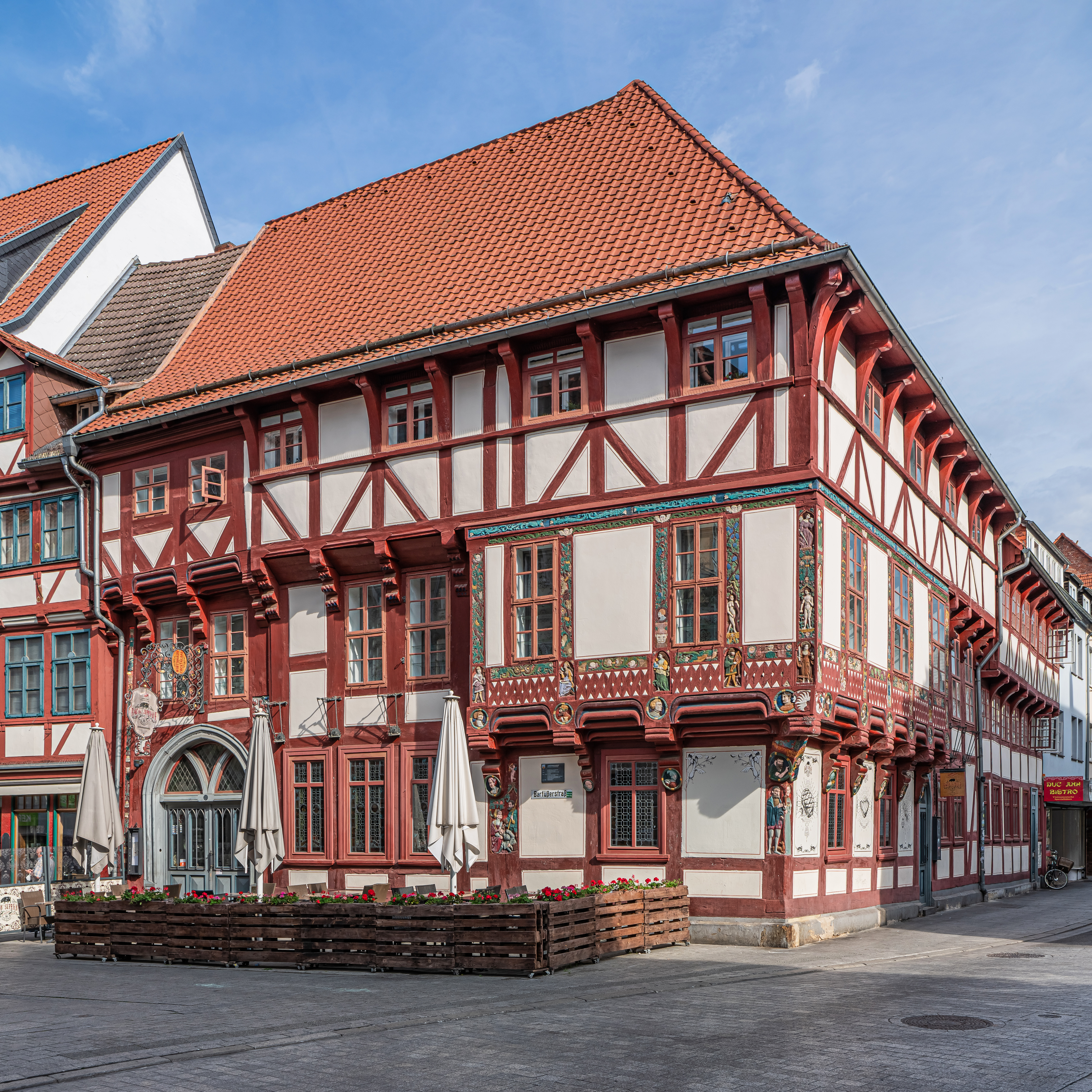
Junkernschänke in Göttingen, Kern 1446–1452, Schnitzereien 1547/1548

Im Lauf der Mittelalters wurden Bürgerhäuser immer komplexer und prächtiger, und manche älteren wurden nachträglich verschönert.
Ein Beispiel, dass nicht nur Bauern und Bürger in Fachwerkbauten wohnten, sondern vielfach auch der Adel, bietet Schloss Ermschwerd bei Witzenhausen in Nordhessen.

### 17. bis 18. Jahrhundert

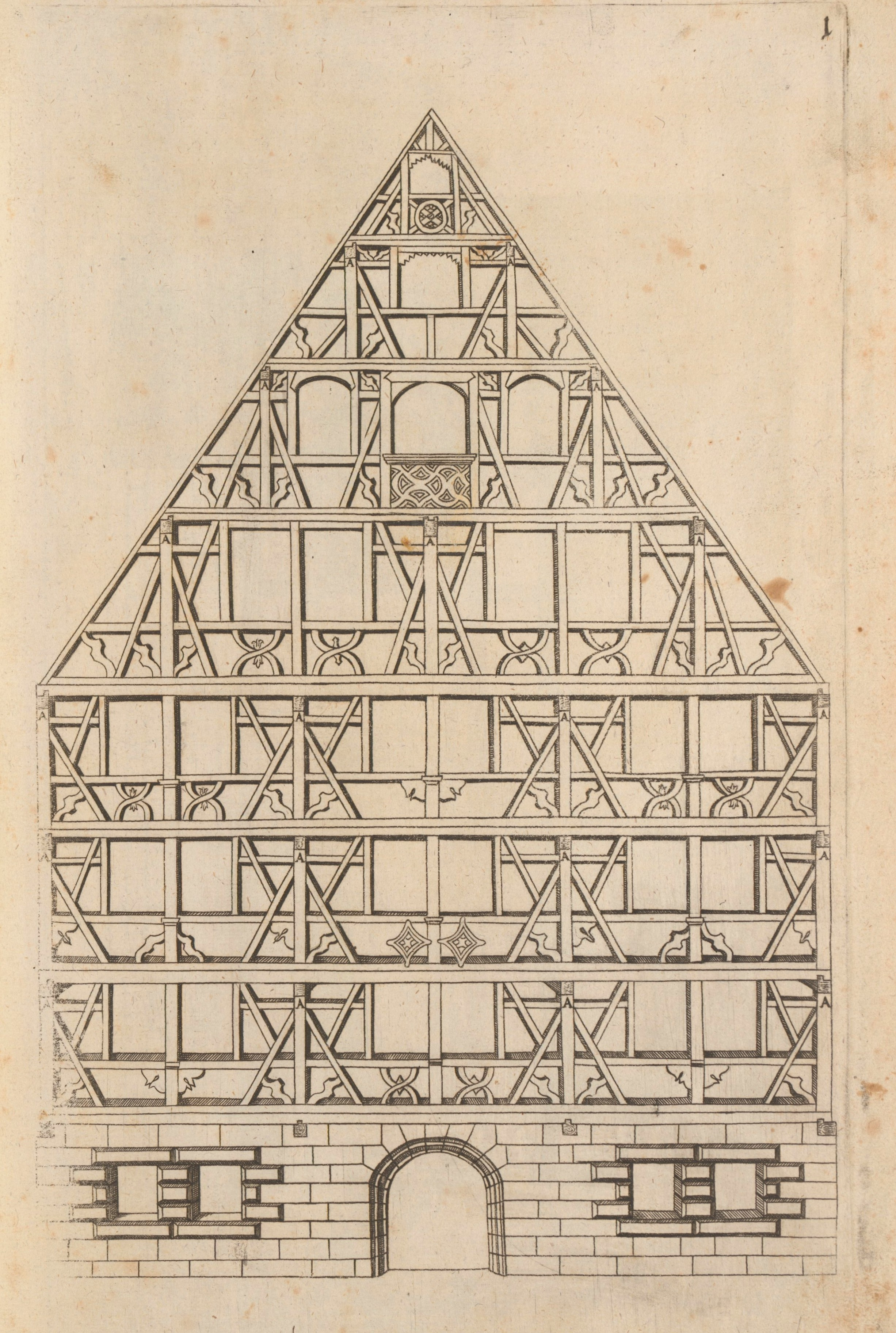
Frühbarocker Musterentwurf für eine Zier-Sichtfachwerk-Fassade, Johann Wilhelm, 1668

Der Fachwerkbau der Barockzeit setzt die frühere Stockwerksbauweise fort, entwickelt aber zunehmend Fassadengestaltungen, die sich am Steinbau orientieren. Zu den konstruktiven und gestalterischen Merkmalen zählen u. a. das Verringern oder Wegfall der Stockwerks-Auskragungen, die Einführung von Doppelständern zur Bildung von rhythmisierten Fensterachsen und die Bildung von segmentbogigen Fenstern. Am auffälligsten aber ist – zumindest bei repräsentativen und städtischen Fachwerkbauten – die Tendenz zur Negierung der Fachwerksichtigkeit im Sinne einer optischen Angleichung an die als wertiger angesehene Steinarchitektur. Das führt teilweise zu über die ganze Fassade gezogenen monochromen (einfarbigen) Farbschlämmen oder Verputzungen, sodass das vorher prägende graphische Erscheinungsbild der farbig abgesetzten Fachwerkhölzer absichtsvoll verschwindet.

Barocker Fachwerkbau
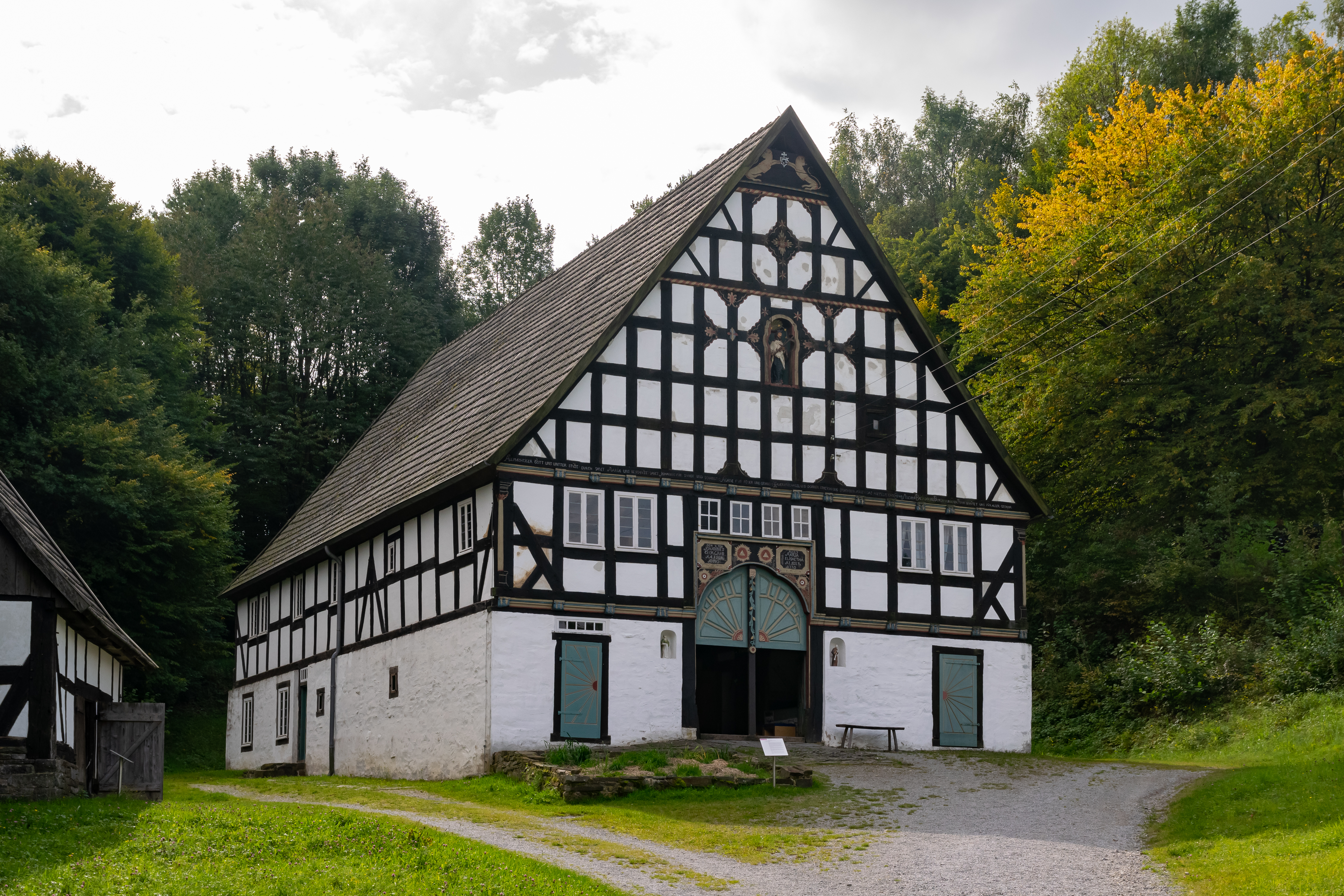
Ländliches Zier-Sichtfachwerk, 1770, Haupthaus Henke aus Ostentrop, jetzt Freilichtmuseum Detmold
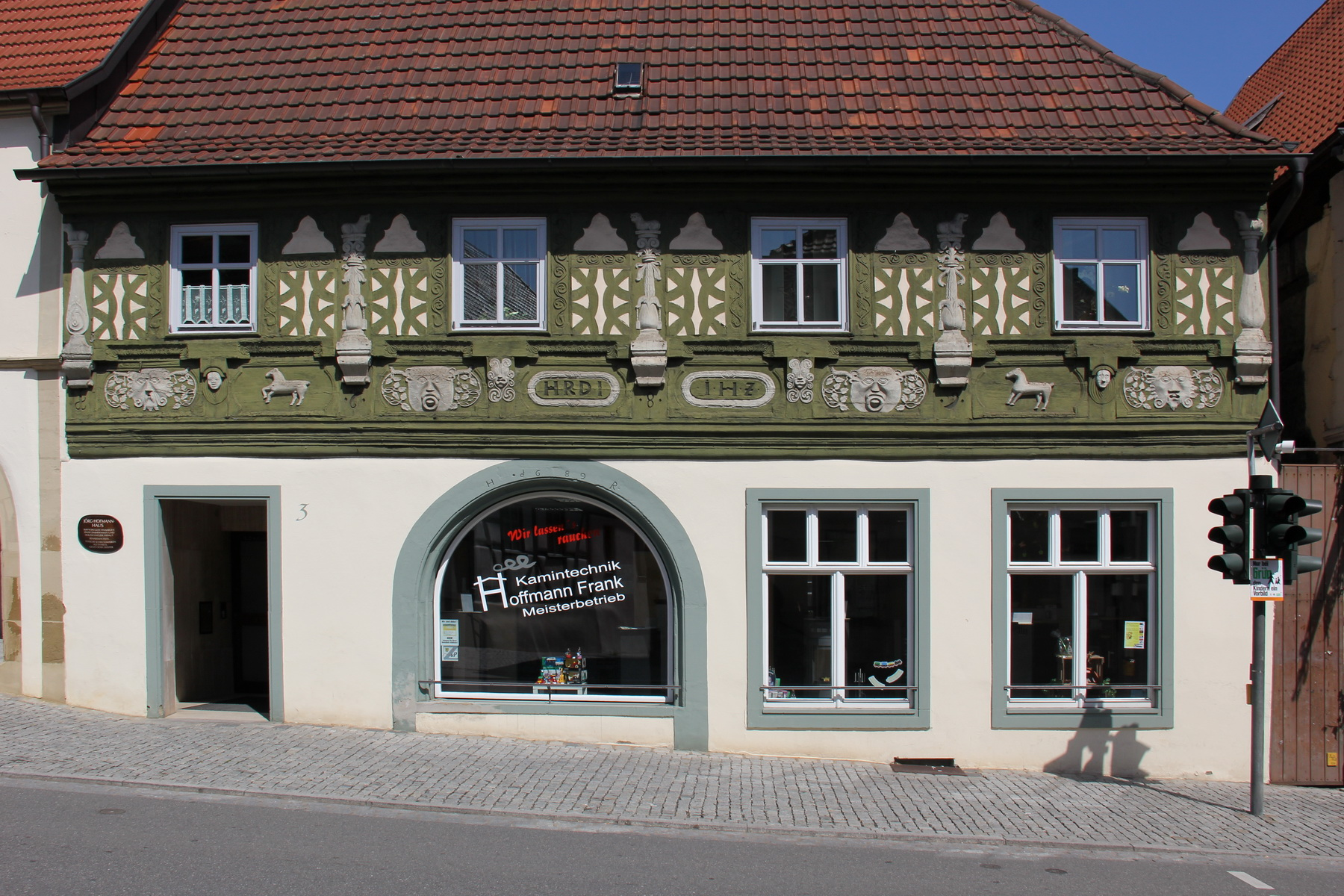
Zier-Sichtfachwerk mit geschlossenen ‚Stein‘-Brüstungen, 1689, Zeil am Main
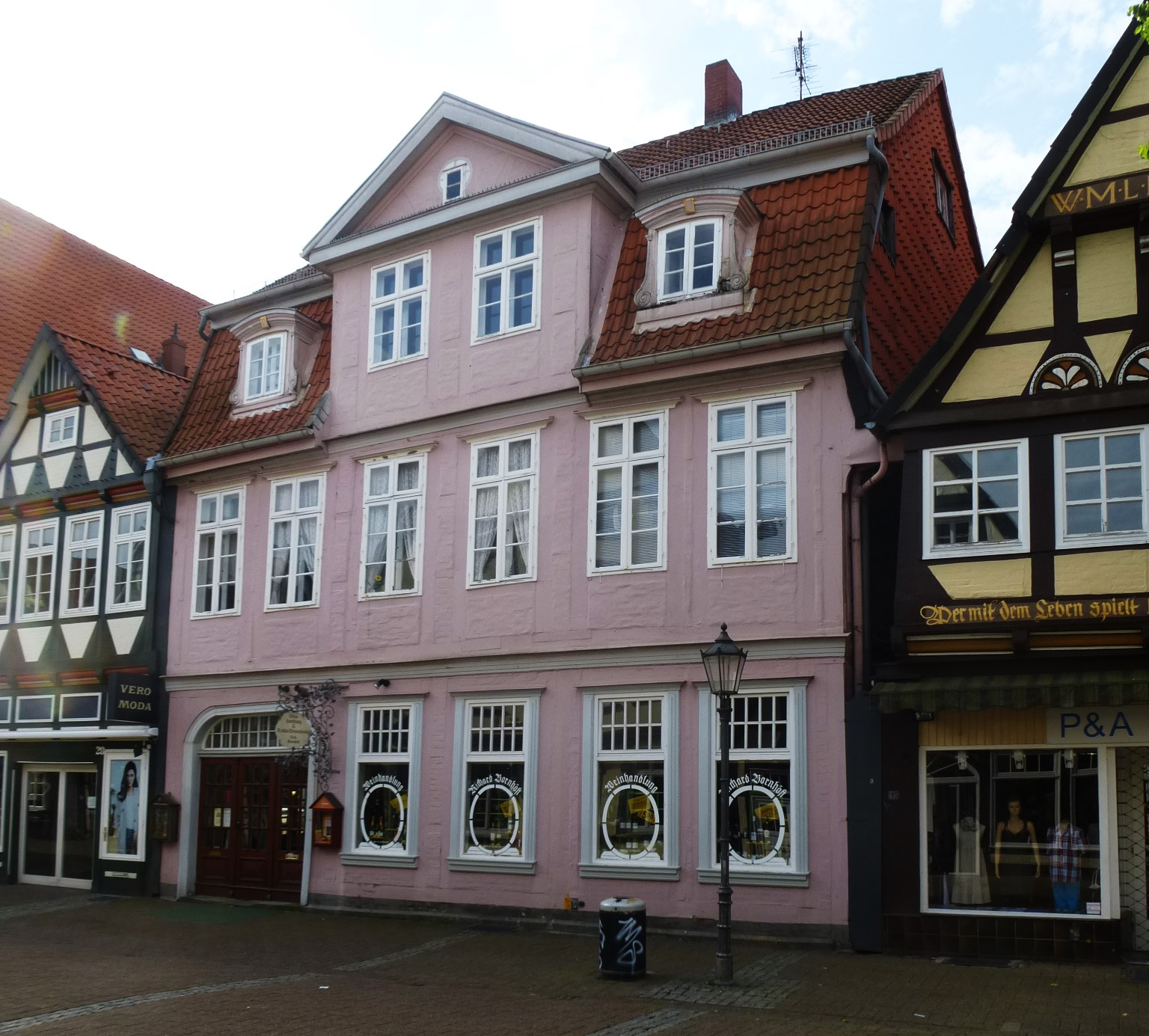
Fachwerkbau mit Doppelständern und monochrom gestrichener Fassade, um 1750, Zöllnerstraße 29, Celle
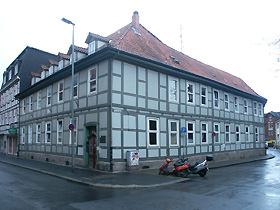
Fachwerkbau mit Doppelständern und Segmentbogenfenstern, 2. Hälfte 18. Jh., Kurze Straße 16, Göttingen
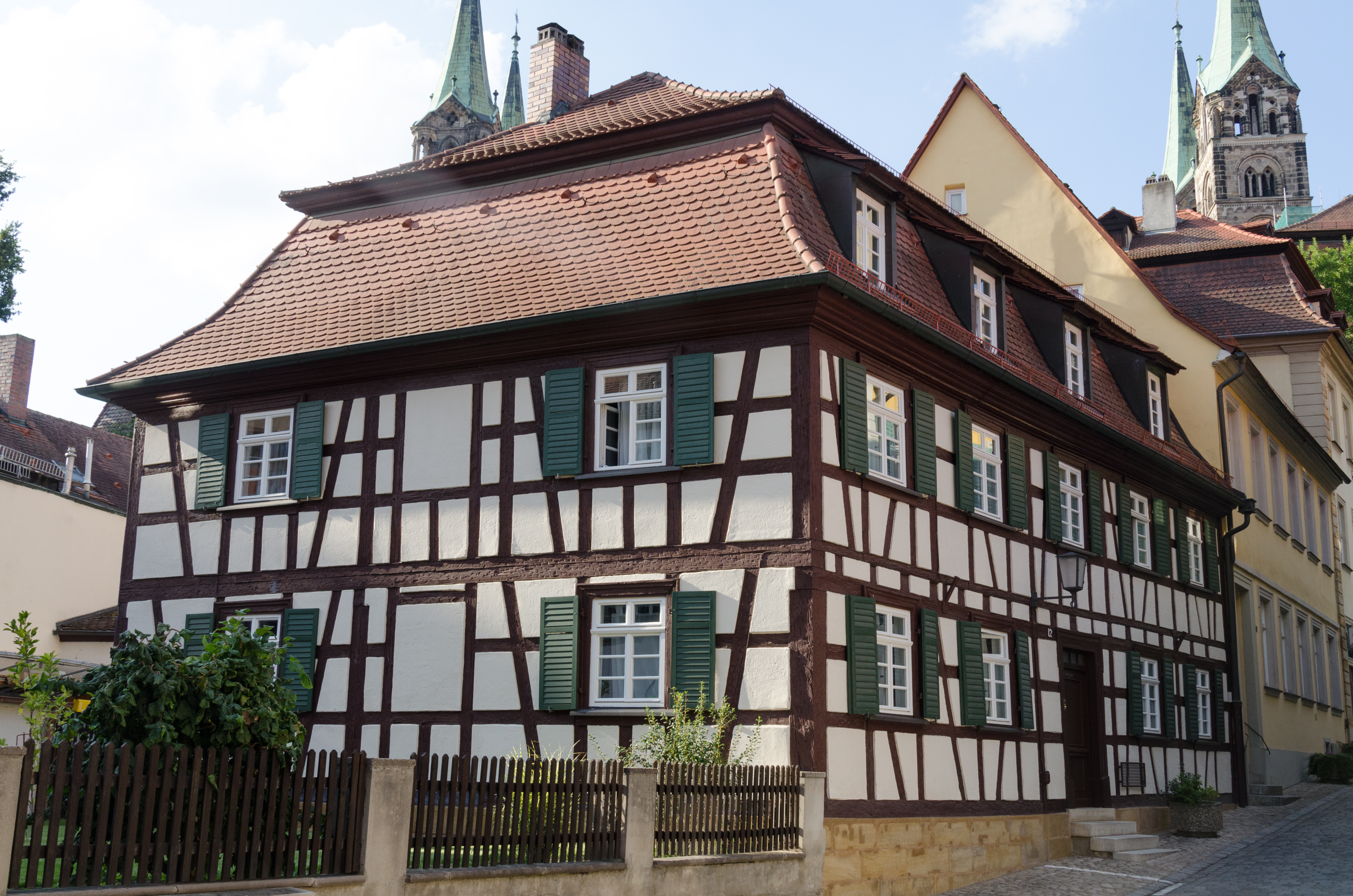
Freigelegtes Barockfachwerk, Hinterer Bach 12, Bamberg

### 19. Jahrhundert

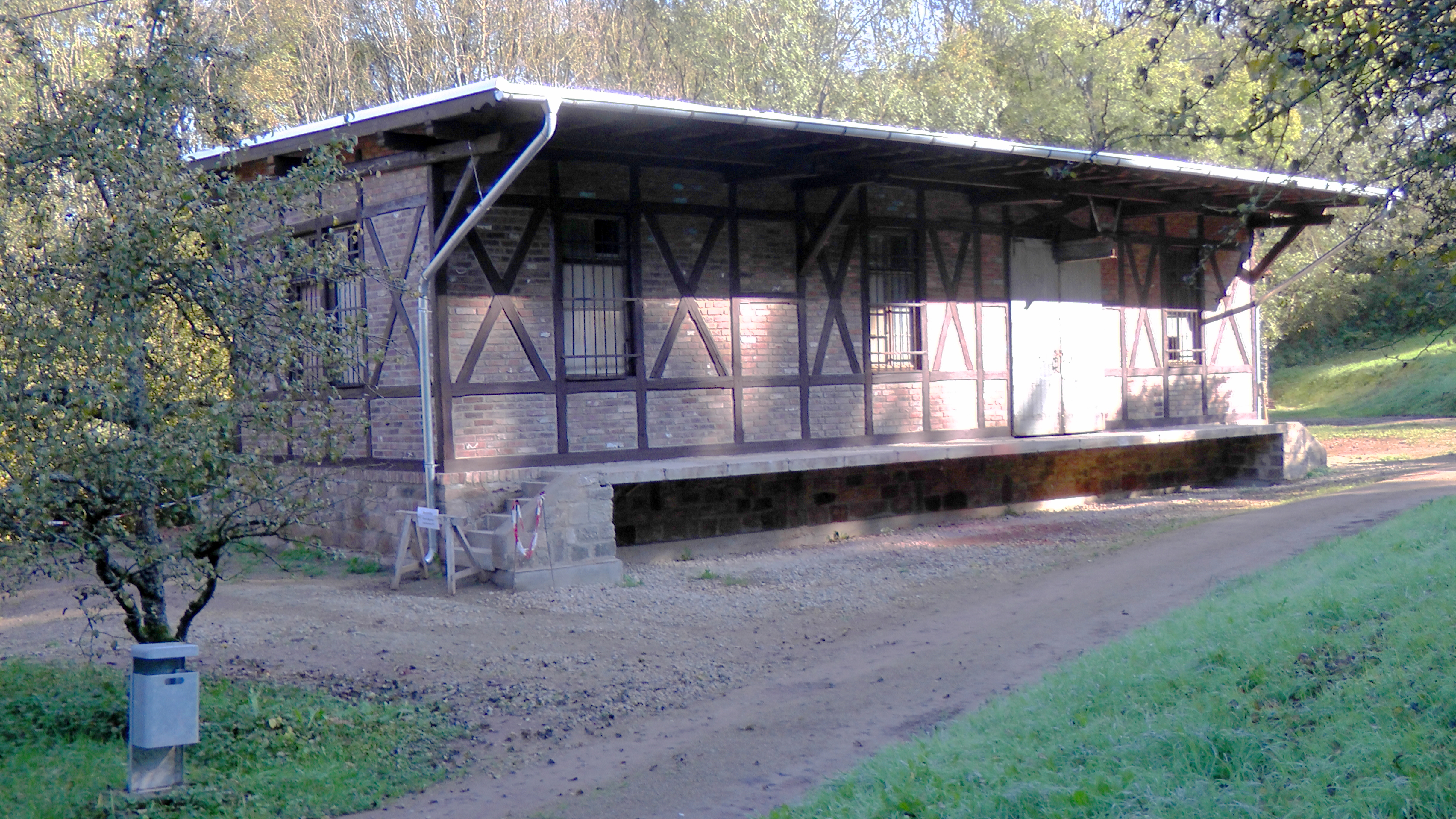
Güterschuppen vom Bahnhof Konz, heute im Freilichtmuseum Roscheider Hof

Mit Beginn der Industrialisierung konnten mineralische und metallische Baustoffe rationeller erzeugt und transportiert werden. Diese waren im Gegensatz zum Holz erstmals praktisch unbegrenzt verfügbar, so dass die Massivbauweise, die als werthaltiger galt, die herkömmlichen Holzbauweisen in Mitteleuropa fast vollkommen verdrängte. Die relativ dünnen, feuergefährdeten und erhaltungsaufwändigen Wände von Fachwerkbauten genügten den damaligen Anforderungen nicht mehr. Die Hölzer für den Fachwerkbau werden jetzt maschinell und in einheitlicher Stärke zugeschnitten.
Allerdings entdeckte der Historismus das Fachwerk als romantisches Schmuckmotiv neu, so dass auch an massiven Bauten einzelne Bauteile in meist reichverziertem Fachwerk ausgeführt wurden. Besonders beliebt war dies beim sogenannten Schweizerstil, der vor allem für Gebäude angewendet wurde, die ein „ländliches“ Aussehen erhalten sollten. Gleichzeitig widmete sich auch die neu entstehende Denkmalpflege dem traditionellen Fachwerk und seiner Erforschung.

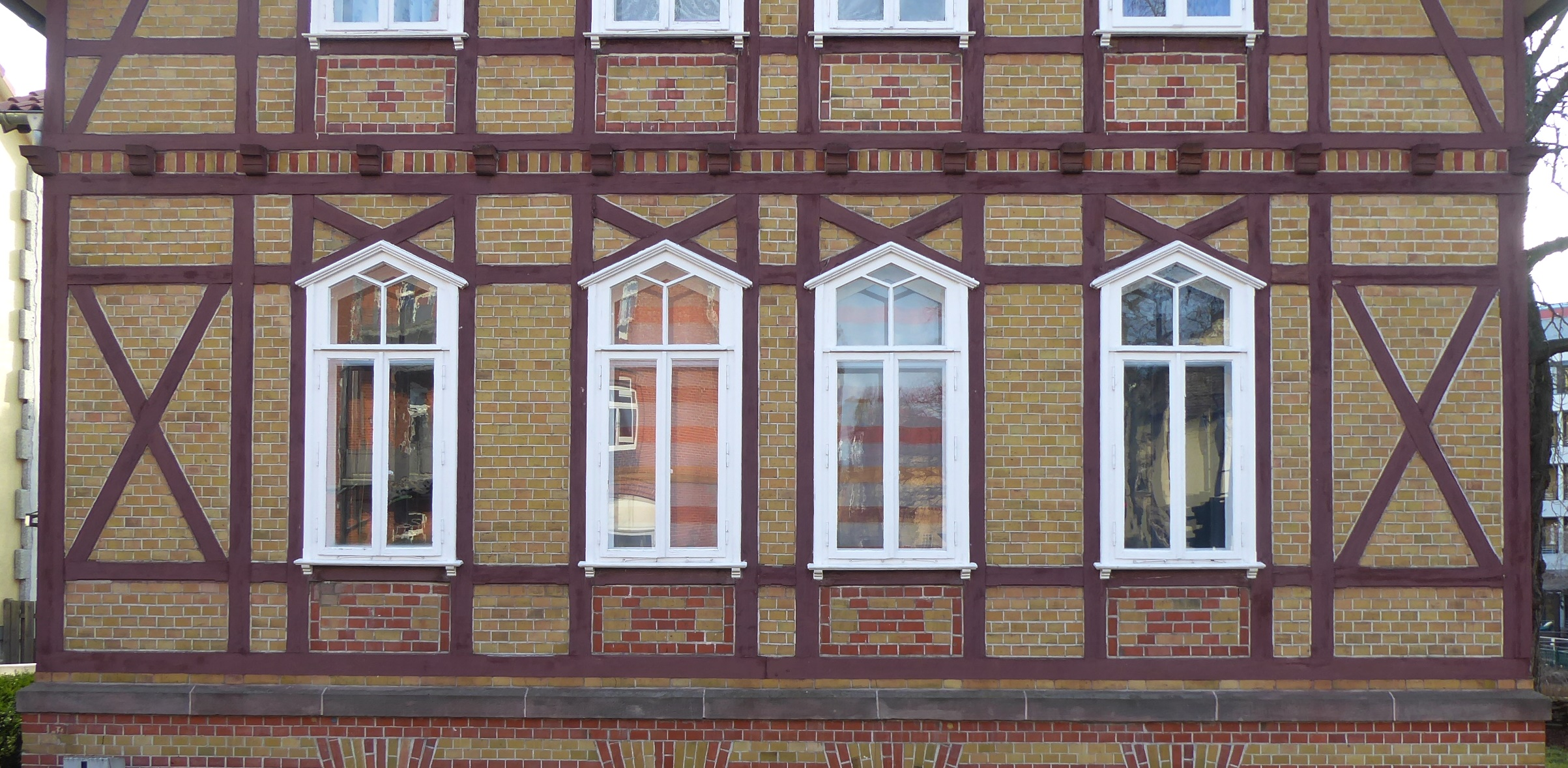
Technisches Fachwerk: Wohnhaus in Göttingen, Geismar Landstraße 24, erbaut um 1885 (Aufnahme 2021)

Eine nur selten anzutreffende Besonderheit sind Gebäude aus dieser Zeit, die in Fachwerkbauweise errichtet wurden, um sie leicht zerstören zu können. Sie entstanden meist aufgrund besonderer Bauvorschriften wie dem Reichsrayongesetz vor Festungsanlagen und wären bei einer Armierung der Festung abgebrochen worden, um ein freies Schussfeld zu erhalten. Im Umfeld historischer Festungen (zum Beispiel Festung Koblenz und Festung Mainz) sind noch einige dieser Zeugnisse dieses Rayonfachwerks, teilweise in Gestalt stattlicher Mietshäuser, erhalten.

### Technisches Fachwerk im 19. Jahrhundert
Eine besondere, weit verbreitete Variante des Fachwerkbaus in der zweiten Hälfte des 19. Jahrhunderts war das Technische Fachwerk, dessen ästhetisch reizvolle „technizistische“ Gestaltung keine historischen Vorbilder hatte. Merkmale sind Rasterfachwerk und gefaste Hölzer, wobei jede Fase einige Zentimeter vor den Verbindungsstellen ausläuft, so dass die konstruktiv besonders belasteten Knotenpunkte des Fachwerks breiter wirken und also optisch betont werden. Ein wichtiges weiteres Merkmal sind zurückliegende Sichtziegelgefache.

### 20. und 21. Jahrhundert
Etwa ab 1900 wurden Fachwerkhäuser in Deutschland seltener errichtet. Anders verlief die Entwicklung in Nordamerika. Dort wurde der Holzrahmenbau, eine Weiterentwicklung der aus Europa importierten Fachwerkbauweise, die vorherrschende Bauform im Wohnungsbau.
Die herkömmliche Fachwerkbauweise wird im heutigen Holzbau nur noch selten ausgeführt. Vereinzelt fand sich im Jugendstil der bewusste Rückgriff auf das Fachwerk als Element zur Fassadengestaltung. Holzskelettbauten werden meist als Holzrahmenbau beziehungsweise als Holztafelbau erstellt. Holzskelettbauten, bei denen zwischen den Außenwandpfosten ein weiter Abstand besteht und das Bauholz zumindest teilweise von außen sichtbar ist, werden gelegentlich „Fachwerkhaus“ genannt, obwohl mit den Merkmalen dieser Bauweise keine Gemeinsamkeiten vorhanden sind.

#### Traditioneller Fachwerkbau im 21. Jahrhundert
Es gibt zu Beginn des 21. Jahrhunderts in Deutschland noch einige Baufirmen, die sich auf die Errichtung von Fachwerkhäusern in traditioneller Bauweise spezialisiert haben.

## Verbreitung

### Deutschland

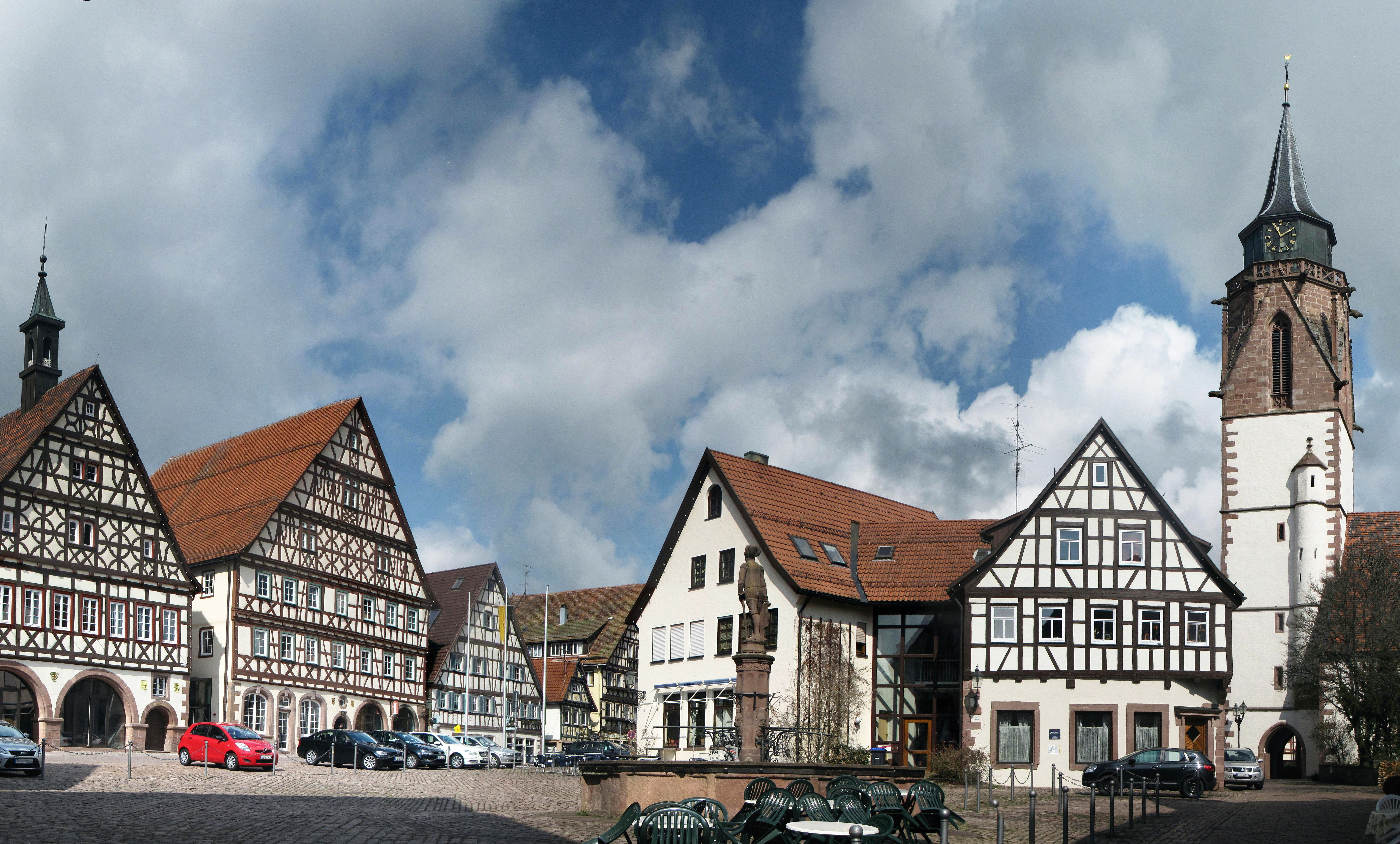
Marktplatz in Dornstetten

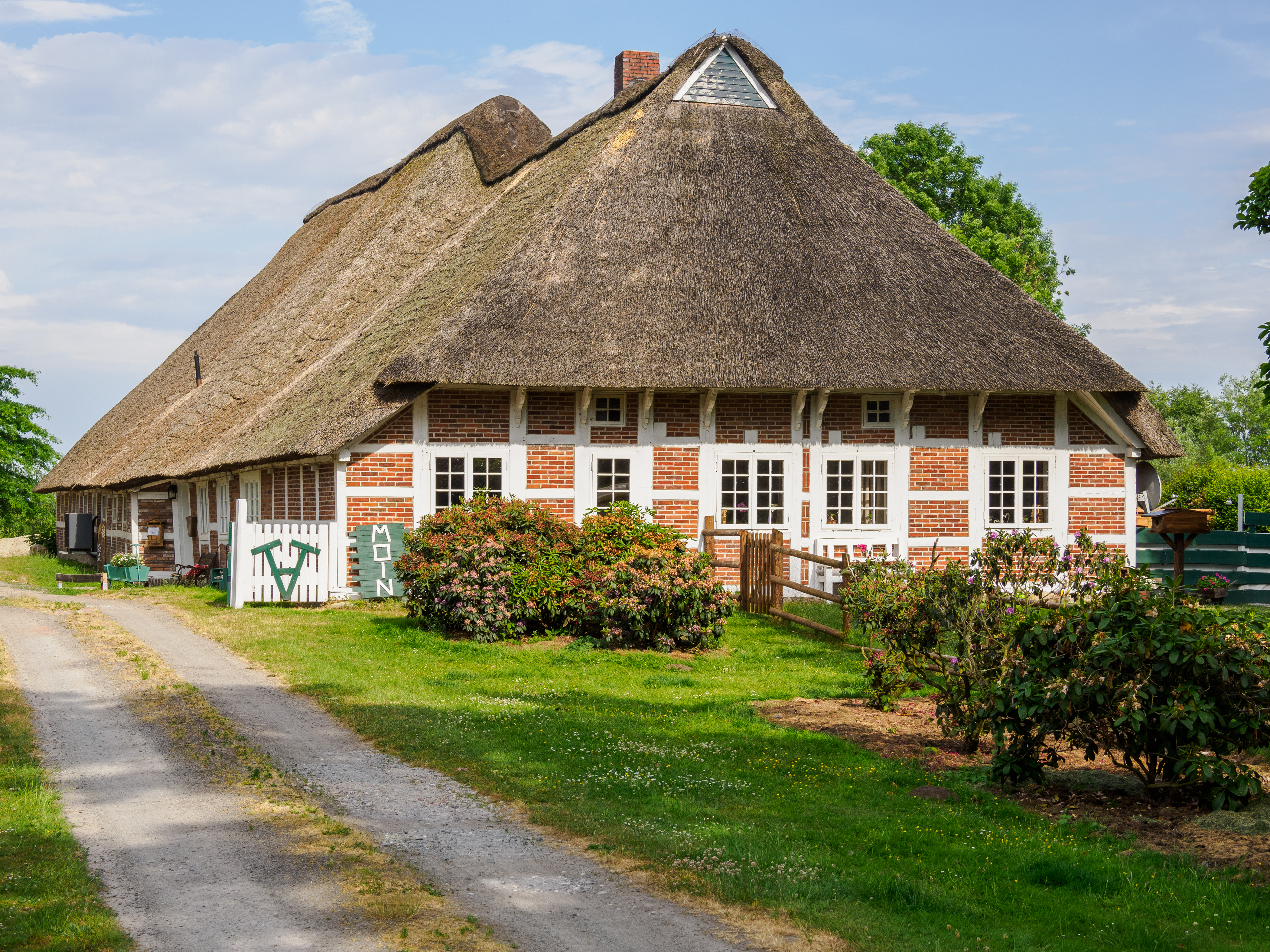
Bauernhaus in Dalsper (Elsfleth) in der Wesermarsch

Trotz der erheblichen Zerstörungen im Zweiten Weltkrieg haben sich in Deutschland um die 2,4 Millionen Fachwerkbauten erhalten, etwa in Bamberg, Quedlinburg, Goslar und auch in und in der Nähe von Städten mit Kriegszerstörungen wie Wolfenbüttel bei Braunschweig, Höchst in Frankfurt am Main, der Harz mit Halberstadt, die zu 25 % erhaltene Fachwerkaltstadt in Nordhausen und in Hildesheim, zu denen auch einige Fachwerkkirchen gehören. Der Fachwerkbau bestimmt noch heute das Bild ganzer Altstädte und Dorfkerne. Die UNESCO-Weltkulturerbestadt Quedlinburg ist geprägt durch ihre Fachwerkhäuser, die Entstehungszeiten von fast 500 Jahren repräsentieren. Gleichermaßen hat sich in Stolberg (Harz) mit 354 Häusern der gesamte historische Ortskern aus über 500 Jahren Fachwerkbau erhalten. Weitere bedeutende Fachwerkorte in dieser Region sind Wernigerode mit 624 und Osterwieck mit 353 Fachwerkbauten. Nicht überall hat man das Fachwerk in der Fassadengestaltung betont; vor allem in Mittelgebirgen hat man Fachwerk gerne mit Schiefer verblendet, und nicht nur in Augsburg sind mittelalterliche Fachwerkhäuser manchmal nur an der Art zu erkennen, wie die Außenwände sich gesenkt haben.
Typisch ist Fachwerk in Deutschland nicht zuletzt für Wohn- und in geringerem Maße Wirtschaftsbauten im ländlichen Bereich. Im 180 km² großen, von Natur aus sehr fruchtbaren Artland sind mehr als 700 überwiegend einzeln stehende Fachwerkbauernhäuser aus verschiedenen Jahrhunderten anzutreffen.
Die Deutsche Fachwerkstraße, 1990 ins Leben gerufen, erstreckt sich von der Elbe im Norden über die Oberlausitz im östlichen Sachsen bis hin zum Bodensee im Süden, führt mit sieben Regionalstrecken durch die Bundesländer Niedersachsen, Sachsen-Anhalt, Sachsen, Hessen, Thüringen, Bayern und Baden-Württemberg. Unter dem Motto „Fachwerk verbindet“ haben sich inzwischen über 100 Fachwerkstädte zusammengeschlossen, um sich gemeinsam zu präsentieren. Darunter finden sich Gemeinden wie Stade oder Lüchow im Norden, Stolberg und Mühlhausen zwischen Harz und Thüringer Wald, oder Gengenbach und Sasbachwalden im Schwarzwald.
In der Gegenwart sind eigentlich nur die südlichen Teile Bayerns weitgehend fachwerkfrei. Allerdings finden sich hier verwandte Konstruktionsarten, etwa das Bundwerk.
Die regionalen Unterschiede von Konstruktionsdetails und Schmuckelementen sind groß, einige Grundmuster sind jedoch verbreitet. So finden sich etwa typische Vertreter des „fränkischen“ Fachwerkbaues bis hinein ins Elsass, das „alemannische“ Fachwerk findet sich in ähnlicher Form in weiten Teilen Südwestdeutschlands, der Schweiz und in Vorarlberg. Der „niedersächsische“ Fachwerkbau verwendet reiche, geschnitzte Schmuckformen, die in Mittel- und Süddeutschland seltener auftreten. Dafür wurden hier phantasievolle Fachwerkfigurationen wie geschweifte Andreaskreuze verwendet, besonders im „fränkischen“ und im „württembergischen“ Fachwerkgebiet; schöne Beispiele sind die Rathäuser in Markgröningen und Großbottwar oder die Palmsche Apotheke in Schorndorf. In Altbayern hingegen sind Fachwerkbauten nahezu unbekannt. In Immenstaad steht das 1578 errichtete Schwörerhaus. Die Errichtung des Schwedenhauses in Beuren wird auf 1367 datiert. Stefan Lochners Geburtshaus in Meersburg wurde 1380 erbaut.
Insbesondere im 18. und 19. Jahrhundert wurden Fachwerkwände häufig mit Holz oder Schiefer verkleidet, so dass die Konstruktion in der Außenansicht relativ schwer erkennbar ist. In einigen Landstrichen, etwa im Bergischen Land (Nordrhein-Westfalen), kam es zur Ausbildung von regionalen Gestaltungsweisen wie dem Bergischen Haus, bei denen Schiefer eine besondere Rolle spielte. Ein bekanntes Beispiel stellt auch Langenberg im Niederbergischen Land dar.
Eine andere bekannte Sonderform des Holzgerüst- bzw. Fachwerkbaus ist das Umgebindehaus, in dem sich der östliche Blockbau und der westliche Fachwerkbau verbindet. Sehr bekannt sind die Umgebindehäuser der Oberlausitz.
Auf dem Gelände der Franckeschen Stiftungen in Halle (Saale) befindet sich das größte Fachwerkhaus Europas.
Als Würdigung der architektonischen und künstlerischen Eigenheiten der Fachwerkbauweise gab die Deutsche Post AG eine Serie von Sondermarken heraus, die Beispiele älterer Fachwerkhäuser in Deutschland als Motive verwendet. Dazu gehört das 1582 erbaute Baumannsche Haus in Eppingen und das 1734 errichtete Bauernhaus in Dünsche, Gemeinde Trebel.
Siehe auch:

### Schweiz

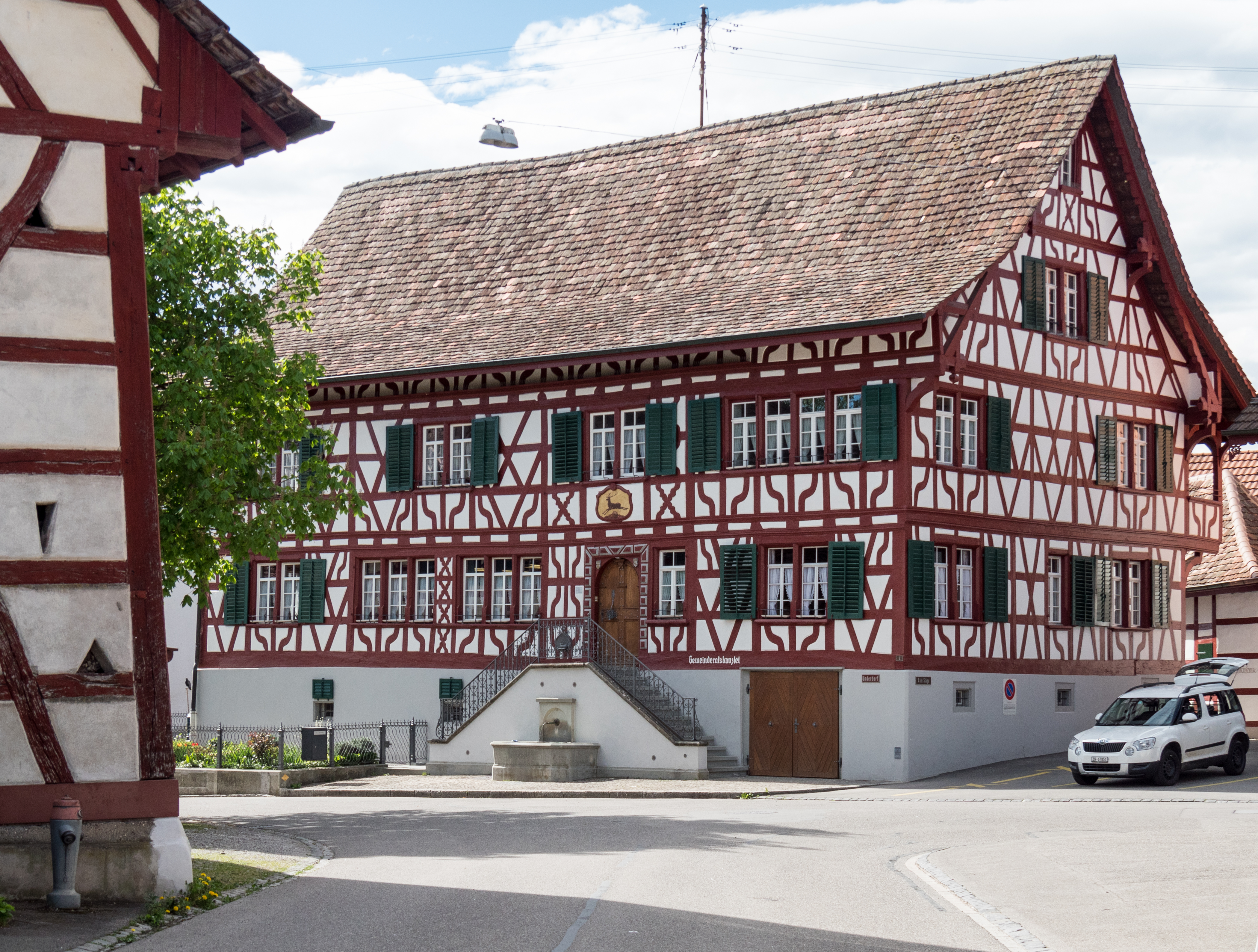
Gemeinderatskanzlei Marthalen, Zürcher Weinland

In der Nordostschweiz, insbesondere im Kanton Thurgau und im Zürcher Weinland, sind über 90 Prozent der älteren Bauernhäuser Riegelhäuser; in dieser Region (man schätzt über 600.000 reine Fachwerkhäuser und zahlreiche Mischformen) gibt es Dörfer (Unterstammheim und Oberstammheim, Nussbaumen, Üsslingen), die fast ausschließlich aus Riegelhäusern bestehen.
Zahlreiche historische Riegelhäuser finden sich auch im Kanton Schaffhausen. Auch im westlichen Baselbiet, am nördlichen Rand des Kantons St. Gallen sowie vereinzelt in den Kantonen Schwyz, Zug und Aargau existieren Riegelhäuser.
Typisch ist die rote Bemalung der Balken und die weiße Ausfachung. Die rechteckige Rasterung wird fast immer durch Diagonalbalken durchzogen. Zur Erhaltung gefährdeter Fachwerkgebäude wurde das Freilichtmuseum Ballenberg gegründet.

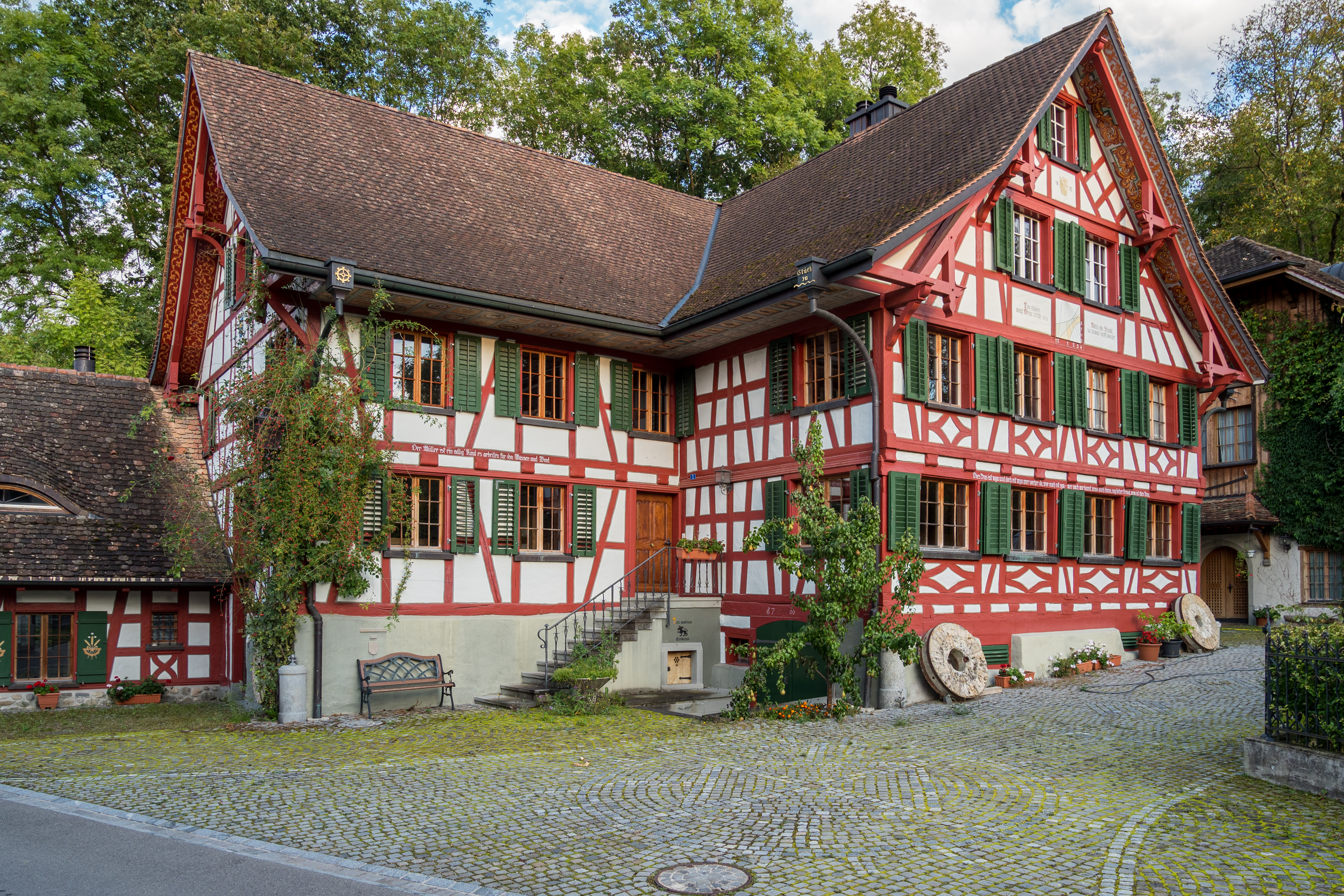
Amlikon TG
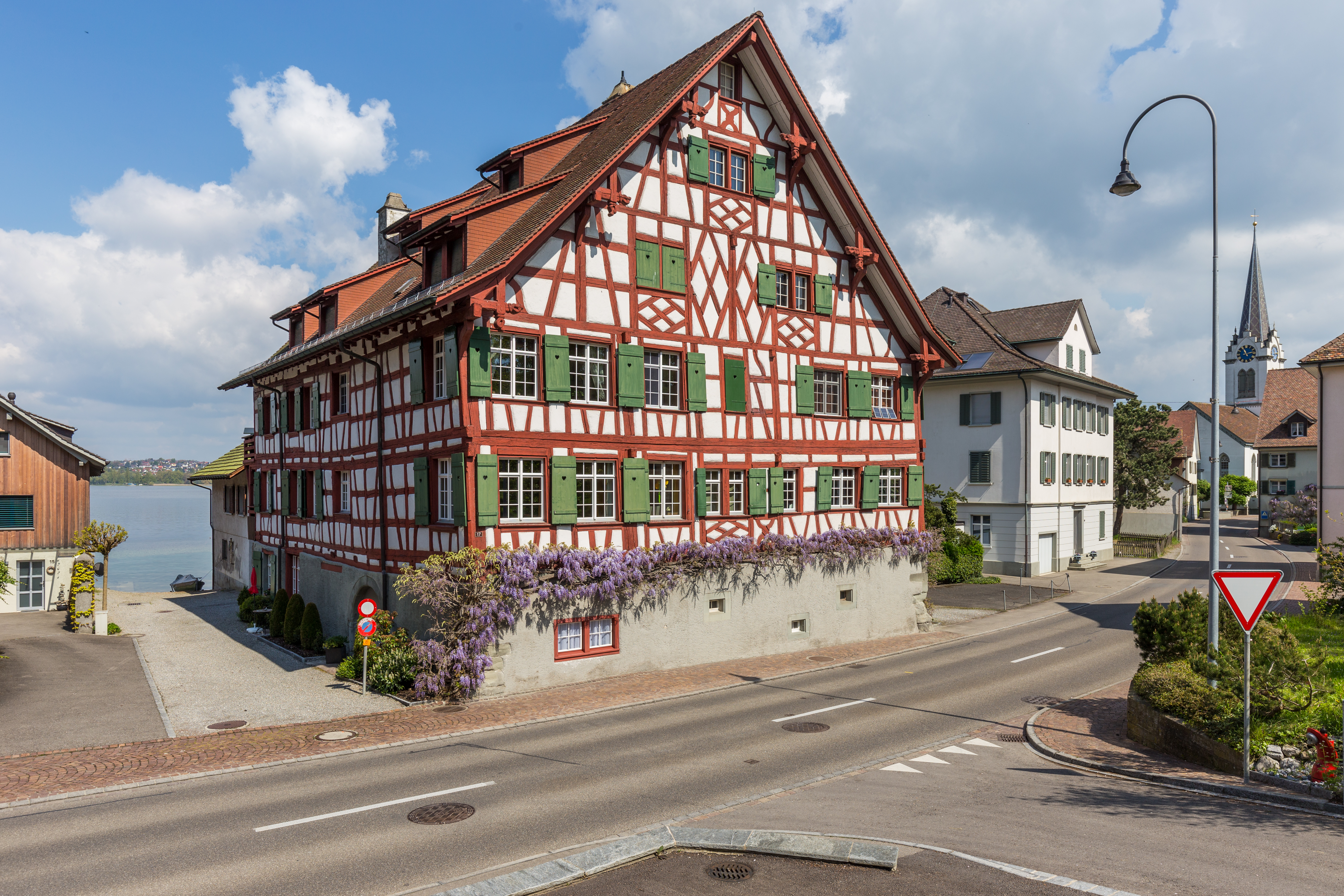
Berlingen TG: Kehlhof
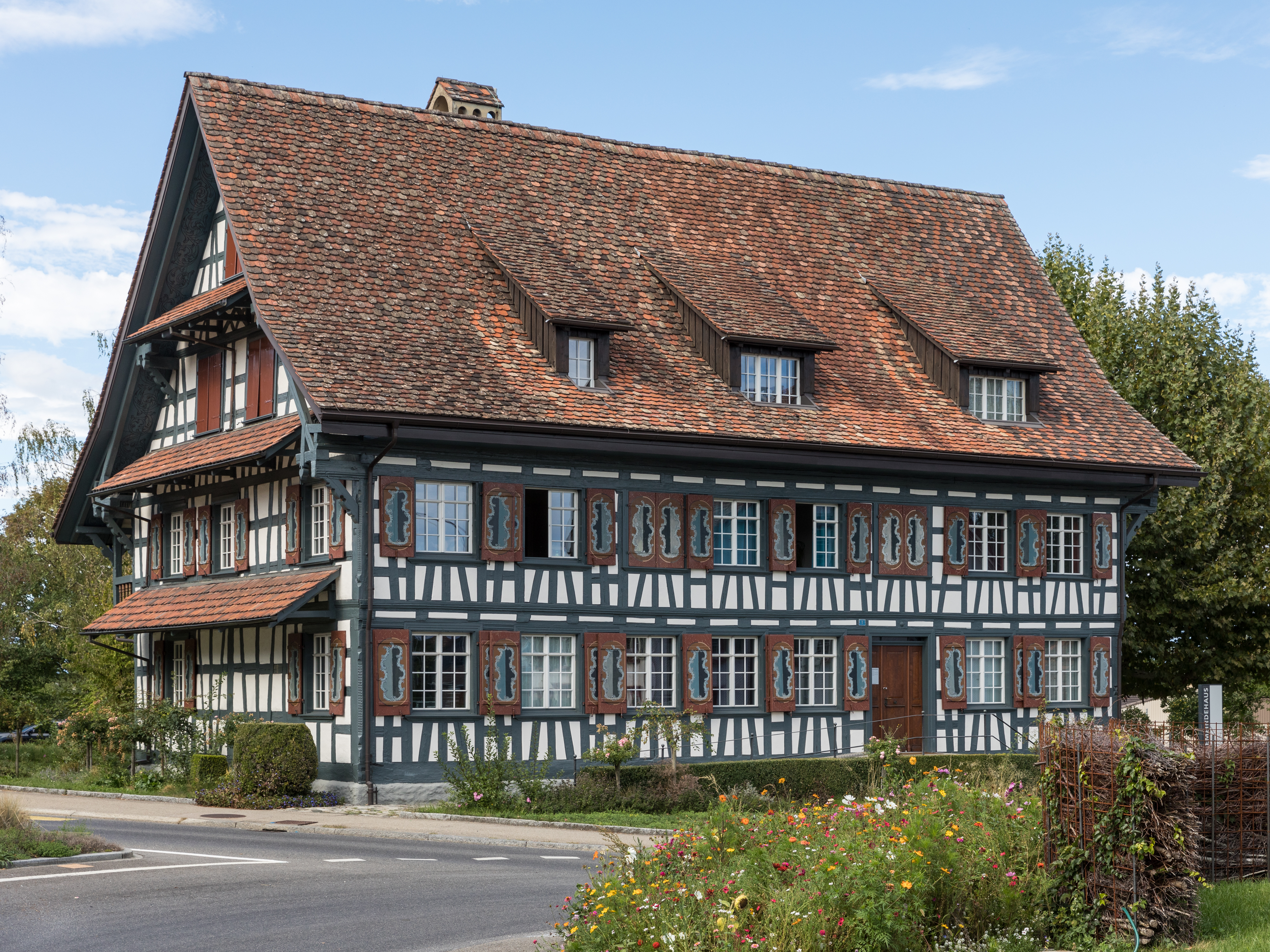
Kesswil TG: Bären
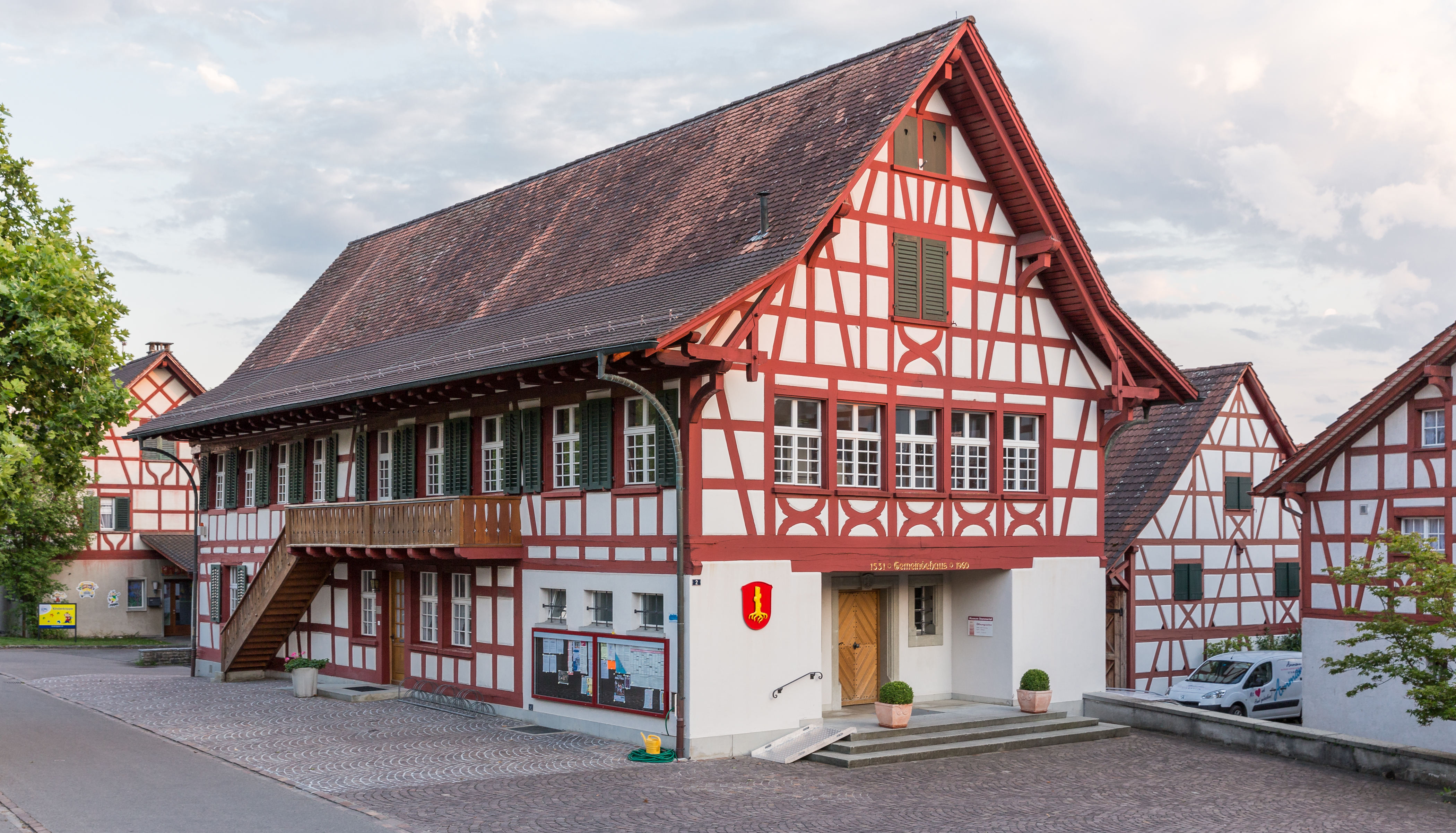
Unterstammheim ZH

### Österreich

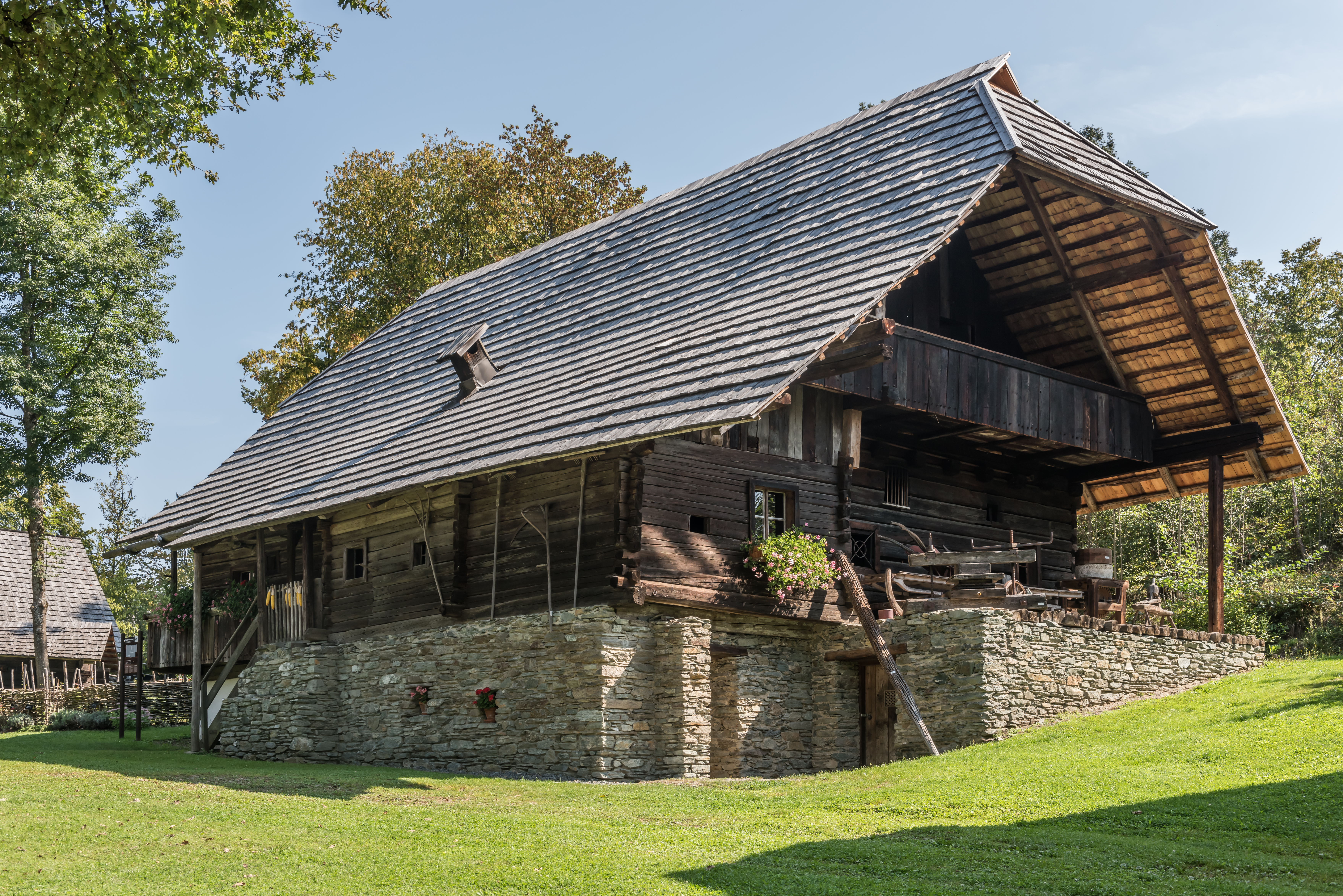
Freilichtmuseum Maria Saal, Kärnten, Holzhaus auf Trockenmauerwerk

Klassisches, unverputztes Fachwerk kommt in Österreich fast nicht vor (ähnlich wie in Südbayern). Häufiger ist das sogenannte Bundwerk, das praktisch ein auf der Innenseite verschaltes Fachwerk ist. Zudem war in flachen und hügeligen Lagen Niederösterreichs als preiswerter Baustoff Lehm ohne Stabilisierung durch ein Fachwerkgerüst weit verbreitet. Im Gegensatz dazu überwog in waldreicher Umgebung, Hochlagen und Gegenden mit slawischer Tradition (Kärnten) Holzbau ohne kristallines Füllmaterial.

### Dänemark
Als ältestes datiertes Fachwerkhaus in Dänemark gilt das Haus in der Kirkestræde 20 in Køge von 1527. Zu erwähnen ist auch Richters Gård, ebenfalls in Køge.

### Frankreich

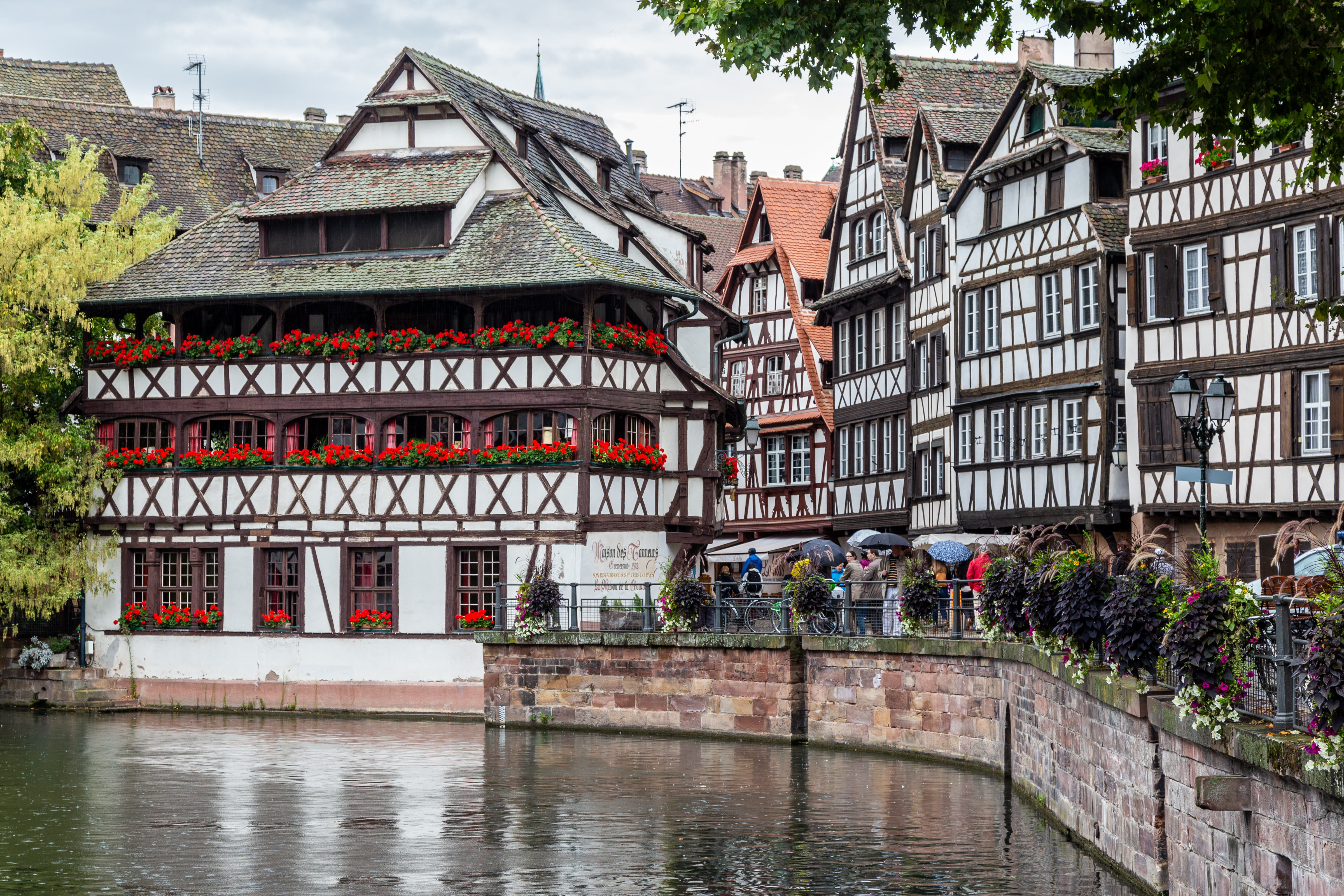
Straßburg, La petite France

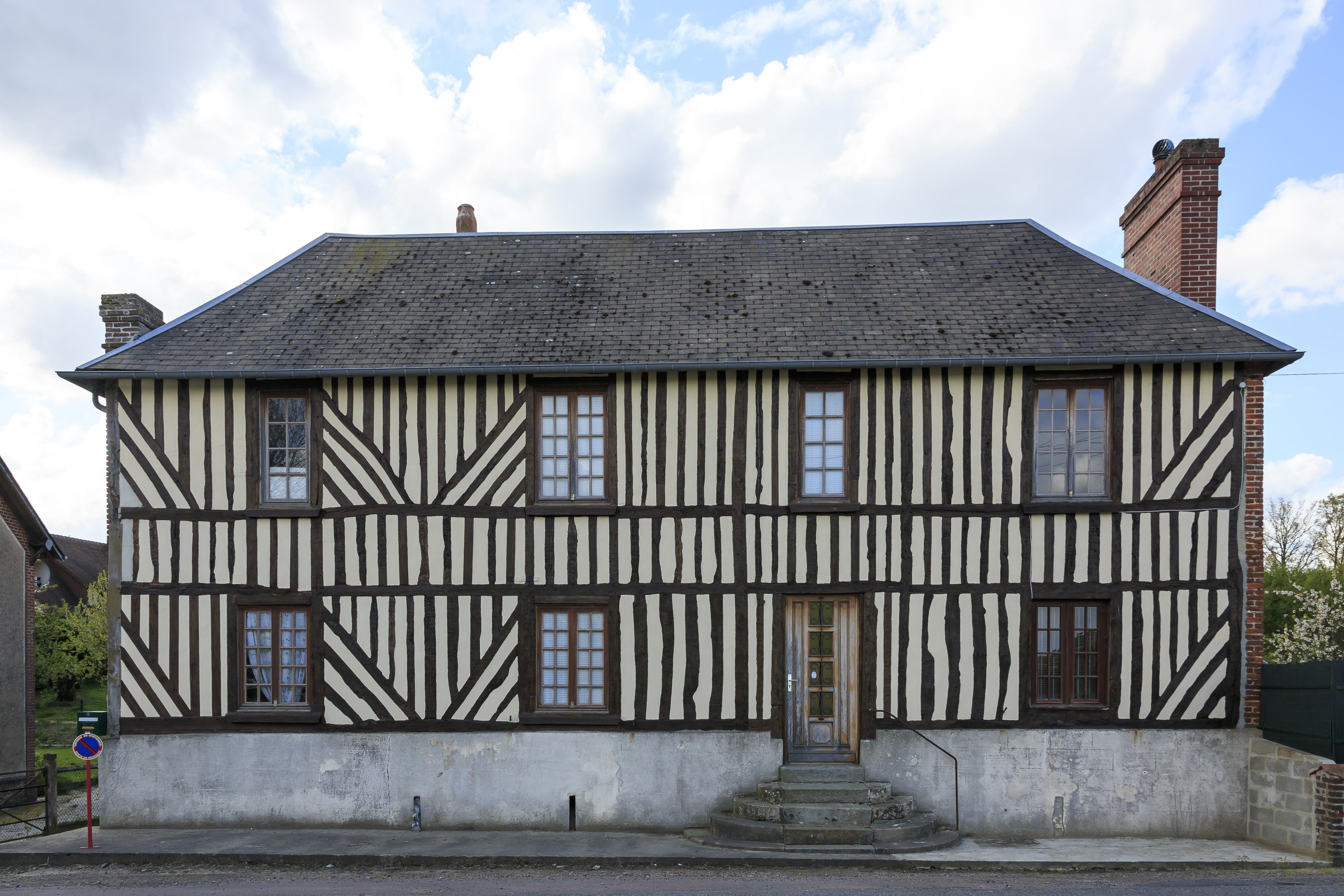
Haus in Ducey, Frankreich

Während das Elsass wegen seiner Geschichte und Kultur überwiegend dem fränkischen und alemannischen, also deutschen Fachwerkgebiet zuzurechnen ist, weisen besonders die Normandie und die Champagne (Troyes) noch eine Vielzahl an typisch französischen Fachwerken auf. Hier haben allerdings die beiden Weltkriege des 20. Jahrhunderts große Verluste mit sich gebracht. Geschlossene Stadtbilder finden sich noch in Rouen und Troyes sowie einigen kleineren Orten. Zahlreiche Fachwerkhäuser findet man in manchen Dörfern der Champagne und in der Bretagne.
Die Normandie besitzt zahlreiche kleinere Herrenhäuser aus Fachwerk, auch die übrige ländliche Architektur ist stark von Fachwerk geprägt. Die senkrechten Ständer französischer Fachwerke sind oft sehr dünn und stehen zwischen Hauptständern dicht nebeneinander, oft sind die Hölzer wesentlich unregelmäßiger als etwa bei deutschen Bauten; der unregelmäßige Wuchs des Bauholzes war oft ein bewusst integriertes Gestaltungsmittel. Die reichen Schnitzereien mancher Fachwerke, zum Beispiel in der Normandie, dokumentieren eindrucksvoll die hochstehende Handwerkskunst der französischen Zimmerleute.
Außerdem ist es, wie in England, schwierig, die verschiedenen Stilarten einer zeitlichen Abfolge zuzuordnen. Sie hielten sich jahrhundertelang in fast unveränderter Form, was beispielsweise bei der Datierung des Gebäudes Rue Volta, 3 in Paris für Unsicherheit sorgt: Ursprünglich als das älteste Haus von Paris bezeichnet, erbaut scheinbar 1292 (und nach dem Pariser Maklerverzeichnis sogar 1240), soll es nach neuesten Forschungen erst von 1644 stammen.
Nachmittelalterliche Bauten weisen oft einfache Andreaskreuze oder rautenförmige Figurationen auf. Ein besonderes Kennzeichen sind die geschwungenen Giebelblenden, die im 19. Jahrhundert in Deutschland gerne nachgeahmt wurden.

### Baskenland

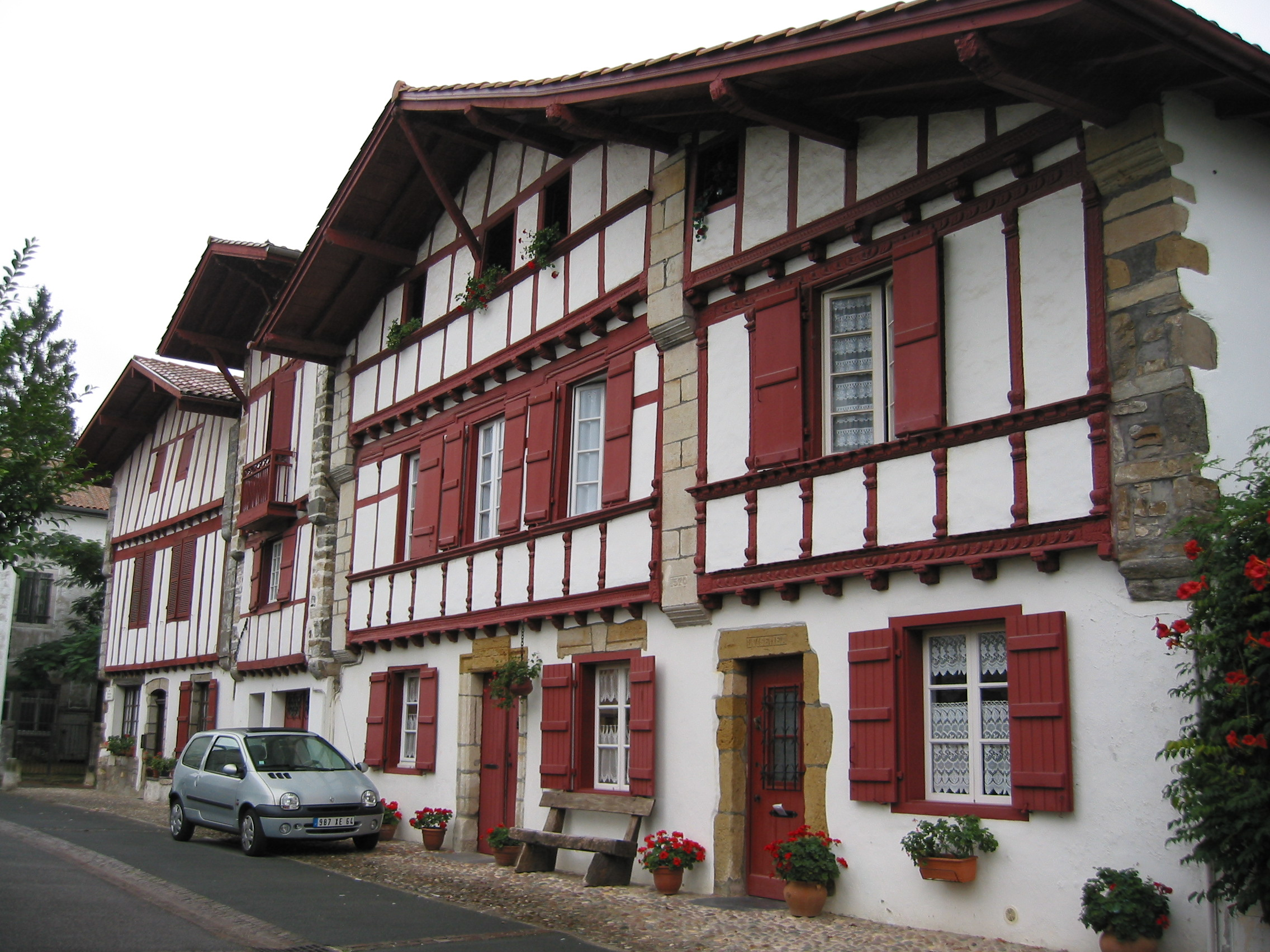
Fachwerkhäuser als Reihenhäuser in Ustaritz (Lapurdi)

Die traditionellen baskischen Häuser mit Fachwerkelementen sind freistehende Bauernhöfe (baskisch baserriak). Ihre oberen Stockwerke sind in Stockwerkbauweise gebaut. Bei den ältesten Höfen und, wenn vorhanden, im dritten Stock wurde manchmal auch Kantblockbau angewendet. Die Ausfachungen wurden entweder mit Holzgeflecht oder Bruchstein mit Lehmbewurf ausgeführt und dann mit weißem Kalkanstrich verputzt oder in Sichtmauerwerk aus Backsteinen erstellt. Obgleich die ganze tragende Struktur aus Holz ist, ist das Holzwerk nur an der Hauptfassade sichtbar, die in der Regel nach Südosten ausgerichtet ist. Die hölzernen Balken sind meist dunkelrot angestrichen.
Bauernhäuser wurden, wenn es finanziell möglich war, in Mauerwerk (Bruchstein, Backstein oder vorzugsweise Hartgestein) errichtet. Fachwerk galt als Zeichen von Armut, da Eichenholz billiger als Mauerwerk war. Deshalb wurde, wenn das Geld für den Bau ausging, das Obergeschoss oft in Fachwerkbauweise ausgeführt. Noch bestehende Baserriak mit Fachwerkobergeschossen wurden ab dem 15. Jahrhundert bis in das 19. Jahrhundert erbaut und sind in allen baskischen Gebieten mit atlantischem Klima, außer in Zuberoa, zu finden, am häufigsten jedoch in Lapurdi.
Fachwerkhäuser sind in Dörfern und Städten auch als Reihenhäuser zu finden, wie das Foto aus dem Dorf Uztaritz zeigt.

### Belgien und Niederlande

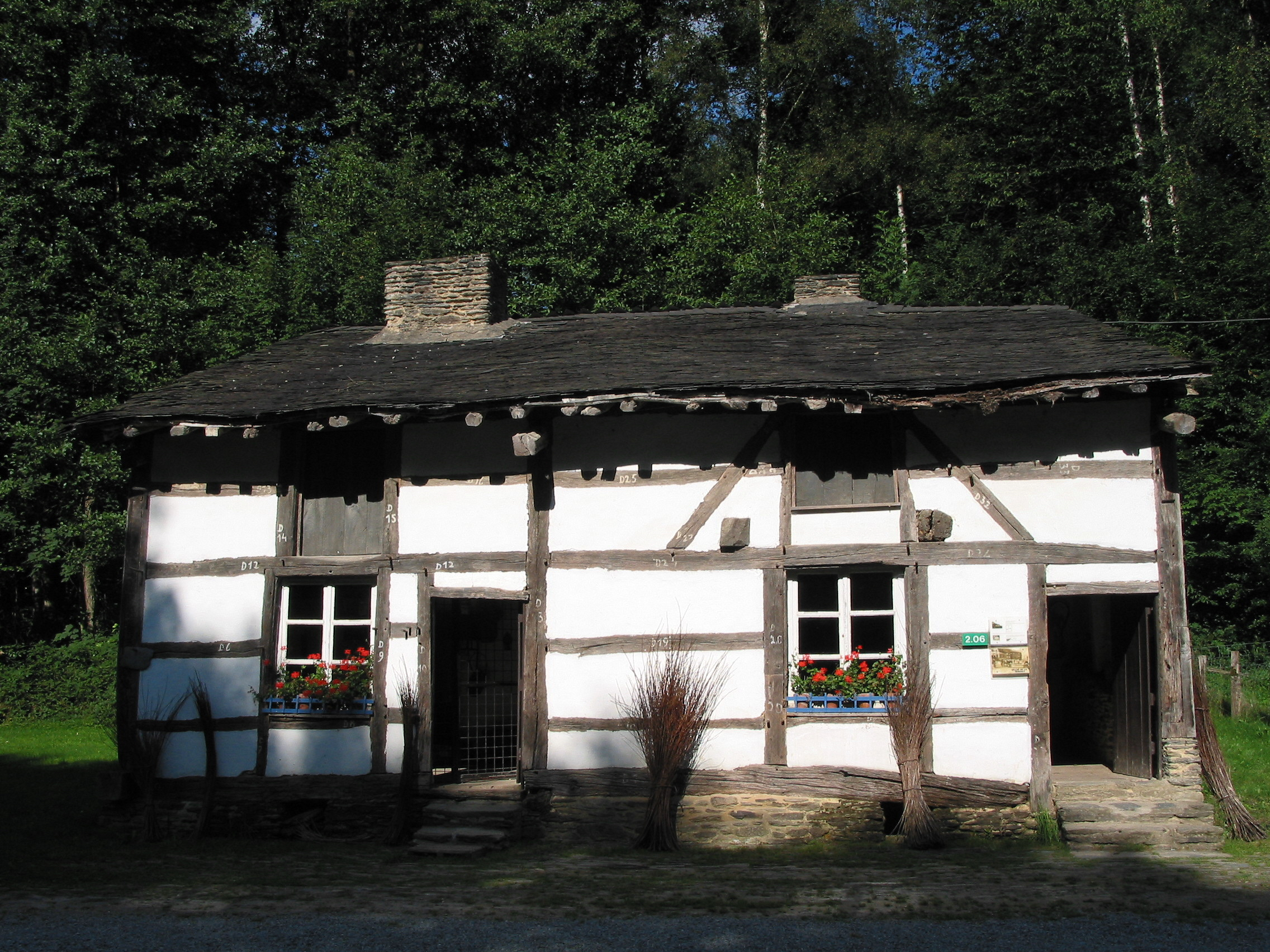
Doppelhaus mit Reetdach, 18. Jh., jetzt Freilichtmuseum Fourneau Saint Michel in St. Hubert, Belgien

In Belgien kommen Fachwerkhäuser hauptsächlich in den Provinzen Lüttich, Limburg und Luxemburg vor. In den Freilichtmuseen Fourneau Saint Michel und Bokrijk sind etliche Fachwerkbauten rekonstruiert worden. In der Stadt Lüttich sind in den letzten Jahren viele Fachwerkhäuser aufwändig restauriert worden. Fachwerkfassaden, die wegen der sich ändernden Mode mit steinähnlichem Zementputz modernisiert waren, werden wieder freigelegt. Im Vergleich zu den deutschen Fachwerkhäusern sind die Fassaden schlicht und wenig dekoriert, abgesehen von einem Stein mit dem Namen des Hauses. Das Holz ist selten bemalt. Typisch ist auch für die reicheren Stadthäuser ein Erdgeschoss in Blaustein oder Sandstein und nur die Obergeschosse in Fachwerk. Ein schönes Beispiel ist das Geburtshaus des Komponisten André-Modeste Grétry, jetzt als Grétrymuseum eingerichtet. Auch in den Niederlanden kommen Fachwerkhäuser hauptsächlich in der Provinz Limburg vor.

### England

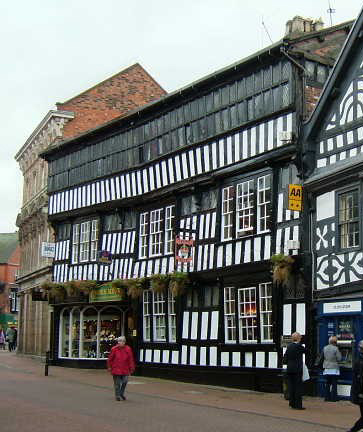
Crown Hotel, Nantwich, spätes 16. Jh., mit engstehenden Ständern

Auch die mittelalterliche und frühneuzeitliche Wohnarchitektur Englands war stark vom Fachwerkbau geprägt, der hinsichtlich seiner Fassadengestaltung oft deutliche Ähnlichkeit mit dem französischen aufweist (Westeuropäisches Fachwerk).
Ebenso wie in der nordfranzösischen Normandie entstanden vom 15. bis zum 17. Jahrhundert charakteristische Fachwerkgebäude mit eng stehenden Ständern (studs), wobei in England erste Beispiele bereits ab dem 13. Jahrhundert bekannt sind. Die Ständer der sogenannten close studding Bauweise stehen weniger als 60 cm auseinander und werden weitgehend ohne Riegel errichtet. In diesem Stil sind auch die ältesten erhaltenen Fachwerkbauten Europas in Cressing Temple erbaut, zwei Großscheunen von 1205 beziehungsweise 1235. Beim sogenannten herringbone studding finden sich auch enge Abfolgen von diagonalen Streben. Daneben gibt es aber Fachwerk mit annähernd quadratischen Gefachen. Manche Zierformen erinnern an deutsche Beispiele: Sogenannte downward braces sind den deutschen Fußstreben recht ähnlich. Allerdings ist sowohl beim englischen wie beim französischen Fachwerk keine Stilentwicklung nach Ort und Zeit festzustellen, die Stile bleiben unverändert über Jahrhunderte gleich.
Zahlreiche englische Städte weisen noch schöne Beispiele auf. Ein gut erhaltenes Beispiel einer mittelalterlichen Stadt ist das nordenglische York, und selbst in Städten wie London hat der Fachwerkbau früher eine wichtige Rolle gespielt. Mitten in der City of London, am Strand, ist noch heute ein Fachwerkhaus des 16. Jahrhunderts erhalten. Erhalten sind auch eindrucksvolle Fachwerkbauten etwa in East Anglia, Warwickshire, Worcestershire, Herefordshire, Shropshire und Cheshire, wo Little Moreton Hall eines der prächtigsten erhaltenen englischen Fachwerkhäuser ist. In Kent und Sussex findet sich der Haustyp des sogenannten Wealden house, ein traufseitig erschlossenes Haus mit einer zentralen Halle und offenem Dachwerk im Inneren. Auf der einen Seite ist diese Halle von Nebenräumen, auf der anderen von den Wohnräumen des Besitzers flankiert.

### Polen

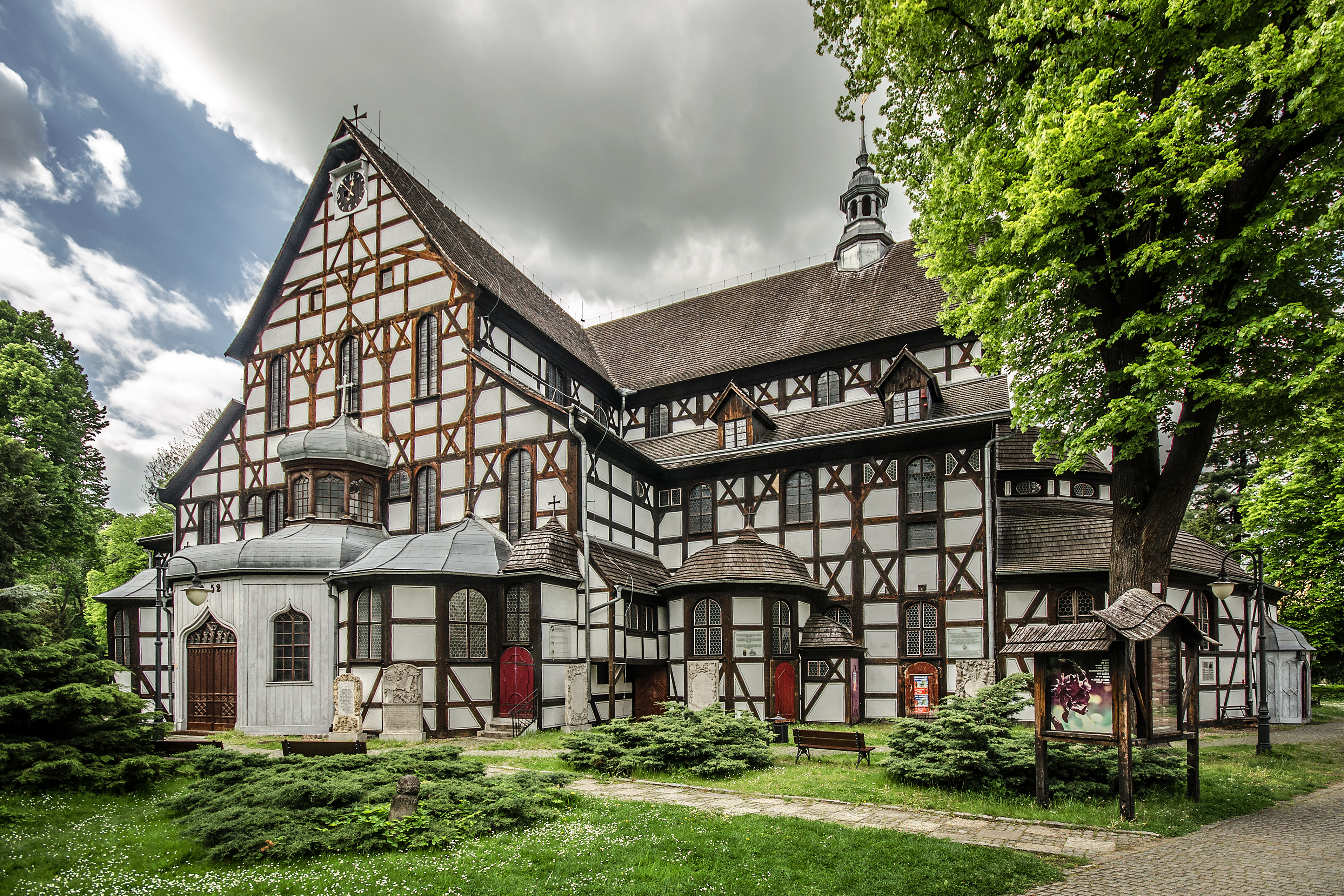
Friedenskirche in Świdnica (Schweidnitz), Polen

Im nördlichen Polen (den ehemaligen Landesteilen von Preußen) ist Fachwerk bekannt. Auf Polnisch wird Fachwerk „preußische Mauer“ genannt und gilt als typisch deutsch. Daher wurden insbesondere in der Zeit nach dem Zweiten Weltkrieg zahlreiche Fachwerkhäuser in den Oder-Neiße-Gebieten verputzt oder verblendet, um das Fachwerk zu verbergen.

### Litauen

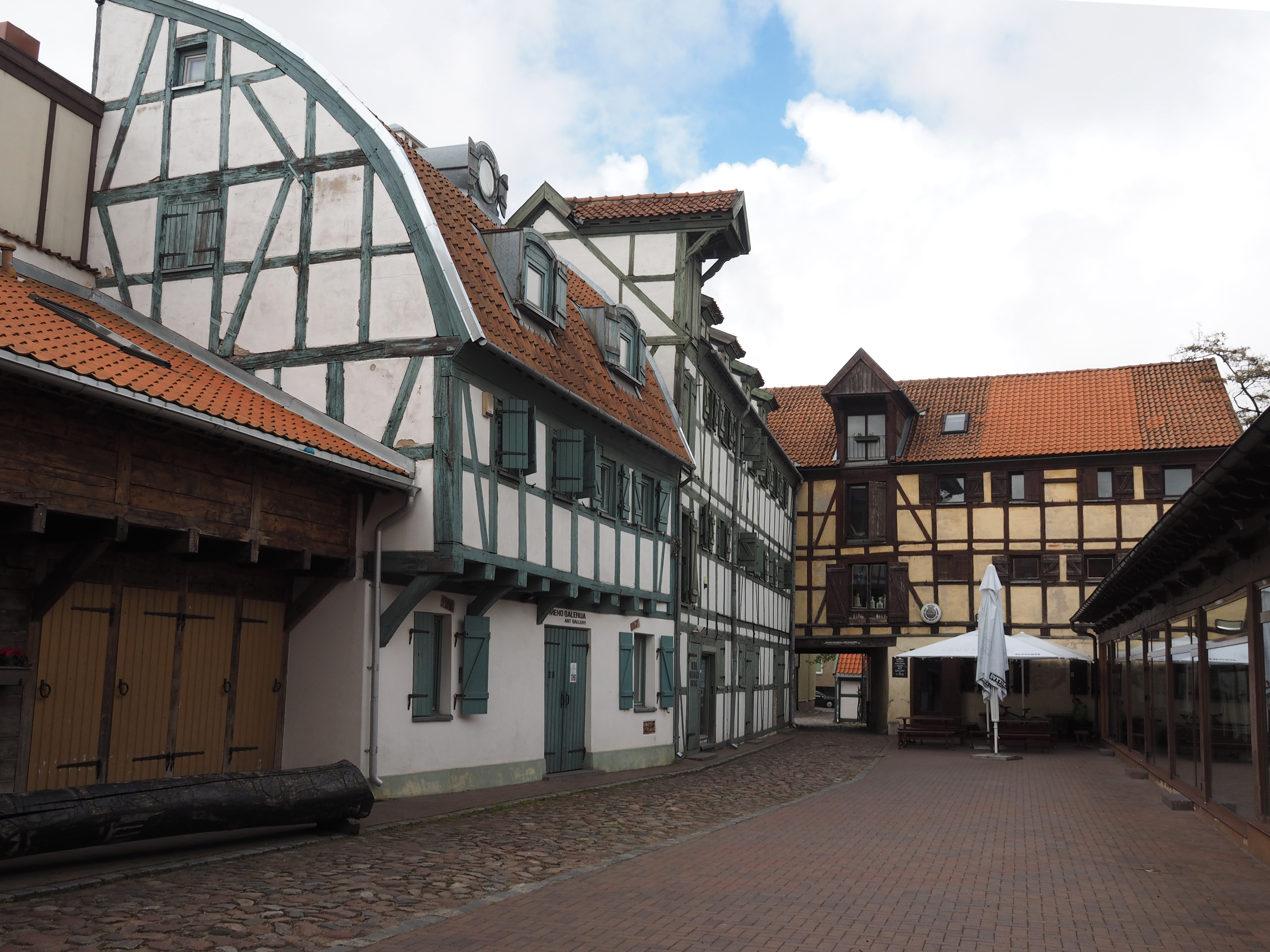
Der Kunsthof in Klaipėda (18. Jahrhundert)

Im bereits 1920 erstmals von Ostpreußen abgetrennten, ehemaligen Memelgebiet finden sich Fachwerkhäuser, vor allem in der Stadt Klaipėda (ehemals Memel).

### Tschechien

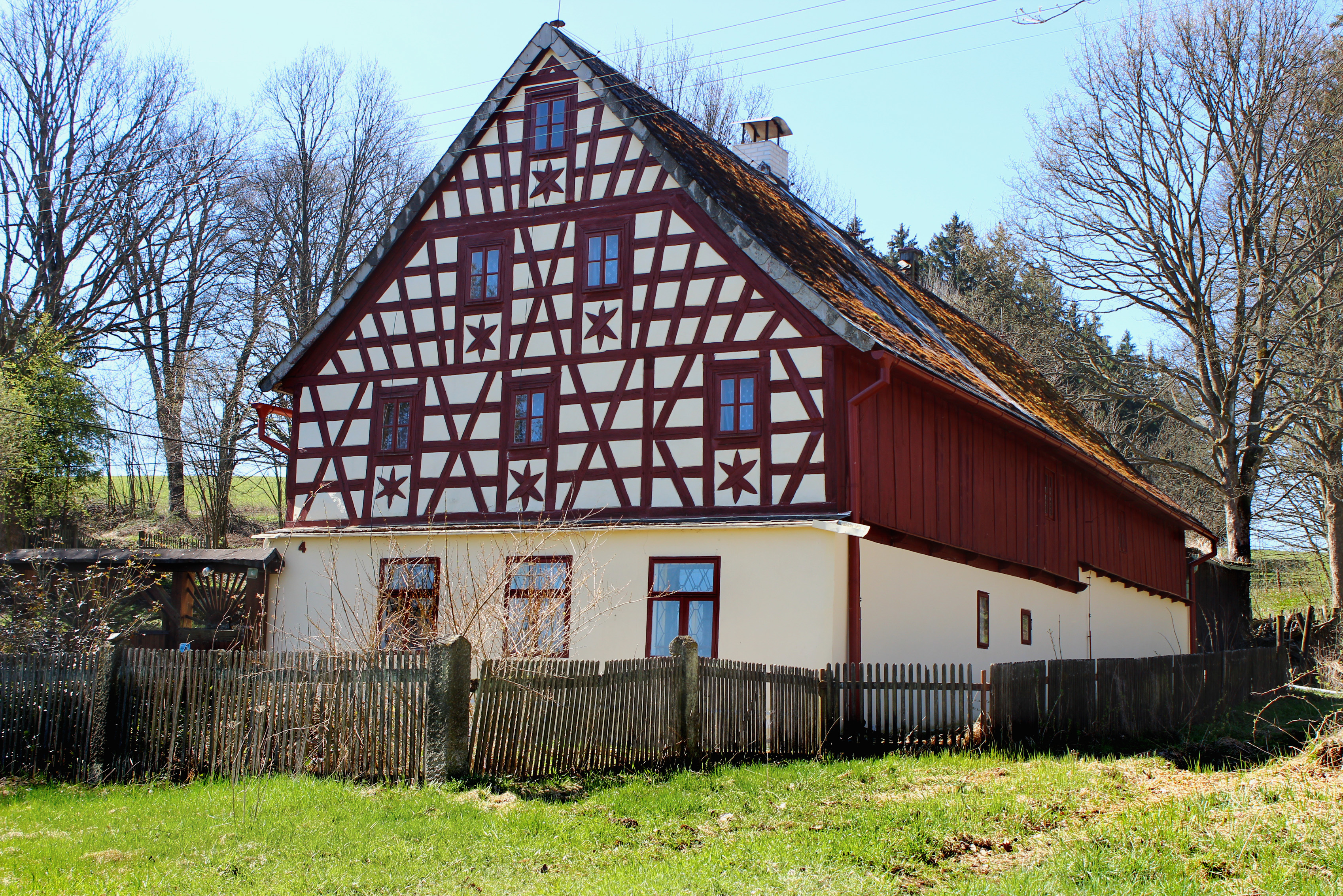
Číhaná (Kschiha), Tschechien

Auch in Teilen von Tschechien, namentlich in Böhmen, gibt es eine Vielzahl von Fachwerkbauten. Sie lehnen sich in vieler Hinsicht an die regionalen Bauformen der benachbarten Teile Deutschlands an. Bekannt sind die Egerländer Fachwerkhäuser sowie weiter östlich die Umgebindehäuser.

### Rumänien

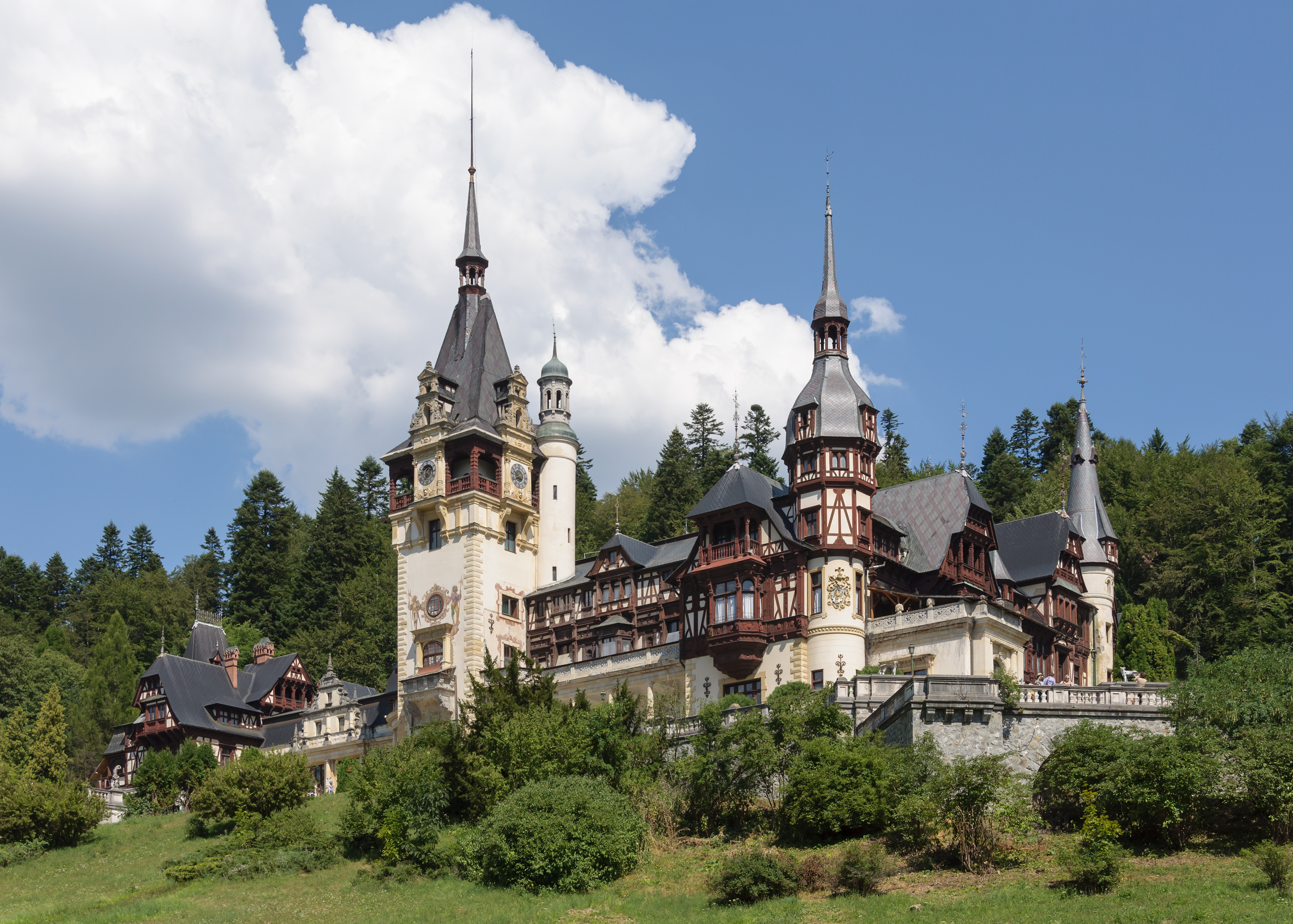
Schloss Peleș.

Fachwerkhäuser finden sich in Rumänien vor allem in Gebieten Siebenbürgens mit germanischem Einfluss wie Bistrița, Brașov, Mediaș, Sibiu und Sighișoara. Die Anzahl der Fachwerkhäuser ist jedoch sehr gering. In der Walachei gibt es nur wenige Beispiele für diese Art von Architektur. Die meisten dieser Gebäude befinden sich in Sinaia, wie zum Beispiel das Schloss Peleș.

### Italien

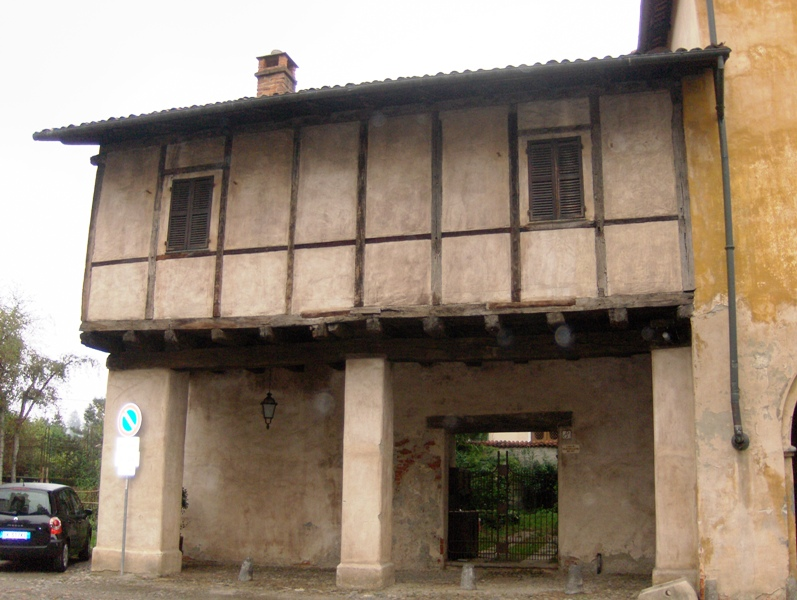
Fachwerkhaus in Biella, Piemont

Seltene Beispiele von Fachwerkhäusern in Norditalien findet man im Piemont und in der Lombardei, in den Städten Como und Bologna.

### Griechenland

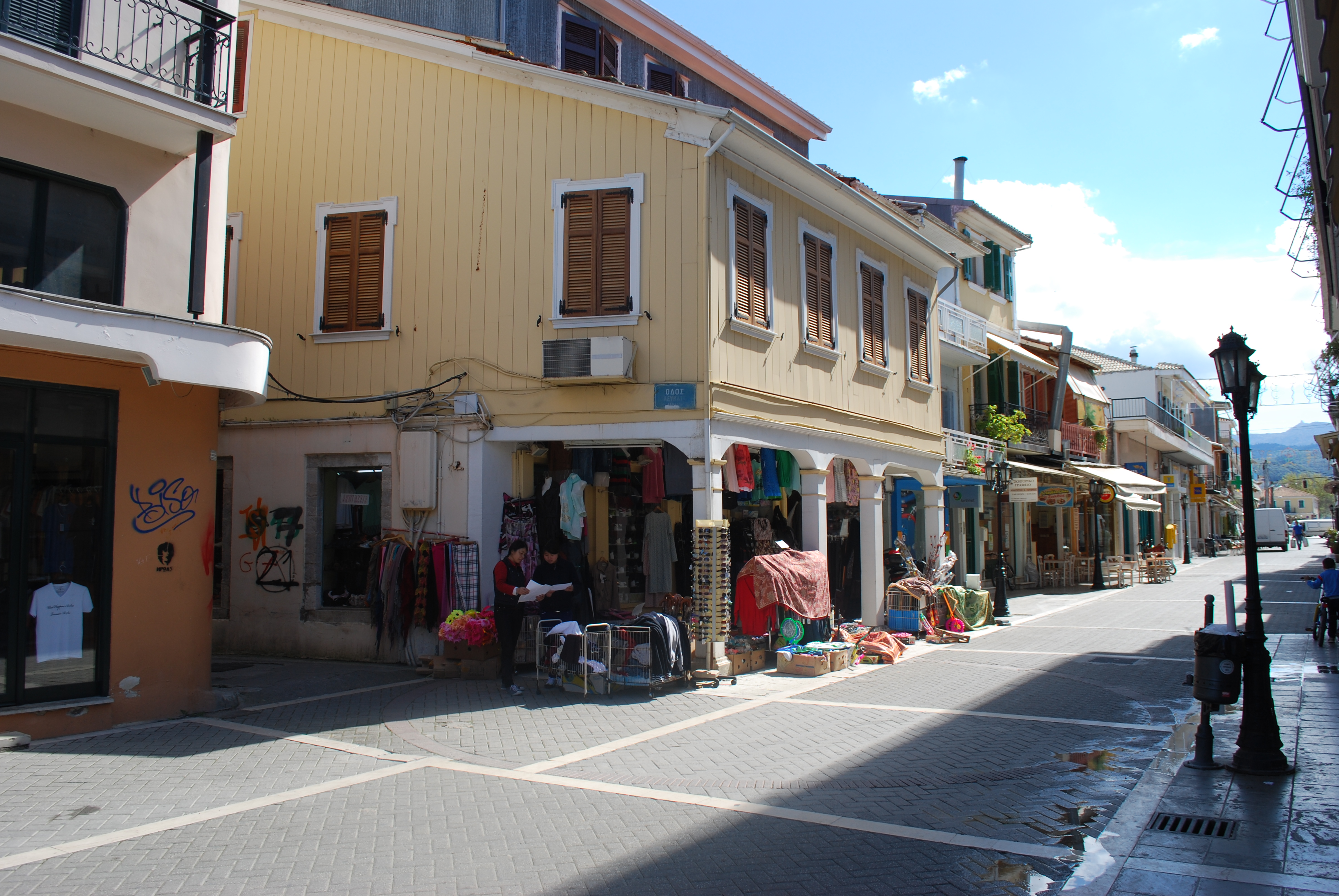
Lefkada, Griechenland

Der Mangel an Holz führte unweigerlich zu einer Zuwendung zum Stein- und Ziegelbau. Traditionell gibt es vereinzelte Beispiele in Nord- und Nordwestgriechenland.
Auf der Insel Lefkada entschloss man sich im 18. Jahrhundert aufgrund der Erdbebengefahr zur Einführung des Fachwerkbaus. Erhaltene Gebäude erinnern stark an mitteleuropäische Vorbilder, sind aber farblich mediterran bunt gehalten. Nachdem einige Gebäude restauriert und teilrekonstruiert worden waren, entschloss man sich auch komplette Fachwerkhäuser neu zu errichten. Gemessen an den Kosten einer konventionellen erdbebensicheren Konstruktion, schneidet das Fachwerkhaus besser ab, es bietet auch klimatische Vorteile.
Eine modische Beliebtheit hatte das Fachwerkhaus als Erscheinung im Historismus des späten 19. Jahrhunderts, beispielsweise als Garten- und Wärterhäuschen im romantischen Kontext, zum Beispiel an Villen des Architekten Ernst Ziller.

### Türkei

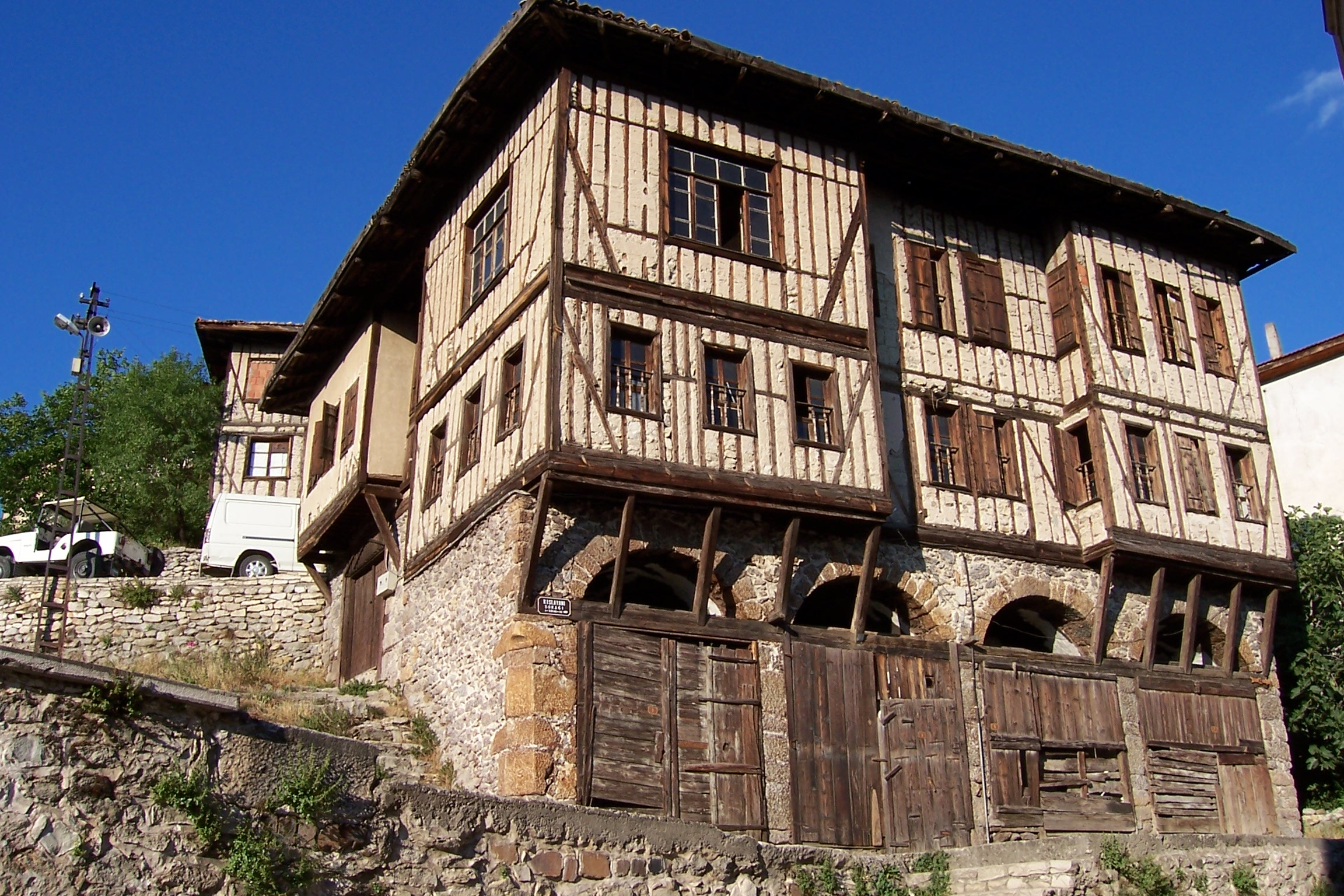
Safranbolu, Türkei

Obwohl die Türkei ein ähnlich trockenes Klima hat wie Griechenland, sind in manchen Regionen des Landes Holz und Fachwerk im traditionellen Hausbau verbreitet.
Das historische Stadtzentrum Safranbolus mit über 1000 Fachwerkhäusern zählt zum UNESCO-Weltkulturerbe. Häuser mit Fachwerkkonstruktionen sind auch in weiteren Orten der Türkei mit historischen Häusern anzutreffen, so in Ayaş, Beypazarı, Sivrihisar und nicht zuletzt im gleichnamigen Stadtteil um die Hacı-Bayram-Moschee in der Hauptstadt Ankara.

### Brasilien

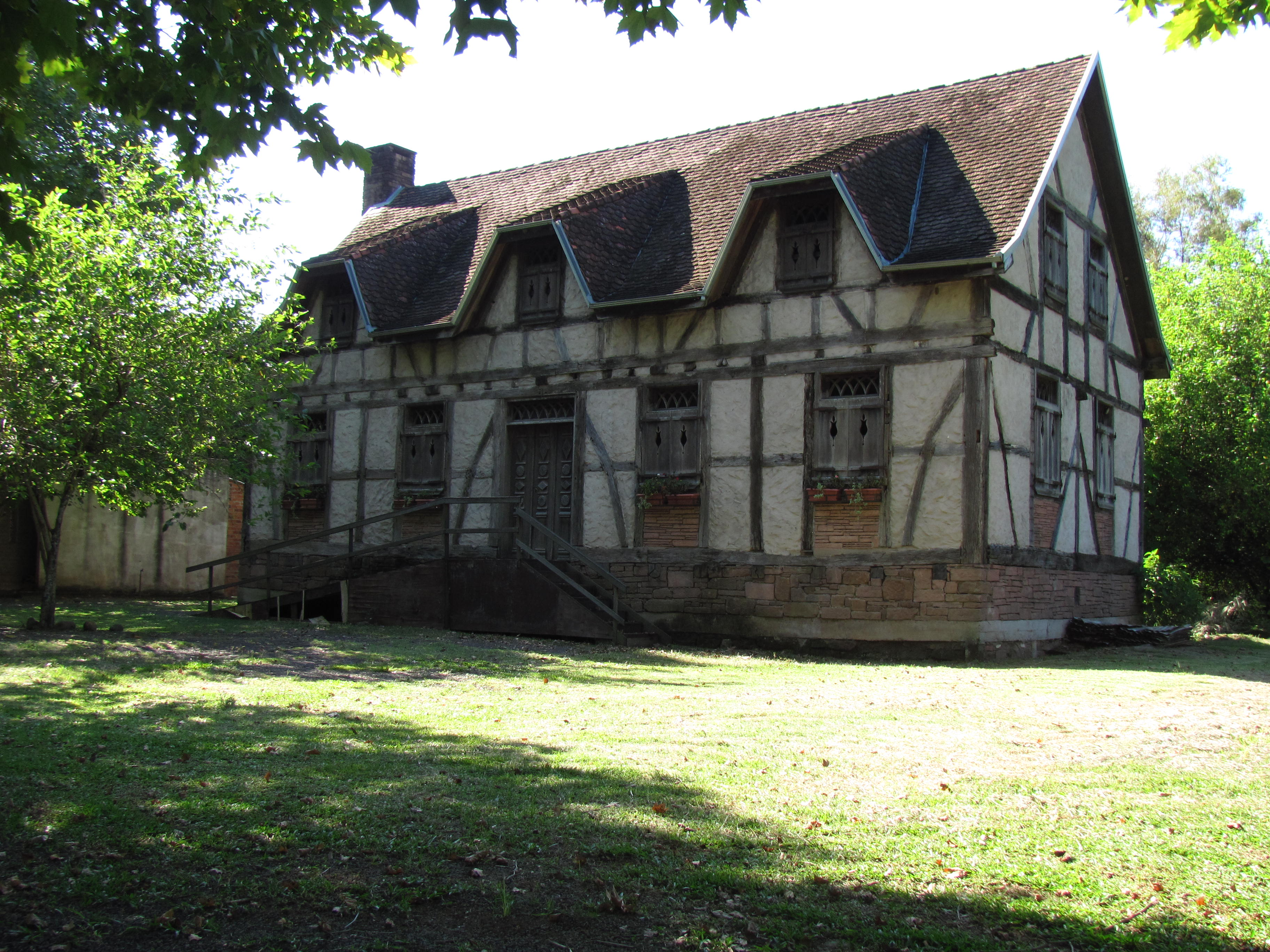
Ivoti, Brasilien

Durch die deutsche Einwanderung gibt es einige Fachwerkhäuser in Brasilien. Es gibt Städte im Süden Brasiliens mit einer großen Anzahl von Häusern, zum Beispiel Ivoti, Dois Irmãos, Nova Petrópolis, Teutônia, Blumenau, Joinville, Jaragua do Sul, Pomerode und Curitiba. Es gibt auch Städte im Südosten, zum Beispiel Campos do Jordão, Nova Friburgo und Domingos Martins.

### USA und Australien

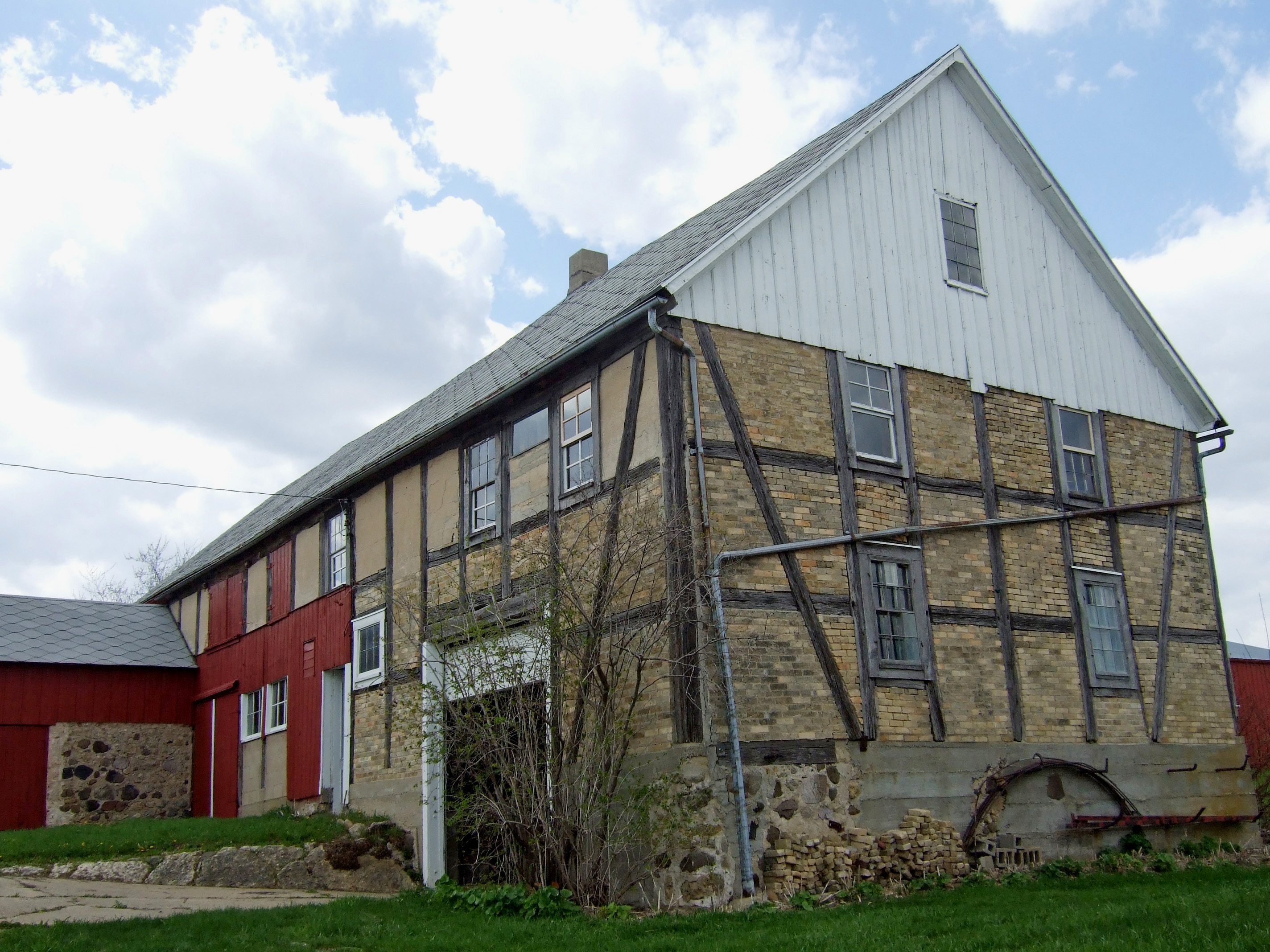
Fachwerkbauernhof in Emmet, Dodge County (Wisconsin), Vereinigte Staaten. Etwa 1850 errichtet für den schlesischen Auswanderer Friedrich Kliese

Fachwerkbauten kamen mit den Kolonisten seit dem 17. Jahrhundert nach Nordamerika und dem 19. Jahrhundert nach Australien. Wie auch die Raumstrukturen der Häuser zeigen, waren in den USA britische Einflüsse dominierend, so dass auch britische Fachwerkformen weit überwiegen. Daneben gibt es aber auch andere, etwa niederländische Einflüsse (bekannt sind zum Beispiel die Dutch barns, Hallenhäuser mit Ankerbalkenkonstruktion, wie sie ähnlich in den Niederlanden und Norddeutschland zu finden sind).
Zahlenmäßig stammen die meisten Fachwerkhäuser in den USA und Australien aus dem 19. Jahrhundert und bestehen meist aus sparsam verriegeltem, an der Außenseite verbrettertem Fachwerk. Gleichwohl gibt es aber – etwa in Australien – auch Bauten deutscher Einwanderer, die bis in die Details hinein alle Merkmale des norddeutsch-preußischen Fachwerks zeigen.

### Japan

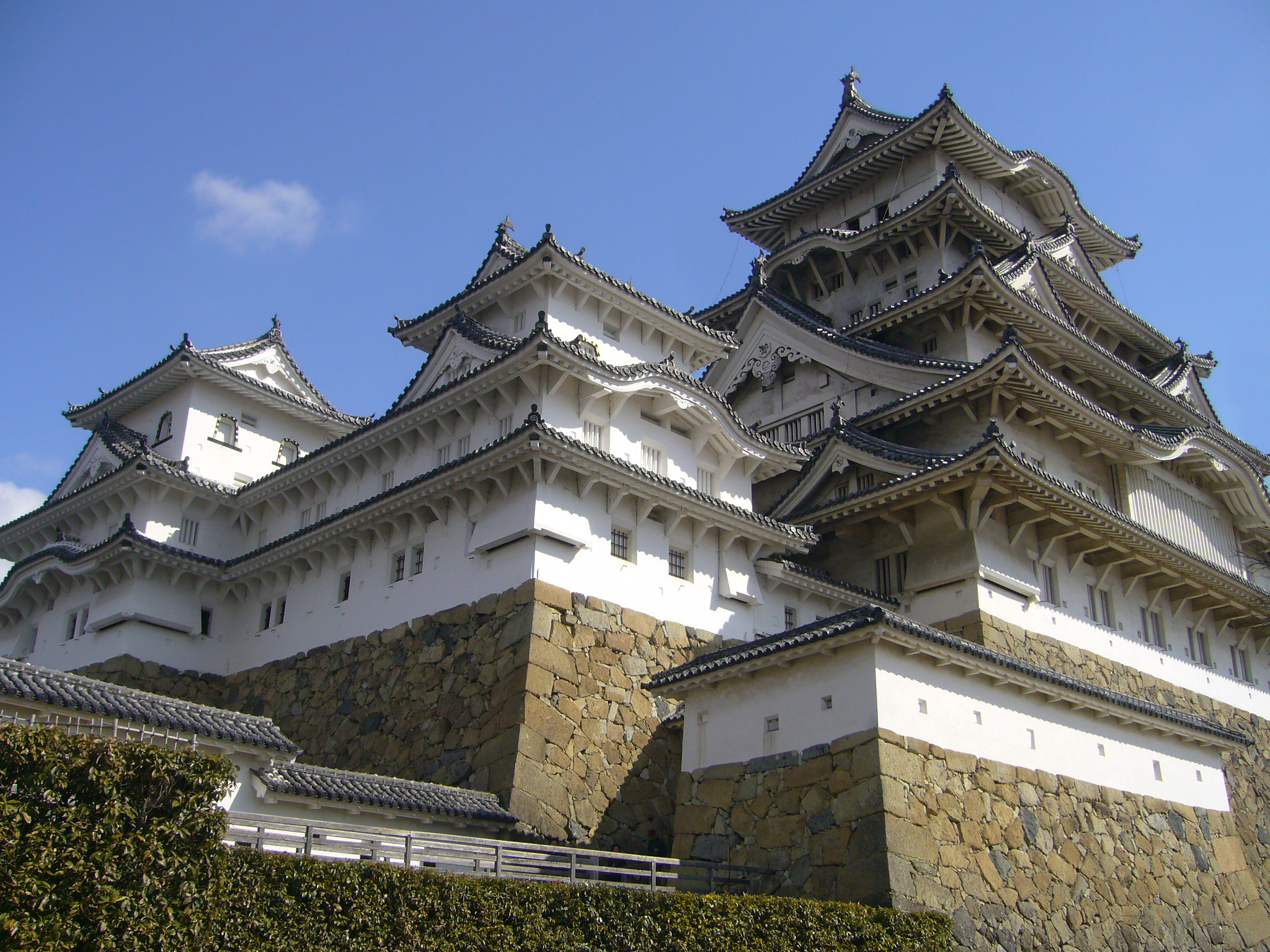
Japanische Burg Himeji, ab 1580 (erste Anfänge 1346), Fachwerk auf Unterbau aus Trockenmauerwerk

Ständerbauweise mit besonders aufwändigen Dachaufbauten verwendete man im japanischen Burgenbau. Das Neue in der japanischen Burg-Architektur war die kühne Idee, alle Stockwerke – vom Tiefgeschoss bis unter den Boden des obersten sechsten beziehungsweise siebten Geschosses – durch zwei durchgehende Pfeiler zu verbinden, um der Gefährdung durch Erdbeben und starke Stürme entgegenzuwirken. Ein Beispiel dafür ist die Burg Himeji: Der eine Pfeiler ist aus einem durchgehenden Tannenholzstamm, 24,8 Meter lang und mit einem maximalen Durchmesser von 95 Zentimeter. Er entspricht in der Dimension einer Firstsäule. Der zweite Pfeiler besteht aus zwei Teilen (Hemlock und Tanne) und wurde 1655 zusätzlich verstärkt. In allen Stockwerken besteht der Fußboden aus dicken Bohlen.

## Restaurierung und Rekonstruktion

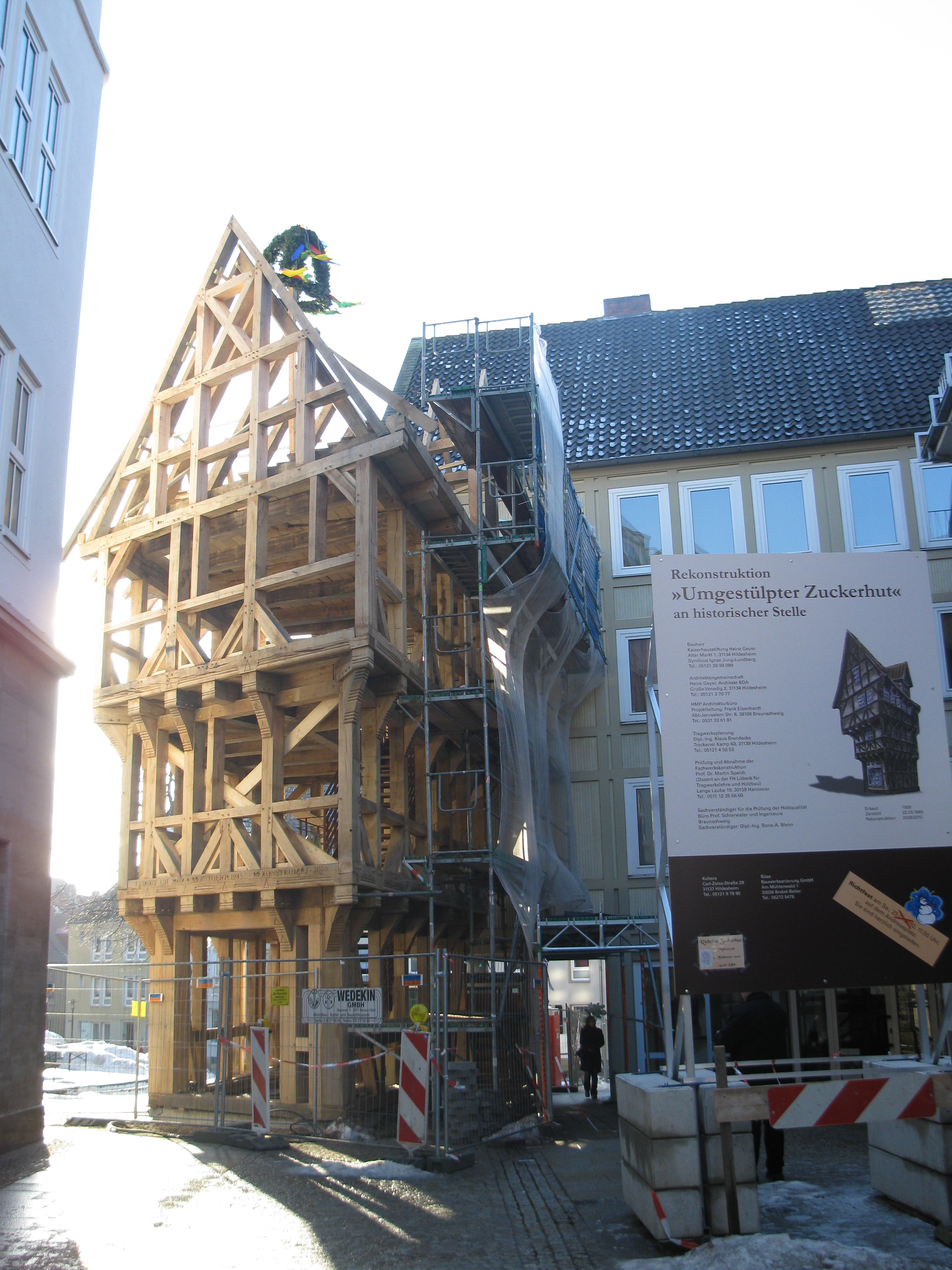
Hildesheim: Wiederaufbau des Umgestülpten Zuckerhuts

In den letzten Jahrzehnten wurden viele Fachwerkhäuser restauriert und verputzte Fachwerke oft wieder freigelegt. Allerdings wurden viele dieser freigelegten Bauten ursprünglich nicht als Sichtfachwerke geplant, das Fachwerk ist hier rein konstruktiv. Oft sollte ein repräsentativer Steinbau vorgetäuscht werden; durch das Abschlagen des Putzes wird der Charakter des Hauses stark verfälscht, gleiches gilt für Häuser, die ursprünglich verschiefert waren. Da Fachwerkhäuser als typisch romantische Bauten aus alter Zeit angesehen werden, findet man vor allem in vom Tourismus geprägten Orten häufig solche nachträglich freigelegten Häuser, auch übertriebene Ausschmückungen und Dekorationen (z. B. Malereien mit „nostalgischen“ Szenen, aufgemalte Sprüche usw.) sind hier zu beobachten. Auch spätere Fenstereinbrüche und sonstige Veränderungen sprechen manchmal gegen eine Freilegung, selbst wenn das Fachwerk ursprünglich sichtbar war. In vielen alten Städten und Dörfern verbirgt sich noch Fachwerk hinter dicken Putzschichten, das verputzte Ortsbild ist aber seinerseits – als historisch gewachsenes Denkmal – erhaltenswert (Dinkelsbühl).

### Materialwahl
Bei der Restaurierung von Fachwerkbauten ist die Wahl geeigneter Materialien sehr wichtig, in der Vergangenheit haben im Neubau weit verbreitete, aber für Fachwerkbauten ungeeignete Materialien zu Schäden geführt. Durch seine Steifigkeit löst sich Zementputz aufgrund von Wärmespannungen und dem Quellen und Schwinden der Holzkonstruktion oft als Schale von der Ausfachung oder der Wand. Auch kann die Sperrwirkung von Zementputz, Styroporplatten, Fassadenbekleidungen, Wärmedämmverbundsystemen sowie Dispersions- und Acrylfarben zur Auffeuchtung der dahinterliegenden Wandkonstruktion führen.
Im späten 20. Jahrhundert wurden vielfach gesundheitsschädliche Holzschutzmittel eingesetzt.
Die Verwendung von Kalkputz und insbesondere Lehm, wie sie seit Jahrhunderten im Fachwerkbau üblich ist, trägt zur Erhaltung und Langlebigkeit von Fachwerkbauten maßgeblich bei. (Gering hydraulischer) Kalk und Lehm sind elastisch genug, um die Bewegungen des Holzfachwerks zu tolerieren, und ermöglichen durch ihre Kapillarität die schnelle Trocknung des Fachwerks nach Auffeuchtung durch Schlagregen, Wasserschäden oder vorübergehend erhöhter Luftfeuchte in Innenräumen.
In manchen Regionen hat sich ein Markt für historische Bauteile etabliert, wodurch zeitgenössische Ersatzhölzer, Türen, Fenster, Fensterläden sowie Beschläge zugänglich werden.
Bei Baudenkmälern sollte die Verwendung von Ersatzhölzern und anderen Bauteilen dokumentiert werden, damit sie nicht bei späteren Untersuchungen irrtümlich als Originalbestandteile angesehen werden.

### Umnutzung
Viele Fachwerkhäuser wurden von Scheunen und Einhäusern zu reinen Wohnhäusern umgebaut, auch der Ausbau von Dachböden und Spitzböden zu Wohnraum ist häufig anzutreffen. Bei der Metzgergasse 17 in der Altstadt von Alsfeld trat der seltene Fall ein, dass ein Wohnhaus (aus der Blütezeit der Stadt) nachträglich zu einer Scheune umgebaut wurde.

### Energetische Sanierung
Eine Außendämmung kommt nur bei bereits verputzten oder anderweitig bekleideten Fachwerkbauten in Betracht und verändert das Erscheinungsbild oft stark, da sich die Tiefe der Tür- und Fensterlaibungen erhöht, charakteristische Dekorationen und Bauteile wie Maueranker verlorengehen, die Sockelausbildung geändert wird und sich die Dachüberstände verringern.
Eine praktikable Alternative ist die Innendämmung, die jedoch von spezialisierten Betrieben ausgeführt werden sollte, da sich die üblichen Standarddämmstoffe nicht eignen und die Verarbeitung anspruchsvoll ist.
Generell ist darauf zu achten, dass die inneren Bauteilschichten dampfdiffusionsdichter ausgeführt werden als die äußeren. Bei durchgängiger Verwendung kapillaraktiver Materialien und weitgehend hohlraumfreier Verarbeitung kann unter Umständen von dieser Regel abgewichen werden.

### Rekonstruktionen
Neben der Restaurierung und Freilegung historischer Fachwerkbauten werden in wenigen Fällen auch kriegszerstörte Einzeldenkmäler oder Fachwerkensembles rekonstruiert. Dies ist in der Fachwelt umstritten. Auf dem Römerberg (Frankfurt am Main) wurde in den 1980er Jahren eine Häuserzeile wieder aufgebaut. In Hildesheim wurde die Randbebauung des Marktplatzes rekonstruiert, darunter 1989 das prächtige Knochenhaueramtshaus, das selbst unterdessen als historisches Zeugnis der Stadtreparatur denkmalgeschützt ist. 2010 wurde ebenfalls in Hildesheim der Umgestülpte Zuckerhut von 1510 mit seinen stark auskragenden Geschossen rekonstruiert. In Braunschweig wurde 1994 der Wiederaufbau der freistehenden Alten Waage abgeschlossen.

### Translozierung in Freilichtmuseen

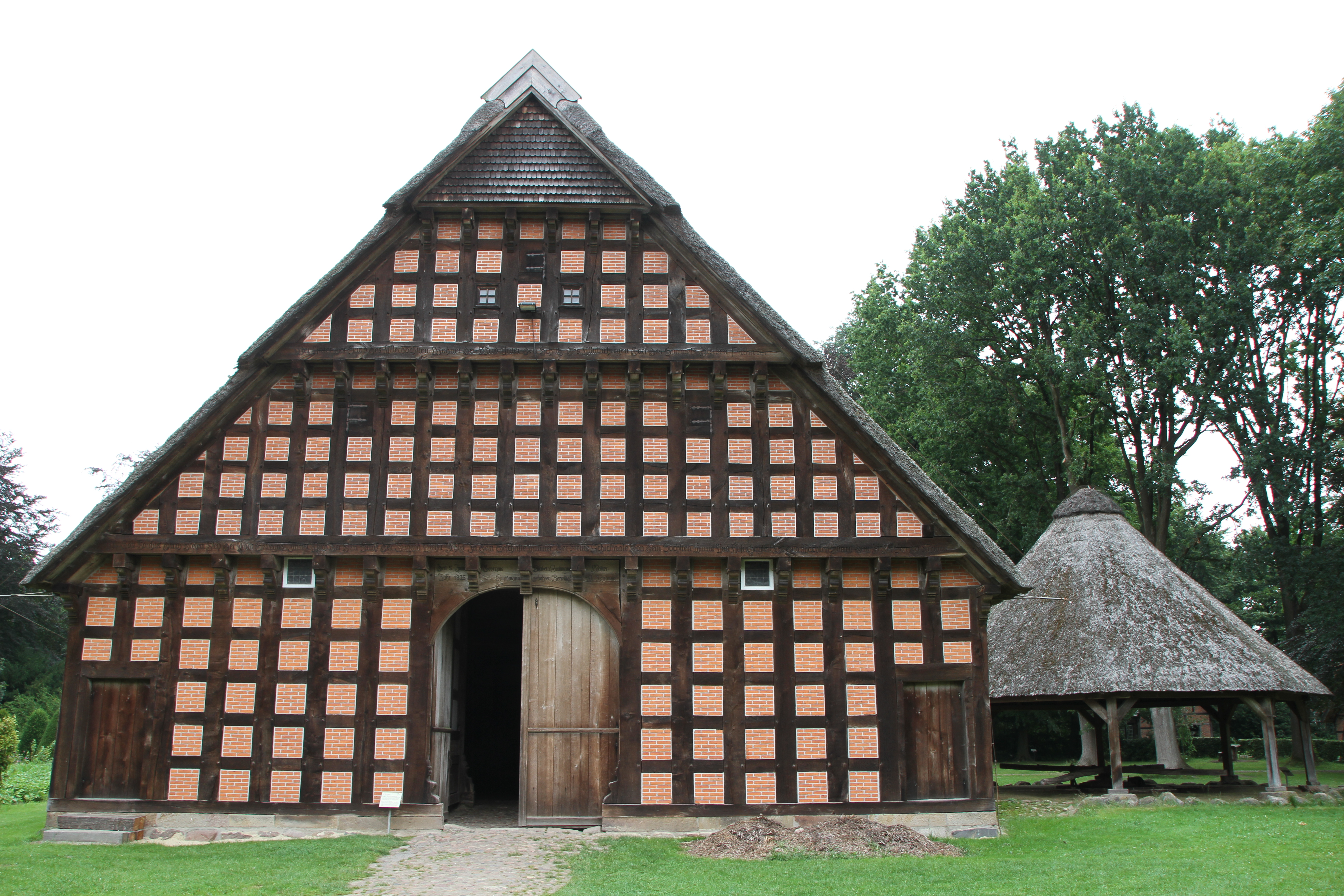
Haupthaus des Quatmannshofs. aus Elsten, Lkr. Cloppenburg, seit 1935 im Museumsdorf Cloppenburg

Zahlreiche Freilichtmuseen zeigen Fachwerkhäuser, die von ihrem ursprünglichen Standort versetzt, also transloziert wurden. In Freilichtmuseen sind Fachwerkbauernhäuser seit 1899 zu finden. Als ältestes Freilichtmuseum Deutschlands gilt das Ostenfelder Bauernhaus-Freilichtmuseum im nordfriesischen Husum, das in dem genannten Jahr von seinem ehemaligen Standort Ostenfeld in die Stadt Husum transloziert wurde. Den frühen Vorbildern folgten größere Freilichtmuseen wie das Museumsdorf Cloppenburg, der Hessenpark, das Fränkische Freilandmuseum Bad Windsheim und das Freilichtmuseum Lindlar. Nachteilig bei Freilichtmuseen, die nicht um einen Zentralbau herum errichtet wurden, der dort schon vor der Gründung des betreffenden Museums stand, ist der Verlust des ursprünglichen örtlichen Zusammenhangs und von einigen handwerklichen Details. Einige Museen lagern abgetragene Häuser ein, die aus finanziellen Gründen oder aus Platzmangel nicht aufgestellt werden können. Beim Wiederaufbau beschränkten sich viele Museen auf die Wiederverwendung von Originalbalken; allerdings gelang es bereits 1935, den Quatmannshof mit ganzen Gebäudeteilen einschließlich der Ausfachungen in das Museumsdorf Cloppenburg umzusetzen.

### Überblickwerke
- Günther Binding, Udo Mainzer, Anita Wiedenau: Kleine Kunstgeschichte des deutschen Fachwerkbaus. Darmstadt 1989, ISBN 3-534-06900-5.
- Thomas Eißing, Benno Furrer, Christian Kayser, Stefan King, Ulrich Klein, Ulrich Knapp, Burghard Lohrum, Tilmann Marstaller, Claudia Mohn, Heinz Pantli, Hans-Hermann Reck, Daniel Reicke: Vorindustrieller Holzbau. Terminologie und Systematik für Südwestdeutschland und die deutschsprachige Schweiz (= Südwestdeutsche Beiträge zur historischen Bauforschung, Sonderband.) 2., überarbeitete Auflage. Universität Heidelberg / Universitätsbibliothek, Heidelberg 2023, ISBN 978-3-96929-223-5. (Digitalisat auf journals.ub.uni-heidelberg.de, abgerufen am 20. Mai 2024)
- Wilhelm Fiedler: Das Fachwerkhaus in Deutschland, Frankreich und England. Originalausgabe: Berlin 1903, Reprint: Leipzig 2006, ISBN 978-3-8262-3003-5.
- Manfred Gerner: Fachwerk. Instandsetzung, Sanierung, Neubau. DVA, München 2007, ISBN 978-3-421-03575-2.
- G. Ulrich Großmann: Der Fachwerkbau in Deutschland. Das historische Fachwerkhaus, seine Entstehung, Farbgebung, Nutzung und Restaurierung. 3. erw. Auflage. Dumont, Köln 2004, ISBN 978-3-8321-7463-7.
- G. Ulrich Großmann: Fachwerk in Deutschland – Zierformen seit dem Mittelalter. Imhof, Petersberg 2006, ISBN 978-3-86568-154-6.
- Michael Imhof: Historistisches Fachwerk. Zur Architekturgeschichte im 19. Jahrhundert in Deutschland, Großbritannien (Old English Style), Frankreich, Österreich, der Schweiz und den USA. Bayerische Verlagsanstalt, Bamberg 1996, ISBN 3-87052-796-X.
- Ulrich Klein: Zum aktuellen Forschungsstand des hoch- und spätmittelalterlichen Holzbaus in Deutschland. In: Holzbau in Mittelalter und Neuzeit (= Mitteilungen der Deutschen Gesellschaft für Archäologie des Mittelalters und der Neuzeit, Bd. 24). Paderborn 2012, ISSN 1619-1439, S. 9–38, hier S. 16 ff. (Digitalisat auf journals.ub.uni-heidelberg.de, abgerufen am 5. August 2025)
- Fachwerkbau. In: Hans Koepf, Günther Binding: Bildwörterbuch der Architektur. Mit englischem, französischem, italienischem und spanischem Fachglossar. 4., überarbeitete Auflage. Kröner, Stuttgart 2005, ISBN 3-520-19404-X, S. 162 ff. (= Kröners Taschenausgabe, Band 194); moodle.unifr.ch (PDF; 15 MB) abgerufen am 30. Dezember 2023.
- Wolfgang Lenze: Fachwerkhäuser, restaurieren – sanieren – modernisieren. 9., erw. Auflage. 2013, ISBN 978-3-8167-8949-9.
- W. Prieser: Das Holzfachwerkhaus. In: Ausbau. Heft 3/1957, Paul-Christiani-Verlag, Konstanz 1957, S. 180–190.
- Walter Sage: Fachwerk, Fachwerkbau. In: Reallexikon zur deutschen Kunstgeschichte, Band VI, 1972, Sp. 938–992. (Abschrift auf rdklabor.de, abgerufen am 30. Dezember 2023)
- Heinrich Stiewe: Fachwerkhäuser in Deutschland. Konstruktion, Gestalt und Nutzung vom Mittelalter bis heute. Primus, Darmstadt 2007, ISBN 978-3-89678-589-3.

### Einzelne Regionen
- Das deutsche Bürgerhaus. Schriftenreihe, Deutscher Architekten- und Ingenieurverband. Verlag Ernst Wasmuth, Tübingen 1959; (online im Bayerischer Verbundkatalog); abgerufen am 9. Januar 2017.
- Elmar Arnhold: Fachwerkarchitektur im Fachwerk5Eck. Ein Führer zu den Schätzen niedersächsischer Holzbaukunst. 2. Auflage, Northeim 2023. (Digitalisat auf fachwerk5eck.de, abgerufen am 5. August 2025)
- Anton von Behr: Rheinische Fachwerkbauten aus den Regierungsbezirken Coblenz und Trier von Rhein und Mosel, Eifel, Westerwald und Hunsrück. Schaar & Dathe, Trier 1905, dilibri.de
- Wilhelm Hansen, Herbert Kreft: Fachwerk im Weserraum. Hameln 1980.
- Fred Kaspar: Fachwerkbauten in Westfalen vor 1600 (= Beiträge zur Volkskultur in Nordwestdeutschland, H. 14). F. Coppenrath, Münster 1978, ISBN 3-920192-69-9.
- Fred Kaspar: Fachwerkbauten des 14. bis 16. Jahrhunderts in Westfalen (= Beiträge zur Volkskultur in Nordwestdeutschland, H. 52). F. Coppenrath, Münster 1986, ISBN 3-88547-298-8. (Digitalisat auf lwl.org, abgerufen am 5. August 2025. PDF; 30 MB)
- Helmut Nachtigall: Zimmermannskunst im Hüttenberg – der Hüttenberger Hof. N. G. Elwert Verlag, Marburg 1973, ISBN 3-7708-0479-1.
- Herbert Nicke: Bergisches Fachwerk. Ein Streifzug durch Architektur und Geschichte des rechtsrheinischen Fachwerkbaus. Martina Galunder-Verlag, Wiehl 1996, ISBN 3-931251-10-1.
- Hermann Dieter Oemler: Fachwerk in Wernigerode. Oemler-Verlag, Wernigerode 1999, ISBN 3-9805751-1-X.
- Ursula Pfistermeister: Fachwerk in Franken. Carl, Nürnberg 1993, ISBN 3-418-00367-2.
- Rudi Krauß: Fachwerk im Landkreis Kitzingen, aufgezeigt an Fachwerkbauten in Dettelbach und Umgebung. In: Jahrbuch für den Landkreis Kitzingen. Verlag J. H. Röll, Dettelbach 2014, ISBN 978-3-89754-434-5, S. 259–279.
- Robert Slawski: Braunschweiger Fachwerk, ein Stadtrundgang. Blicke in das 16. Jahrhundert. Pfankuch, Braunschweig 1988, ISBN 978-3-920740-05-8.
- Hermann Schilli: Fachwerkbauten in Baden. Schillinger, Freiburg im Breisgau 1981, ISBN 3-921340-54-3.
- Alfred Baeschlin: La arquitectura del caserío vasco. Eusko-ikaskuntza, Argitalpenak, Donostia 1992, ISBN 84-87471-34-X, online nicht erreichbar am 9. Januar 2017.
- Michel Duvert, Xemartin Bachoc: Charpentiers basques et maisons vasconnes. 2001. (baskisch)
- Dieter-Jürgen Mehlhorn: Das baskische Bauernhaus: Lebensweise, Siedlung und Haus des Bauern im spanischen Teil des Baskenlandes. Werner-Verlag, Düsseldorf 1988, ISBN 3-8041-2690-1.
- Irmtraud Schaarschmidt-Richter (Text), Mo Nishikawa (Fotos): Himeji Castle. Ernst und Sohn, Berlin 1998, ISBN 3-433-02714-5.